# 인더스 문명

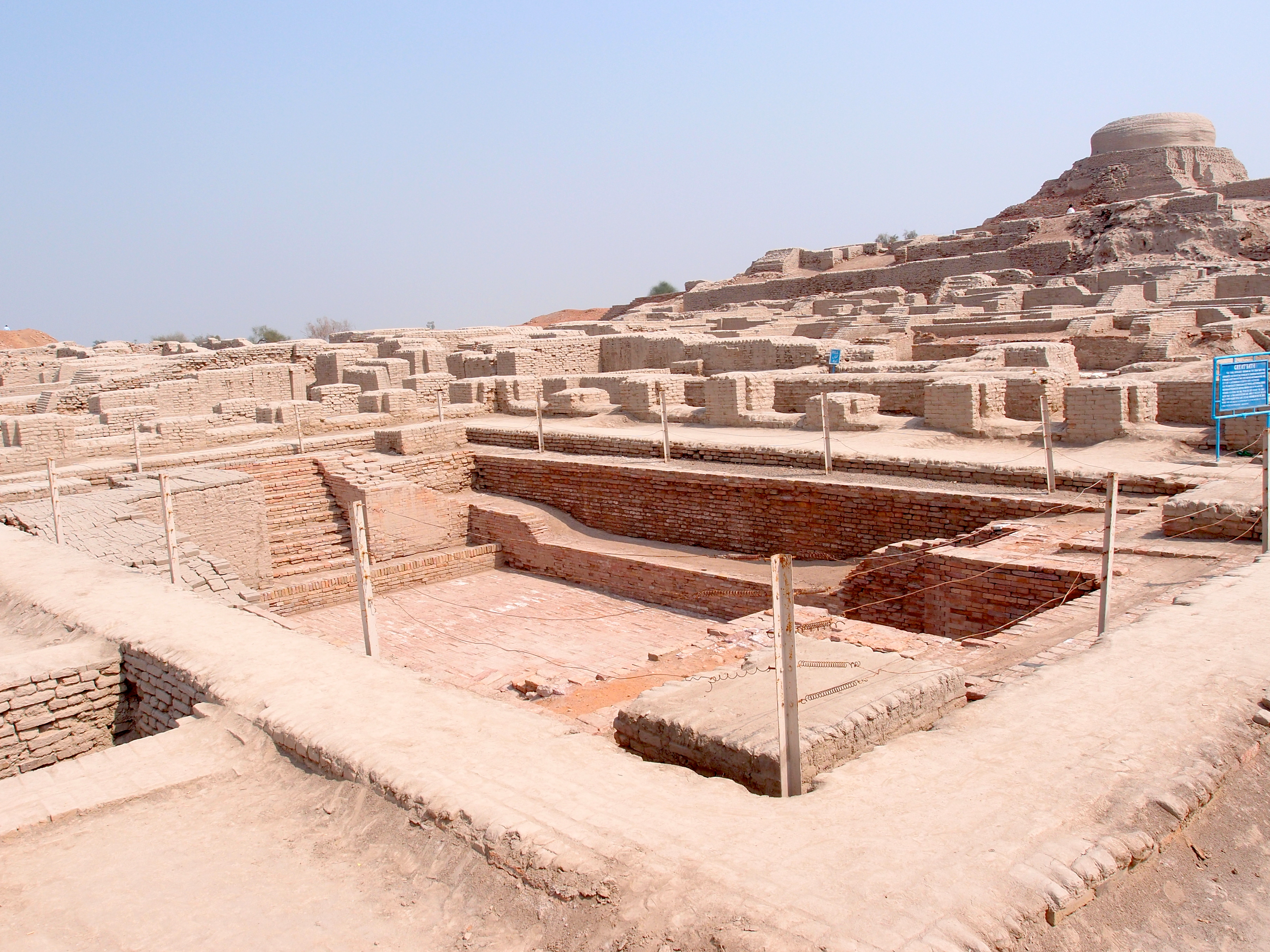
파키스탄 인더스강에 있는 모헨조다로 폐허는 남아시아 최초의 유네스코 세계유산이며, 대욕장이 전경에 보인다.

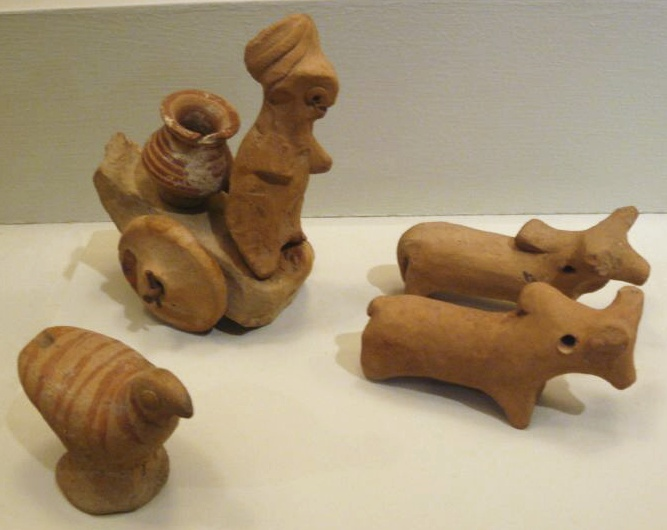
하라파에서 발견된 작은 봉헌 인형 또는 장난감, c. 기원전 2500년경, 인도혹소 소, 수레, 닭의 점토 인형.

인더스 문명(Indus Civilization) 또는 인더스 계곡 문명(Indus Valley Civilization)은 약 기원전 3300년부터 기원전 1300년까지 존재했던 남아시아의 청동기 문명이다. 기원전 2600년부터 기원전 1900년 사이가 전성기였다. 이집트, 메소포타미아와 더불어 근동 및 남아시아 지역의 세 주요 초기 문명 가운데 하나였으며, 그 중에서도 가장 넓은 범위에 걸쳐 존재하였다. 인더스 문명의 유적은 남아시아 북서부 지역, 즉 인더스강과 현재 파키스탄과 북서쪽 인도에 걸친 가가하크라강 사이에 자리 잡고 있었다. 파키스탄 전역을 따라 흐르는 인더스강의 충적 평야와, 현재는 계절하천이지만 한때는 영구적인 몬순 하천이 흐르던 인도 북서부 및 파키스탄 동부의 가가하크라강 유역을 중심으로 번영하였다.
처음 발굴된 유적지가 하라파에 있었기에 가장 부흥했던 시기의 문명은 하라파 문명이라고도 부른다. 하라파는 20세기 초, 당시 영국령 인도의 펀자브주(현재는 파키스탄 펀자브주)에서 처음 발굴된 유적이다. 하라파와 곧이어 발굴된 모헨조다로의 발견은 1861년 인도 제국 고고조사국(Archaeological Survey of India) 창설 이후 시작된 연구의 결실이었다. 같은 지역에서는 하라판 문명 이전과 이후의 문화도 존재했으며, 이를 각각 초기 하라파와 후기 하라파로 부른다. 초기 하라파 문화는 신석기 시대의 문화에서 연속적으로 발전한 것으로, 그 중 가장 이르고 잘 알려진 것은 파키스탄 발루치스탄 지방의 메르가르 유적에서 나타난 문화이다. 하라파 문명은 이러한 앞선 문화들과 구별하기 위해 종종 ‘성숙기 하라파’라고도 불린다.
인더스 문명의 도시들은 계획적인 도시 구조, 구운 벽돌로 지은 주택, 정교한 배수 시스템, 급수 체계, 대형 비주거용 건물들의 집합, 그리고 수공예 및 금속 가공 기술 등으로 유명하다. 모헨조다로와 하라파는 각각 3만에서 6만 명에 이르는 인구를 가진 대도시로 성장했으며, 문명 전체로는 전성기 동안 100만에서 500만 명에 이르는 인구를 지녔을 것으로 추정된다. 기원전 3천년기 동안 이 지역이 점차 건조해진 것이 도시화의 초기 자극이 되었을 가능성이 있으며, 결국 물 공급이 줄어들면서 문명이 쇠퇴하고 인구가 동쪽으로 분산되는 결과를 초래하였다.
아라비아해에서 인도 타르 사막까지, 페르시아 지역에서 중앙아시아 평원까지 이르는 광대한 인더스 문명 지역에는 현재까지 1500군데가 넘는 유적(1058곳의 정착지와 나머지 야영지)가 발견되었고, 인도대륙 북서부에만 약 130만 평방킬로미터 지역에 퍼져 있다. 이는 고대 이집트나 메소포타미아 문명 지역의 두 배 정도 넓이에 달한다. 주요 도시 중심지는 다섯 곳이다. 이들은 인더스 하류 유역의 모헨조다로, 펀자브 서부의 하라파, 촐리스탄 사막의 간웨리왈라(Ganweriwala), 라키가리(Rakhigari), 돌라비라(Dholavira) 등이다. 도시들은 인더스강과 지금은 사라진 사라스바티강을 지나면서 지그재그 패턴으로 자리잡고 있다. 인더스 사람들은 메소포타미아 지역에 살던 수메르인들과 활발히 교류한 것으로 보이며, 그 때문에 그 지역에서 온 인장 등이 유물로 발견됐다. 그러나 하라파 시대의 언어는 직접적으로 전해지지 않으며, 이들이 사용한 인더스 문자는 아직 해독되지 않아 언어 계통 또한 불분명하다. 일부 학자들은 이 언어가 드라비다어족 또는 엘람-드라비다어족과 관련이 있을 것으로 보기도 한다.

## 어원
인더스 문명은 문명의 초기 유적지들이 확인되고 발굴된 인더스강 수계의 충적 평야의 이름을 따서 명명되었다.
고고학의 전통에 따라, 이 문명은 1920년대에 처음 발굴된 유적지인 하라파의 이름을 따서 하라파 문명이라고도 불린다. 이는 1947년 인도의 독립 이후 인도 고고학 조사국에서 사용한 용법에서 특히 그렇다.
"가가하크라"라는 용어는 인도 북서부와 파키스탄 동부의 가가하크라강을 따라 많은 유적지가 발견된 점 때문에 인더스 문명에 적용되는 현대 용어에서 두드러지게 나타난다. "인더스-사라스바티 문명"과 "신두-사라스바티 문명"이라는 용어도 인도아리아인 원주설 지지자들이 문헌에서 사용했는데, 이는 리그베다의 초기 장에 묘사된 강 사라스바티강과 가가하크라강의 동일시를 전제로 하며, 리그베다는 기원전 2천년기에 쓰여진 베다 산스크리트어 찬가집으로, 인더스 문명의 성숙기와는 관련이 없다.
최근 지구물리학적 연구에 따르면, 리그베다에 눈이 녹아 흐르는 강으로 묘사된 사라스바티강과 달리 가가하크라강은 계절풍에 의해 지속적으로 흐르던 강 체계였으며, 약 4,000년 전 문명이 쇠퇴할 무렵 계절성 강으로 변했다.

## 범위

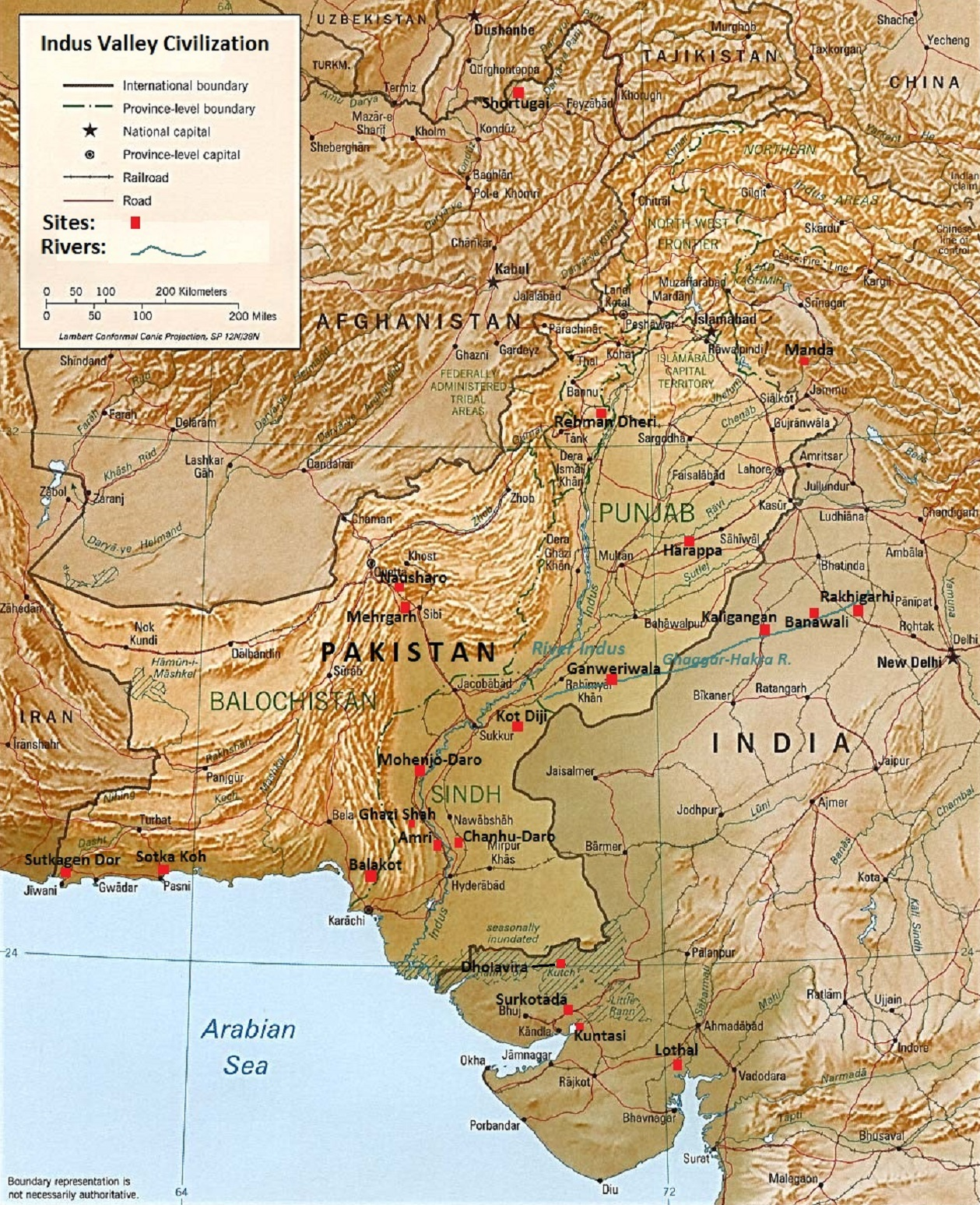
인더스 문명의 주요 유적지 및 범위

인더스 문명은 다른 고대 세계의 강 유역 문명들  즉, 나일강 유역의 이집트 문명, 유프라테스강과 티그리스강에 의해 물이 공급되던 지역의 메소포타미아 문명, 그리고 황하와 장강의 수계에 위치한 중국 문명과 동시대였다. 성숙기에 이르러 인더스 문명은 다른 문명들보다 더 넓은 지역으로 퍼졌는데, 이는 인더스강과 그 지류의 충적 평야를 따라 1,500 킬로미터 (900 mi)에 이르는 핵심 지역을 포함했다. 또한, 식물상, 동물상, 서식지가 이질적인 지역이 있었는데, 이는 최대 10배 더 넓은 면적에 달하며 인더스 문명에 의해 문화적, 경제적으로 형성되었다.
기원전 6500년경, 인더스 충적토의 가장자리에 있는 발루치스탄에서 농업이 출현했다. 이후 수천 년 동안 정착 생활은 인더스 평원으로 진출하여 농촌 및 도시 정착지의 성장을 위한 토대를 마련했다. 더 조직화된 정착 생활은 다시 출생률의 순증가를 가져왔다. 모헨조다로와 하라파의 대규모 도시 중심지는 각각 3만에서 6만 명의 인구를 가졌을 가능성이 높으며, 문명의 전성기 동안 아대륙의 인구는 4백만에서 6백만 명으로 증가했다. 이 시기에 사망률이 증가했는데, 이는 인간과 가축의 밀집된 생활 환경이 전염병 증가로 이어졌기 때문이다. 한 추정치에 따르면, 인더스 문명의 전성기 인구는 1백만에서 5백만 명 사이였을 수 있다.
전성기 동안 이 문명은 서쪽의 발루치스탄에서 동쪽의 서부 우타르프라데시주까지, 북쪽의 아프가니스탄 북동부에서 남쪽의 구자라트주까지 뻗어 있었다. 가장 많은 유적지는 펀자브 지역, 구자라트주, 하리아나주, 라자스탄주, 우타르프라데시주, 잠무 카슈미르주에 있다. 신드주와 발루치스탄도 포함된다. 해안 정착지는 서부 발루치스탄의 수트카간 도르에서 구자라트의 로탈까지 뻗어 있었다. 인더스 문명의 유적지는 아프가니스탄 옥수스강의 쇼르투가이에서 발견되었는데, 이는 인더스 문명의 최북단 유적지이다. 또한 파키스탄 북서부 고말강 계곡, 잠무 근처 베아스강의 만다, 잠무, 그리고 델리에서 불과 28 km (17 mi) 떨어진 힌돈강의 알람기르푸르에서도 발견되었다. 인더스 문명의 최남단 유적지는 마하라슈트라주의 다이마바드이다. 인더스 계곡 유적지는 대부분 강변에서 발견되었지만, 발라코트(코트 발라)와 같은 고대 해안선과 돌라비라와 같은 섬에서도 발견되었다.

## 발견과 발굴의 역사
"나는 침묵할 수 없는 세 명의 다른 학자들의 이름을 거론해야 한다. 첫째, 모헨조다로 자체는 아니더라도 그 유적지의 높은 고대성을 발견한 공로가 있는 고(故) R. D. 바네르지와, 그의 즉각적인 발굴 후임자인 M. S. 바츠와 K. N. 딕싯이다. ... 아마도 나 자신 외에는 그들이 모헨조다로에서 처음 세 계절 동안 직면해야 했던 어려움과 고난을 충분히 이해할 수 있는 사람은 없을 것이다."

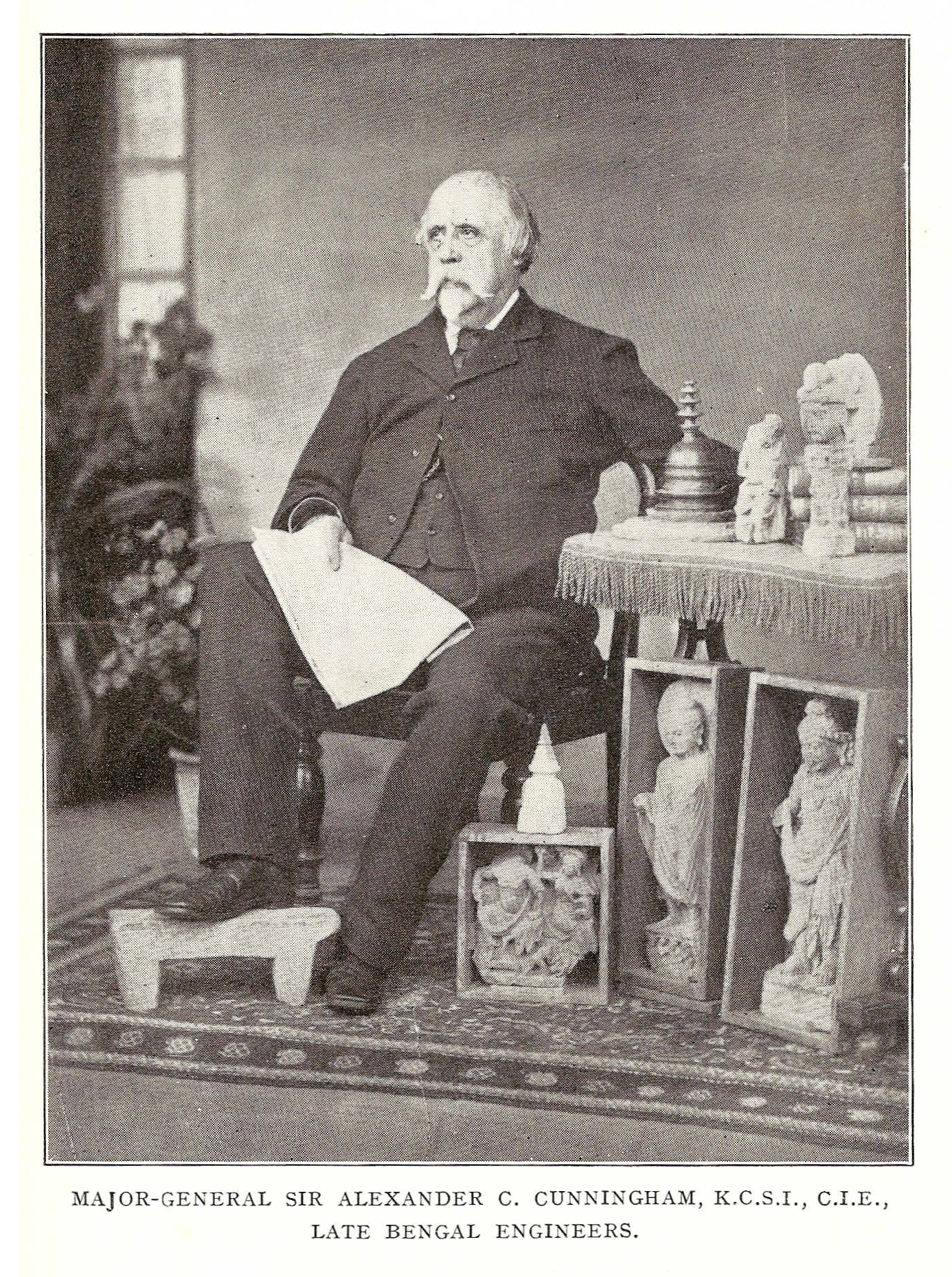
알렉산더 커닝엄, 인도 고고학 조사국(ASI) 초대 총감독은 1875년 하라파 도장을 해석했다.

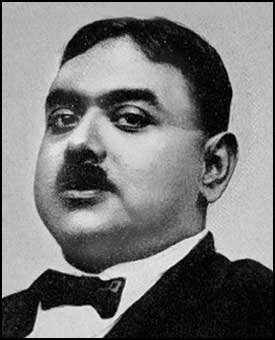
ASI 소속의 R. D. 바네르지는 1919-1920년과 1922-1923년에 모헨조다로를 방문하여 이 유적지의 오랜 역사를 추정했다.

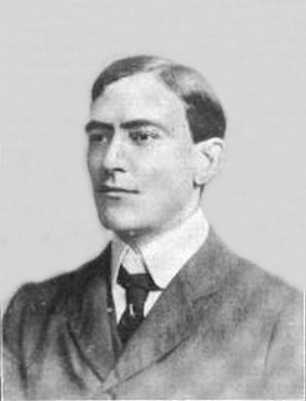
1906년 사진에 찍힌 존 마셜, 1902년부터 1928년까지 ASI 총감독으로 하라파와 모헨조다로 발굴을 감독했다.

인더스 문명 폐허에 대한 최초의 현대적 기록은 영국 동인도 회사 군대의 탈영병이었던 찰스 매슨의 것이다. 1829년, 매슨은 펀자브 번왕국을 여행하며 면책을 약속받는 대가로 회사에 유용한 정보를 수집했다. 이 약정의 한 가지 측면은 그의 여행 중에 획득한 모든 역사적 유물을 회사에 넘겨야 한다는 추가 요구 사항이었다. 고전, 특히 알렉산드로스 대왕의 군사 작전을 숙지했던 매슨은 알렉산드로스 대왕의 작전에서 등장했고, 그 작전의 연대기 기록자들이 언급했던 일부 도시들을 그의 방랑을 위해 선택했다. 매슨이 펀자브에서 거둔 주요 고고학적 발견은 인더스의 지류인 라비강 계곡에 있는 인더스 문명의 대도시인 하라파였다. 매슨은 하라파의 풍부한 역사적 유물(많은 부분이 반쯤 묻혀 있었다)에 대해 상세한 기록과 그림을 남겼다. 1842년, 매슨은 발루치스탄, 아프가니스탄, 펀자브에서의 다양한 여정 이야기(Narrative of Various Journeys in Baluchistan, Afghanistan, and the Punjab)라는 책에 하라파에 대한 자신의 관찰을 포함시켰다. 그는 하라파 유적의 연대를 기록된 역사 시대로 거슬러 올라갔는데, 알렉산드로스 대왕의 원정 중에 이미 묘사되었다고 잘못 생각했다. 매슨은 유적지의 엄청난 규모와 오랜 침식으로 형성된 여러 개의 큰 봉분에 깊은 인상을 받았다.
2년 후, 회사는 알렉산더 번스에게 인더스강을 따라 항해하여 군대의 수상 운송 가능성을 평가하도록 계약했다. 하라파에도 들른 번스는 유적지의 고대 석조물에 사용된 구운 벽돌을 언급했지만, 지역 주민들이 이 벽돌을 무작위로 약탈하는 것도 지적했다.
이러한 보고에도 불구하고, 하라파는 1848~49년 제2차 영국-시크 전쟁 이후 더욱 위험하게 벽돌을 약탈당했다. 상당수의 벽돌이 펀자브에 건설되는 철도 궤도의 궤도 자갈로 실려갔다. 1850년대 중반에 건설된 물탄과 라호르 사이의 철도 궤도 약 160 km (100 mi)는 하라파 벽돌로 지지되었다.
1861년, 영국 동인도 회사의 해체와 인도 제국 통치 수립 3년 후, 인도 고고학 조사국(ASI)의 설립으로 아대륙의 고고학은 더욱 공식적으로 조직되었다. ASI의 초대 총감독인 알렉산더 커닝엄은 1853년에 하라파를 방문하여 인상적인 벽돌 벽을 주목했으며, 이번에는 그동안 전체 상부층이 벗겨진 유적지를 조사하기 위해 다시 방문했다. 그의 원래 목표였던 7세기 현장의 여행기에 언급된 잃어버린 불교 도시임을 하라파가 입증하는 것은 실패했지만, 커닝엄은 1875년에 자신의 발견을 발표했다. 그는 처음으로 알려지지 않은 문자로 된 하라파의 도장을 해석했으며, 이는 인도 외래 기원이라고 결론지었다.
그 후 하라파에서의 고고학 작업은 인도의 새로운 총독인 조지 너새니얼 커즌이 1904년 고대 기념물 보존법을 통과시키고 존 마셜을 ASI 총감독으로 임명할 때까지 지연되었다. 몇 년 후, 마셜에 의해 하라파를 조사하도록 배정된 히라난드 샤스트리는 그곳이 비불교적 기원이며, 결과적으로 더 고대적이라고 보고했다. 이 법에 따라 하라파를 ASI에 공용징수한 마셜은 ASI 고고학자 다야 람 사니에게 유적지의 두 언덕을 발굴하도록 지시했다.

남쪽으로 더 멀리, 신드주의 인더스강 본류를 따라 위치한 거의 훼손되지 않은 모헨조다로 유적지가 주목받았다. 마셜은 ASI의 여러 관리들에게 이 유적지를 조사하도록 위임했다. 여기에는 D. R. 반다르카르 (1911년), R. D. 바네르지 (1919년, 1922~1923년), M. S. 바츠 (1924년)가 포함되었다. 1923년, 모헨조다로를 두 번째 방문했을 때, 바네르지는 마셜에게 이 유적지에 대해 "먼 고대"의 기원을 가정하고, 그 유물 중 일부가 하라파의 유물과 일치한다고 언급하는 서신을 보냈다. 1923년 후반에 바츠도 마셜과의 서신에서 두 유적지에서 발견된 인장과 문자에 대해 더욱 구체적으로 동일한 점을 언급했다. 이러한 의견들을 바탕으로 마셜은 두 유적지의 중요한 데이터를 한 곳으로 모으고 바네르지와 사니를 공동 토론에 초청했다. 1924년까지 마셜은 발견의 중요성을 확신하게 되었고, 1924년 9월 24일 일러스트레이티드 런던 뉴스(Illustrated London News)에 잠정적이지만 눈에 띄는 공개적 언급을 했다.
 "하인리히 슐리만이 티린스와 미케네에서, 혹은 아우렐 스타인이 튀르키스탄 사막에서 그랬던 것처럼, 고고학자들에게 오랫동안 잊혀진 문명의 유적을 발견하는 기회가 주어진 적은 많지 않다. 그러나 지금 이 순간, 우리는 인더스 평원에서 그러한 발견의 문턱에 서 있는 것처럼 보인다."
다음 호인 일주일 후, 영국의 아시리아학자 아치볼드 세이스는 메소포타미아와 이란의 청동기 시대 유적에서 매우 유사한 인장들이 발견되었다고 지적할 수 있었고, 이는 그 연대를 강력하게 시사하는 첫 증거가 되었다. 다른 고고학자들의 확인도 뒤따랐다. 모헨조다로의 체계적인 발굴은 1924~25년 K. N. 딕시트에 의해 시작되었고, H. 하그리브스(1925~1926년)와 어니스트 J. H. 매케이(1927~1931년)의 발굴이 계속되었다. 1931년까지 모헨조다로의 대부분이 발굴되었지만, 1944년에 임명된 ASI의 새로운 총감독 모티머 휠러와 아마드 하산 다니가 이끈 발굴과 같은 간헐적인 발굴은 계속되었다.
1947년 인도가 분할되면서 인더스 문명의 발굴 유적지 대부분이 파키스탄 영토에 속하게 되었고, 관할 구역이 줄어든 인도 고고학 조사국은 인도 내 가갈-하크라강 체계를 따라 수많은 조사와 발굴을 수행했다. 일부는 가갈-하크라강 체계가 인더스강 유역보다 더 많은 유적지를 산출할 수 있다고 추측했다. 고고학자 라트나가르(Ratnagar)에 따르면, 인도에 있는 많은 가갈-하크라 유적지와 파키스탄에 있는 인더스 계곡 유적지들은 실제로는 지역 문화의 유적지이며, 일부 유적지들은 하라파 문명과의 접촉을 보여주지만, 온전히 발달한 하라파 유적지는 소수에 불과하다. 1977년 현재, 발견된 인더스 문자 인장 및 명문 유물 중 약 90%가 인더스 강을 따라 파키스탄의 유적지에서 발견되었고, 다른 유적지에서는 나머지 10%만 발견되었다. 2002년까지 1,000개 이상의 성숙기 하라파 도시와 정착지가 보고되었고, 그 중 100개 미만이 발굴되었다. 주로 인더스강과 가갈-하크라강 및 그 지류의 일반적인 지역에 위치한다. 그러나 주요 도시 유적지는 하라파, 모헨조다로, 돌라비라, 간웨리왈라, 라키가르히 5개뿐이다. 2008년 현재, 인도에서는 약 616개의 유적지가 보고되었고, 파키스탄에서는 406개의 유적지가 보고되었다.
1947년 이후 인도는 새로운 국가의 민족 통일과 역사적 연속성 목표에 따라 고고학 작업을 "인도화"하려고 시도했지만, 파키스탄에서는 국가적 필수 조건이 이슬람 유산의 촉진이었고, 결과적으로 초기 유적지에 대한 고고학 작업은 외국 고고학자들에게 맡겨졌다. 분할 후, 1944년부터 ASI 국장이었던 모티머 휠러는 파키스탄에 고고학 기관 설립을 감독했으며, 나중에 모헨조다로 유적지 보존을 위한 유네스코 노력에 합류했다. 모헨조다로와 하라파에서의 다른 국제적 노력으로는 독일 아헨 공과대학교 모헨조다로 연구 프로젝트, 이탈리아 모헨조다로 탐사, 조지 F. 데일스가 설립한 미국 하라파 고고학 연구 프로젝트(HARP) 등이 있다. 발루치스탄의 볼란 협곡 기슭에서 우발적인 돌발 홍수로 인해 고고학 유적지의 일부가 노출되면서, 1970년대 초 프랑스 고고학자 장-프랑수아 자리주와 그의 팀이 메르가르에서 발굴을 수행했다.

## 연대기
고대 인더스 문명의 도시들은 "사회 계층, 문자 체계, 대규모 계획 도시, 장거리 무역 [등]을 통해 고고학자들에게 완전한 '문명'으로 인식된다." 하라파 문명의 성숙기는  기원전 2600년c.부터 기원전 1900년까지 지속되었다. 선행 및 후속 문화(각각 초기 하라파 및 후기 하라파)를 포함하면 전체 인더스 문명은 기원전 33세기부터 14세기까지 지속되었다고 볼 수 있다. 이는 인더스 문명 초기 농경 유적지인 메르가르의 선(先)하라파 시대 거주지를 포함하는 인더스 계곡 전통의 일부이다.
IVC에는 여러 시대 구분이 사용된다. 가장 일반적으로 사용되는 분류는 인더스 문명을 초기, 성숙기, 후기 하라파 시기로 나눈다. 샤퍼(Shaffer)의 대안적 접근 방식은 광범위한 인더스 계곡 전통을 4개의 시대로 나눈다. 선(先)하라파 시대의 "초기 식량 생산 시대"와 지역화, 통합, 지역화 시대는 각각 초기 하라파, 성숙기 하라파, 후기 하라파 시기와 대략 일치한다.
| 연대 (기원전) | 주요 단계                                             | 메르가르 단계                | 하라파 단계                           | 후기 하라파 단계                                             | 시대                                                          |
| ------------- | ----------------------------------------------------- | ---------------------------- | ------------------------------------- | ------------------------------------------------------------ | ------------------------------------------------------------- |
| 7000–5500     | 선(先)하라파 시대                                     | 메르가르 I (무토 신석기)     |                                       |                                                              | 초기 식량 생산 시대                                           |
| 5500–3300     | 선(先)하라파 시대/초기 하라파                         | 메르가르 II–VI (토기 신석기) |                                       |                                                              | 지역화 시대 4000c.–2500/2300 (샤퍼) 5000c.–3200 (코닝햄 & 영) |
| 3300–2800     | 초기 하라파 3300c.–2800 (무갈) 5000c.–2800 (케노이어) |                              | 하라파 1 (라비 단계; 하크라 토기)     |                                                              | 지역화 시대 4000c.–2500/2300 (샤퍼) 5000c.–3200 (코닝햄 & 영) |
| 2800–2600     | 초기 하라파 3300c.–2800 (무갈) 5000c.–2800 (케노이어) | 메르가르 VII                 | 하라파 2 (코트 디지 단계, 나우샤로 I) |                                                              | 지역화 시대 4000c.–2500/2300 (샤퍼) 5000c.–3200 (코닝햄 & 영) |
| 2600–2450     | 성숙기 하라파 (인더스 문명)                           |                              | 하라파 3A (나우샤로 II)               |                                                              | 통합 시대                                                     |
| 2450–2200     | 성숙기 하라파 (인더스 문명)                           |                              | 하라파 3B                             |                                                              | 통합 시대                                                     |
| 2200–1900     | 성숙기 하라파 (인더스 문명)                           |                              | 하라파 3C                             |                                                              | 통합 시대                                                     |
| 1900–1700     | 후기 하라파                                           |                              | 하라파 4                              | 공동 H 문화 황토색 토기                                      | 지역화 시대                                                   |
| 1700–1300     | 후기 하라파                                           |                              | 하라파 5                              | 공동 H 문화 황토색 토기                                      | 지역화 시대                                                   |
| 1300–600      | 후기 하라파 인도의 철기 시대                          |                              |                                       | 채문회색토기 (1200–600) 베다 시대 ( 1500c.–500)              | 지역화 1200c.–300 (케노이어) 1500c.–600 (코닝햄 & 영)         |
| 600–300       | 후기 하라파 인도의 철기 시대                          |                              |                                       | 북부흑광토기 (철기 시대) (700–200) 제2차 도시화 ( 500c.–200) | 통합                                                          |

## 선(先)하라파 시대: 메르가르
메르가르는 신석기 시대 (기원전 7000년 ~  기원전 2500년c.) 파키스탄 발루치스탄주에 있는 산악 유적지로, 인더스 문명의 출현에 대한 새로운 통찰을 제공했다. 메르가르는 남아시아에서 농업과 목축의 증거가 있는 가장 초기의 유적지 중 하나이다. 메르가르는 "가축화된 밀 품종, 농경의 초기 단계, 도자기, 기타 고고학 유물, 일부 가축화된 식물 및 가축" 사이의 유사성과 함께 근동 신석기 문화의 영향을 받았다.
장-프랑수아 자리주는 메르가르의 독립적인 기원을 주장한다. 자리주는 "농경 경제가 근동에서 남아시아로 완전히 도입되었다는 가정"을 지적하며동 메소포타미아와 서 인더스 계곡의 신석기 유적지들 사이의 유사성은 이들 유적지들 사이의 "문화적 연속체"의 증거이다. 그러나 메르가르의 독창성을 감안할 때, 자리주는 메르가르가 더 이른 지역적 배경을 가지고 있으며, "근동의 신석기 문화의 '오지'"가 아니라고 결론지었다.
루카스와 헴필은 문화 발전의 연속성은 있지만 인구 변화가 있는 메르가르의 초기 지역 발전을 제안한다. 루카스와 헴필에 따르면, 메르가르의 신석기 및 동기 시대 문화 사이에 강한 연속성이 있지만, 치과 증거는 동기 시대 인구가 메르가르의 신석기 인구의 후손이 아니라는 것을 보여주며, 이는 "보통 수준의 유전자 흐름"을 시사한다. 마스카레냐스(Mascarenhas) 외(2015)는 "토가우 시대(기원전 3800년)부터 메르가르 무덤에서 새로운, 아마도 서아시아적인 체형이 보고된다"고 언급한다.
갈레고 로메로(Gallego Romero) 외 (2011)는 인도에서의 락토스 내성에 대한 그들의 연구가 "라이히(Reich) 외 (2009)가 확인한 서유라시아 유전적 기여가 주로 이란과 중동으로부터의 유전자 흐름을 반영한다"고 시사한다고 밝힌다. 그들은 또한 "[남아시아]]에서 소 목축에 대한 가장 초기의 증거는 인더스강 계곡 유적지인 메르가르에서 나오며, 그 연대는 7,000년 전으로 거슬러 올라간다"고 언급한다.

## 초기 하라파

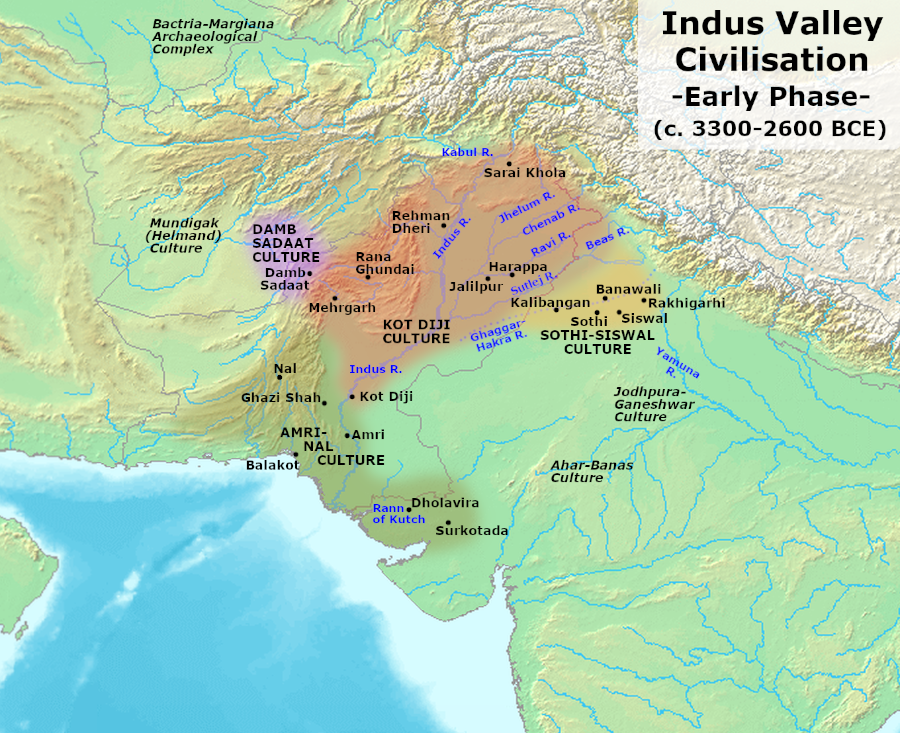
초기 하라파 시대, c. 기원전 3300년–기원전 2600년

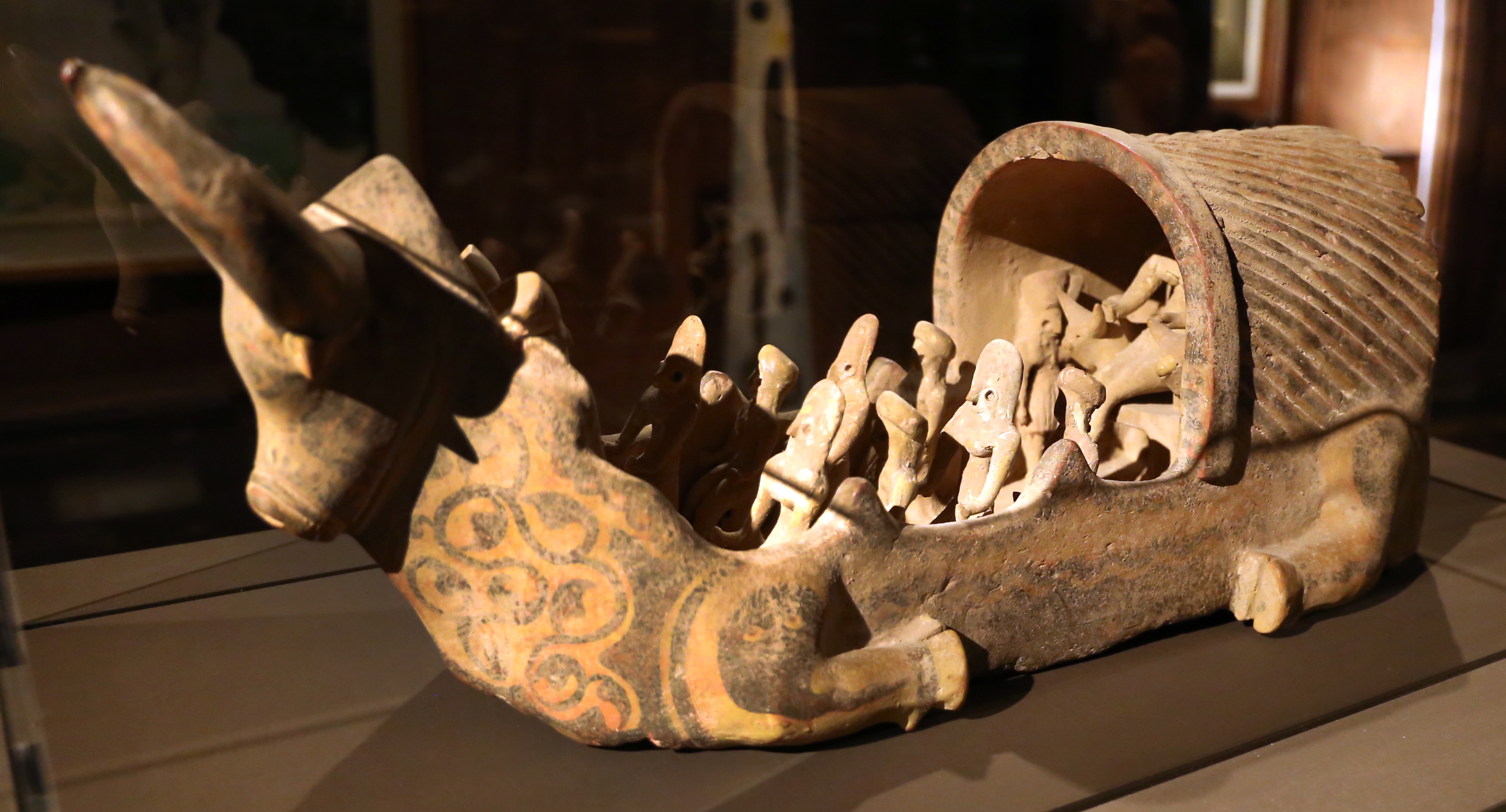
황소 모양의 테라코타 배와 여성 인형. 코트 디지 시대 (c. 기원전 2800년–기원전 2600년).

근처 라비강의 이름을 딴 초기 하라파 라비 단계는  기원전 3300년c.부터 기원전 2800년까지 지속되었다. 이 단계는 농부들이 산악 지대와 저지대 강 계곡 사이를 점차 이동하면서 시작되었고, 서쪽의 가갈-하크라강 계곡에서 확인된 하크라 단계와 관련이 있으며, 모헨조다로 근처 파키스탄 북부 신드주의 유적지 이름을 딴 코트 디지 단계(기원전 2800년~2600년, 하라파 2단계)보다 앞선다. 인더스 문자의 가장 초기의 예는 기원전 3천년기로 거슬러 올라간다.
초기 마을 문화의 성숙 단계는 파키스탄의 레흐만 데리와 암리로 대표된다. 코트 디지는 성숙기 하라파로 이어지는 단계를 나타내며, 성채는 중앙 집중화된 권위와 점차 도시화되는 삶의 질을 보여준다. 이 단계의 또 다른 도시는 하크라 강변 인도의 칼리방간에서 발견되었다.
교역망은 이 문화를 관련 지역 문화 및 청금석 및 구슬 제작용 기타 재료와 같은 먼 원자재 공급원과 연결했다. 이때쯤 마을 사람들은 완두, 참깨, 대추야자, 면화뿐만 아니라 물소를 포함한 동물 등 수많은 작물을 가축화했다. 초기 하라파 공동체는 기원전 2600년경 대규모 도시 중심지로 발전했으며, 이때부터 성숙기 하라파 단계가 시작되었다. 최신 연구는 인더스 계곡 사람들이 마을에서 도시로 이주했음을 보여준다.
초기 하라파 시대의 마지막 단계는 대규모 성벽 정착지 건설, 교역망 확장, 도자기 양식, 장식품, 인더스 문자가 있는 도장과 관련하여 "상대적으로 균일한" 물질 문화로 지역 공동체의 통합 증가가 특징이며, 이는 성숙기 하라파 단계로의 전환을 이끈다.

## 성숙기 하라파

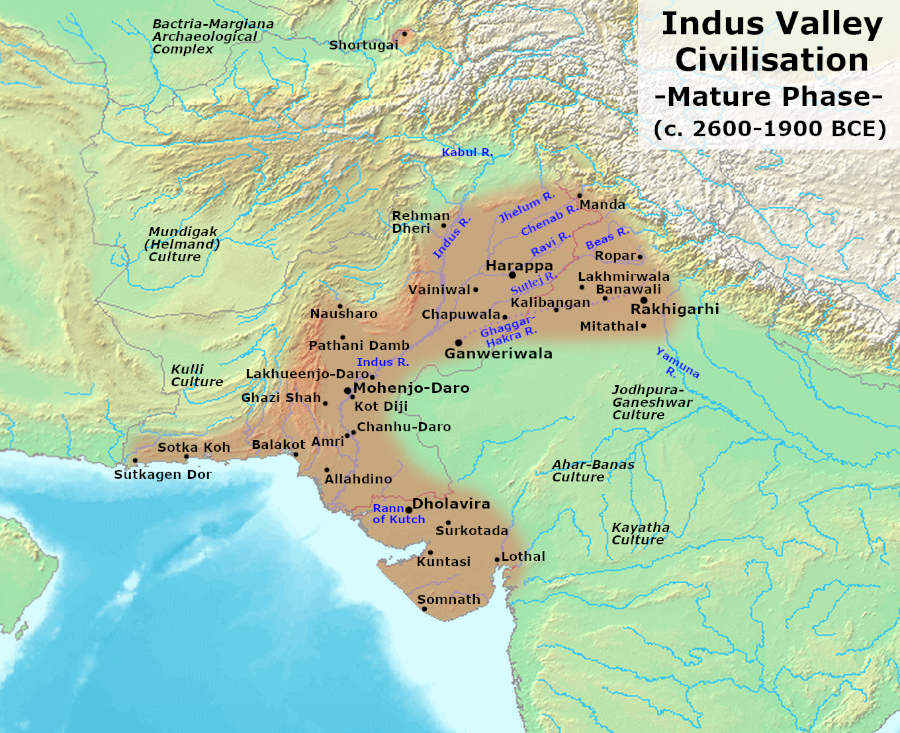
성숙기 하라파 시대, c. 기원전 2600년–기원전 1900년

Giosan et al. (2012)에 따르면, 아시아 전역의 계절풍의 느린 남하 이동은 처음에 인더스 계곡 마을들이 인더스강과 그 지류의 홍수를 길들여 발전할 수 있게 해주었다. 홍수에 의존하는 농업은 대규모 농업 잉여를 가져왔고, 이는 차례로 도시의 발전을 뒷받침했다. IVC 주민들은 주로 계절성 계절풍에 의한 여름 홍수에 의존하여 관개 시설을 개발하지 않았다. 브룩은 또한 발전된 도시의 출현이 강우량 감소와 일치한다고 지적하며, 이는 더 큰 도시 중심지로의 재조직을 촉발했을 수 있다.
J.G. 샤퍼와 D.A. 리히텐슈타인에 따르면, 성숙기 하라파 문명은 "인도와 파키스탄 국경의 가갈-하크라 계곡에서 바고르, 하크라, 코트 디지 전통 또는 '민족 집단'의 융합이었다."
또한, Maisels (2003)의 최근 요약에 따르면, "하라파 문명은 코트 디지안/암리-날 합성물에서 형성되었다." 그는 또한 복잡성의 발전에서 모헨조다로 유적지가 하크라-가갈 유적지 군집과 함께 우선권을 가진다고 말한다. "하크라 토기는 코트 디지와 관련된 물질보다 실제로 앞선다." 그는 이 지역들을 "하크라, 코트 디지안, 암리-날 문화 요소들의 융합을 촉매하여 초기 하라파(초기 인더스)로 우리가 인식하는 게슈탈트를 생성했다"고 본다.
기원전 2600년경, 초기 하라파 공동체는 대규모 도시 중심지로 변모했다. 이러한 도시 중심지에는 현대 파키스탄의 하라파, 간웨리왈라, 모헨조다로와 현대 인도의 돌라비라, 칼리방간, 라키가르히, 루파르, 로탈이 포함된다. 총 1,000개 이상의 정착지가 발견되었으며, 주로 인더스강과 가갈-하크라강 및 그 지류의 일반적인 지역에 위치한다.

### 도시
인더스 문명에서는 정교하고 기술적으로 발전된 도시 문화가 뚜렷하게 나타나며, 이 지역에서 최초의 도시 중심지를 형성했다. 도시 계획의 질은 도시 계획과 위생, 또는 종교 의식에 대한 접근성에 높은 우선순위를 둔 효율적인 지방 정부의 지식을 시사한다.
하라파, 모헨조다로 및 최근 부분적으로 발굴된 라키가르히에서 볼 수 있듯이, 이러한 도시 계획에는 세계 최초로 알려진 도시 위생 시스템이 포함되어 있었다. 도시 내에서 개별 주택 또는 주택 그룹은 우물에서 물을 공급받았다. 목욕용으로 따로 마련된 것으로 보이는 방에서 폐수는 주요 거리를 따라 늘어선 덮개가 있는 배수구로 배출되었다. 주택은 내부 안마당과 작은 골목으로만 통했다. 이 지역의 일부 마을에서 주택 건축 방식은 여전히 하라파인들의 주택 건축 방식과 유사한 점이 있다.
인더스 지역 전역의 도시에서 개발되고 사용된 고대 인더스 하수 및 배수 시스템은 중동의 동시대 도시 유적지에서 발견된 어떤 시스템보다 훨씬 발전했으며, 오늘날 파키스탄과 인도의 많은 지역보다도 더 효율적이었다. 하라파인의 진보된 건축술은 그들의 도크야드, 미곡창, 창고, 벽돌 플랫폼, 그리고 보호벽에서 나타난다. 인더스 도시의 거대한 벽은 하라파인을 홍수로부터 보호하고 군사적 충돌을 저지했을 가능성이 높다.
요새의 목적은 여전히 논쟁 중이다. 이 문명의 동시대 문명인 메소포타미아와 고대 이집트와는 대조적으로, 대규모 기념비적 건축물은 건설되지 않았다. 궁전이나 신전에 대한 확실한 증거는 없다. 일부 건축물은 곡창이었을 것으로 생각된다. 한 도시에서 발견된 거대한 잘 지어진 목욕탕(대목욕탕)은 공중목욕탕이거나, 중요한 의식을 위한 공간으로 도시의 지배 계층이나 엘리트들이 사용한 것으로 짐작된다. 그 앞에서 동물 희생제를 올리는 데 쓰이는 벽돌 제단이 발굴되었는데, 이에 따라 대목욕탕이 희생제를 치르려고 시민들 모두가 모여서 목욕 재계하는 공간이라는 주장도 있다. 요새는 성벽으로 둘러싸여 있었지만, 이 건축물들이 방어용이었다는 것은 전혀 명확하지 않다.
대부분의 도시 거주민들은 상인이나 장인이었던 것으로 보이며, 잘 구획된 지역에서 같은 직업을 가진 다른 사람들과 함께 살았다. 먼 지역의 재료들이 도시에서 인장, 구슬 및 기타 물건을 만드는 데 사용되었다. 발견된 유물 중에는 아름다운 유약 파이앙스 구슬이 있었다. 납석 인장에는 동물, 사람(아마도 신), 그리고 아직 해독되지 않은 인더스 문자를 포함한 다른 종류의 비문이 새겨져 있다. 일부 인장은 무역 상품에 점토를 찍는 데 사용되었다.
일부 집들이 다른 집들보다 크기는 했지만, 인더스 문명의 도시들은 명백히 상대적인 평등주의로 인해 주목할 만했다. 모든 집은 물과 배수 시설에 접근할 수 있었다. 이는 부의 집중이 상대적으로 낮은 사회라는 인상을 준다.

### 권위와 통치
인더스 문명의 유적에는 왕궁 같은 형태의 강한 권력을 나타내는 거주지가 없고, 관료 조직 등이 있었다는 명백한 증거도 없으며, 귀족들의 호화로운 무덤도 없고, 기념비적 공공장소 또한 발견되지 않았다. 그러나 인더스 문명이 대단히 복잡한 사회를 이루었다는 것은 분명한데, 예를 들어, 대다수의 도시들은 매우 균일하고 잘 계획된 격자형으로 건설되어 중앙 권위에 의해 계획되었음을 시사한다. 도자기, 인장, 저울, 벽돌 등에서 나타나는 하라파 유물의 놀라운 균일성, 공공 시설과 기념비적인 건축물의 존재, 그리고 매장 상징과 껴묻거리의 이질성 등이 그러하다.
모헨조다로와 하라파를 중심으로 한 여러 유적에서는 수많은 저울추들이 발견되었다. 추의 크기는 보석 크기를 잴 수 있을 만큼 작은 것에서 무거운 것까지 다양했다. 또한 벽돌 크기도 높이, 넓이, 길이가 1:2:4 비율로 일정했다. 이는 이 지역에 도량형이 도입되었고, 이를 강제할 만한 권력이 (적어도 의회나 부족장 협의체 형태로라도) 존재했음을 암시한다.
몇 가지 주요 이론은 다음과 같다.
- 유물의 유사성, 계획된 정착지 증거, 벽돌 크기의 표준화된 비율, 그리고 원자재 공급원 근처에 정착지 건설 등을 고려할 때 단일 국가가 존재했다.
- 단일 통치자는 없었지만, 모헨조다로와 같은 여러 도시들이 각각 별도의 통치자를 가졌고, 하라파도 마찬가지였다.

인류학자들은 인더스 문명이 모계 사회에 가까웠을 것으로 추정하며, 생산력의 근원인 여성의 지위가 상대적으로 높았던 것으로 본다.

### 금속공학
하라파인들은 금속공학에서 새로운 기술을 발전시켰고 구리, 청동, 납, 주석을 생산했다.
바나왈리에서 금 조흔이 있는 시금석이 발견되었는데, 이는 아마도 금의 순도를 시험하는 데 사용되었을 것이다(이러한 기술은 오늘날 인도 일부 지역에서도 여전히 사용된다).

### 도량형

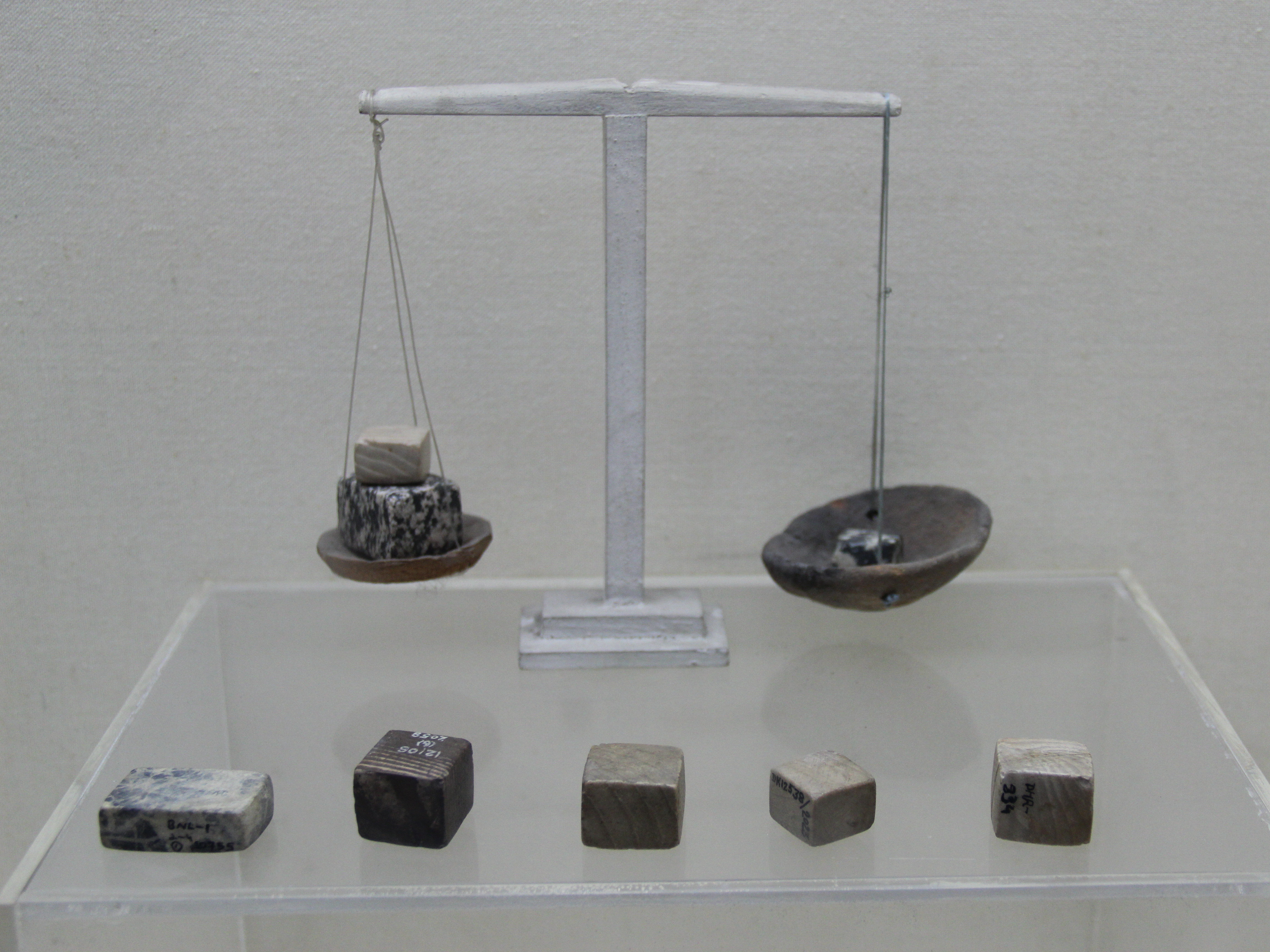
인더스 계곡에서 발견된 하라파 저울추 (인도 뉴델리 국립박물관)

인더스 문명의 사람들은 길이, 질량, 시간을 측정하는 데 매우 높은 정확도를 달성했다. 그들은 균일한 무게 및 측정 시스템을 개발한 최초의 문명 중 하나였다. 사용 가능한 유물들을 비교해 보면 인더스 영토 전반에 걸쳐 광범위한 변형이 나타난다. 구자라트의 로탈에서 발견된 상아 척도에 표시된 가장 작은 눈금은 약 1.704mm로, 청동기 시대의 척도에서 기록된 가장 작은 눈금이다. 하라파 기술자들은 육면체 저울추에서 드러나듯이 모든 실제적인 목적, 특히 질량 측정에 대해 10진법 측정법을 따랐다.
이 각암 추는 0.05, 0.1, 0.2, 0.5, 1, 2, 5, 10, 20, 50, 100, 200, 500 단위로 5:2:1의 비율을 이루었으며, 각 단위는 약 28그램으로 영어 임페리얼 온스나 그리스 운키아와 유사했고, 더 작은 물건은 0.871 단위로 유사한 비율로 측정되었다. 그러나 다른 문화와 마찬가지로, 실제 무게는 지역 전체에서 균일하지 않았다. 나중에 카우틸랴의 아르타샤스트라 (기원전 4세기)에서 사용된 무게와 측정은 로탈에서 사용된 것과 동일하다.

### 미술 및 공예
많은 인더스 문자 토기 및 테라코타 유물이 발견되었으며, 극히 적은 수의 석상과 약간의 금 장신구 및 청동 용기도 발견되었다. 발굴 현장에서 해부학적으로 세부적인 테라코타, 청동, 납석 인형이 발견되었는데, 전자는 아마도 대부분 장난감이었을 것이다. 하라파인들은 또한 다양한 장난감과 게임을 만들었는데, 그 중에는 모헨조다로와 같은 유적지에서 발견된 주사위(면에 1부터 6까지의 구멍이 있는)도 있었다.
테라코타 조각상에는 암소, 곰, 원숭이, 개가 포함되었다. 성숙기 유적지의 대다수 인장에 묘사된 동물은 명확하게 식별되지 않았다. 황소와 얼룩말의 일부를 닮고 위풍당당한 뿔을 가진 이 동물은 많은 추측의 대상이 되어왔다. 아직까지 이 이미지가 종교적 또는 숭배적 의미를 가졌다는 주장을 뒷받침할 충분한 증거는 없지만, 이미지의 보편성은 IVC 이미지 속 동물들이 종교적 상징인지 여부에 대한 의문을 제기한다.
"조개 세공, 토기, 마노와 유약 처리된 납석 구슬 제작"을 포함한 많은 공예품이 행해졌으며, 이 조각들은 하라파 문화의 모든 단계에서 목걸이, 팔찌 및 기타 장신구를 만드는 데 사용되었다. 이러한 공예품 중 일부는 오늘날에도 아대륙에서 여전히 행해진다. 하라파 유적지에서 발견된 일부 화장품 및 세면도구(특수한 종류의 빗(카카이), 콜리리움 사용, 특수한 3in1 세면도구)는 현대 인도에서도 유사한 물품이 존재한다. 머리 가르마에 붉은색이 칠해진 테라코타 여성 인형(기원전  2800년c.~2600년)도 발견되었다.
기원전 2000년부터 3000년까지의 고고학적 유적에서 로탈에서 체스판과 유사한 조각들이 발견되었다.
모헨조다로에서 발견된 유물들은 처음에는 라호르 국립박물관에 보관되었지만, 나중에는 영국령 인도의 새로운 수도를 위해 새로운 "중앙 제국 박물관"이 계획되고 있던 뉴델리의 ASI 본부로 옮겨져 최소한 일부가 전시될 예정이었다. 인도 독립이 다가오고 있다는 것이 분명해졌지만, 인도의 분할은 과정 후반까지 예상되지 않았다. 새로운 파키스탄 당국은 그들의 영토에서 발굴된 모헨조다로 유물들의 반환을 요청했지만, 인도 당국은 거부했다. 결국 총 12,000점의 유물(대부분 토기 파편)을 양국이 동등하게 분할하기로 합의했다. 어떤 경우에는 매우 문자적으로 나누어, 일부 목걸이와 허리띠는 구슬을 두 더미로 나누기도 했다. "가장 유명한 조각상 두 점"의 경우, 파키스탄은 소위 사제왕상을 요청하여 받았고, 인도는 훨씬 작은 춤추는 소녀상을 보유했다.
상당히 나중에 쓰여졌지만, 미술 논문인 나티아샤스트라 ( 기원전 200년c. – 서기 200년)는 음향 생산 수단(현악기, 막악기, 고체 재료, 공기)에 따라 악기를 네 그룹으로 분류하며, 이러한 악기들은 IVC 시대부터 존재했을 가능성이 높다. 고고학적 증거는 단순한 딸랑이와 배형 피리의 사용을 나타내며, 도상학적 증거는 초기 하프와 드럼도 사용되었음을 시사한다. IVC의 한 표의문자는 기원전 1800년 이전에 제작된 것으로 추정되는 아치형 하프의 가장 초기의 알려진 묘사를 포함하고 있다.

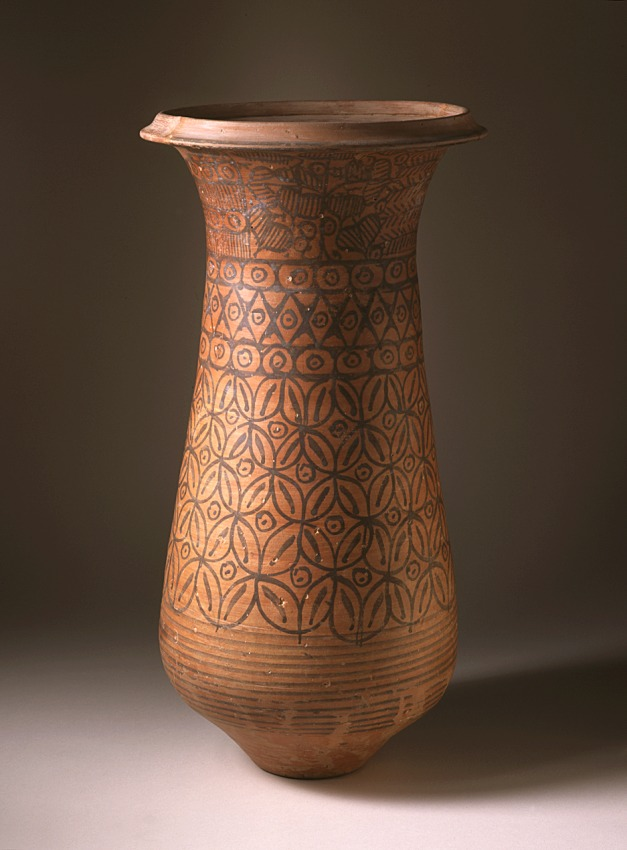
의식용 용기; 기원전 2600년–2450년; 검은색 페인트가 칠해진 테라코타; 49.53 × 25.4 cm; 로스앤젤레스 카운티 미술관 (미국)
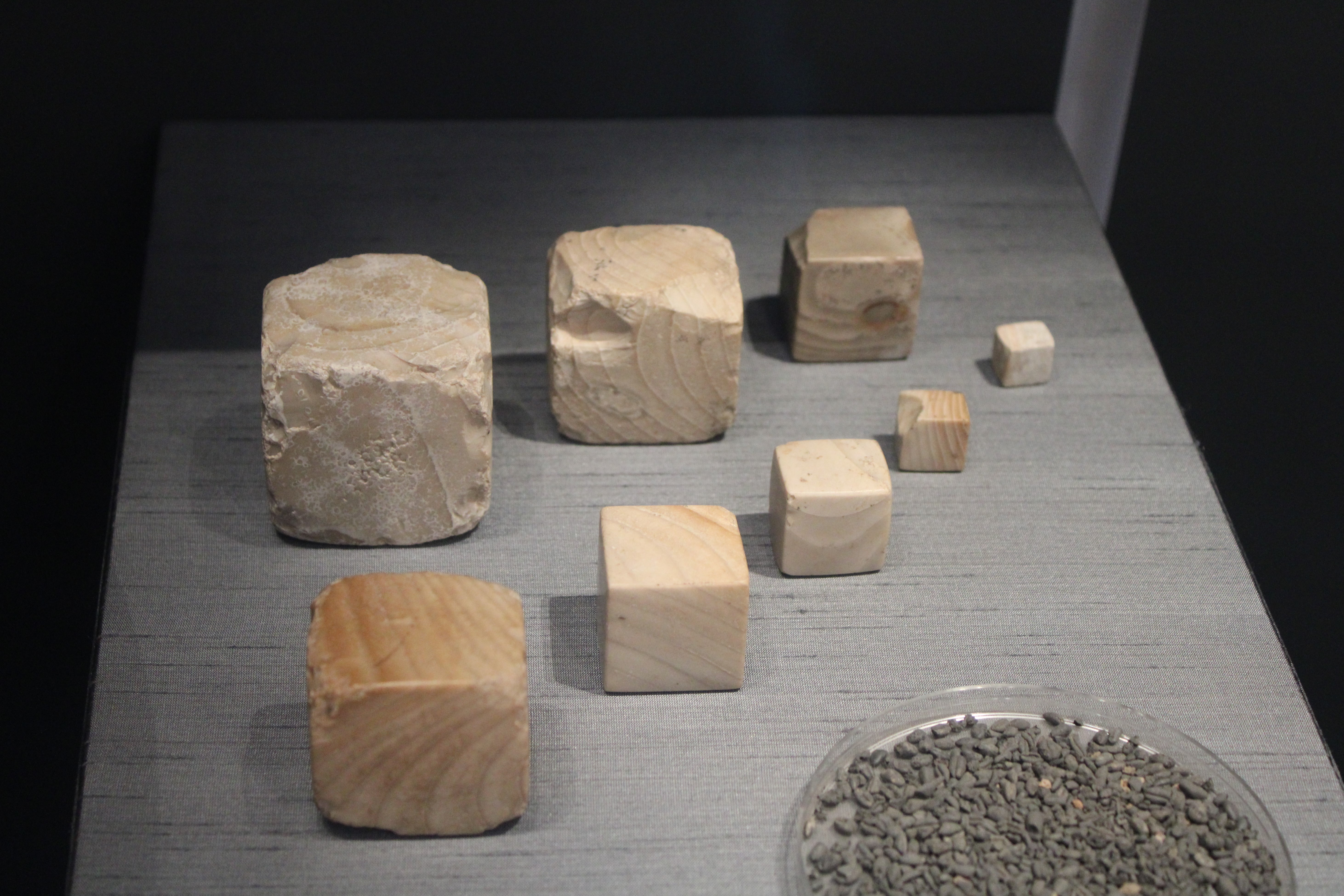
하라파 정육면체 저울추, 인더스 문화권 전역에서 표준화됨; 기원전 2600년–1900년; 각암; 대영박물관 (런던)
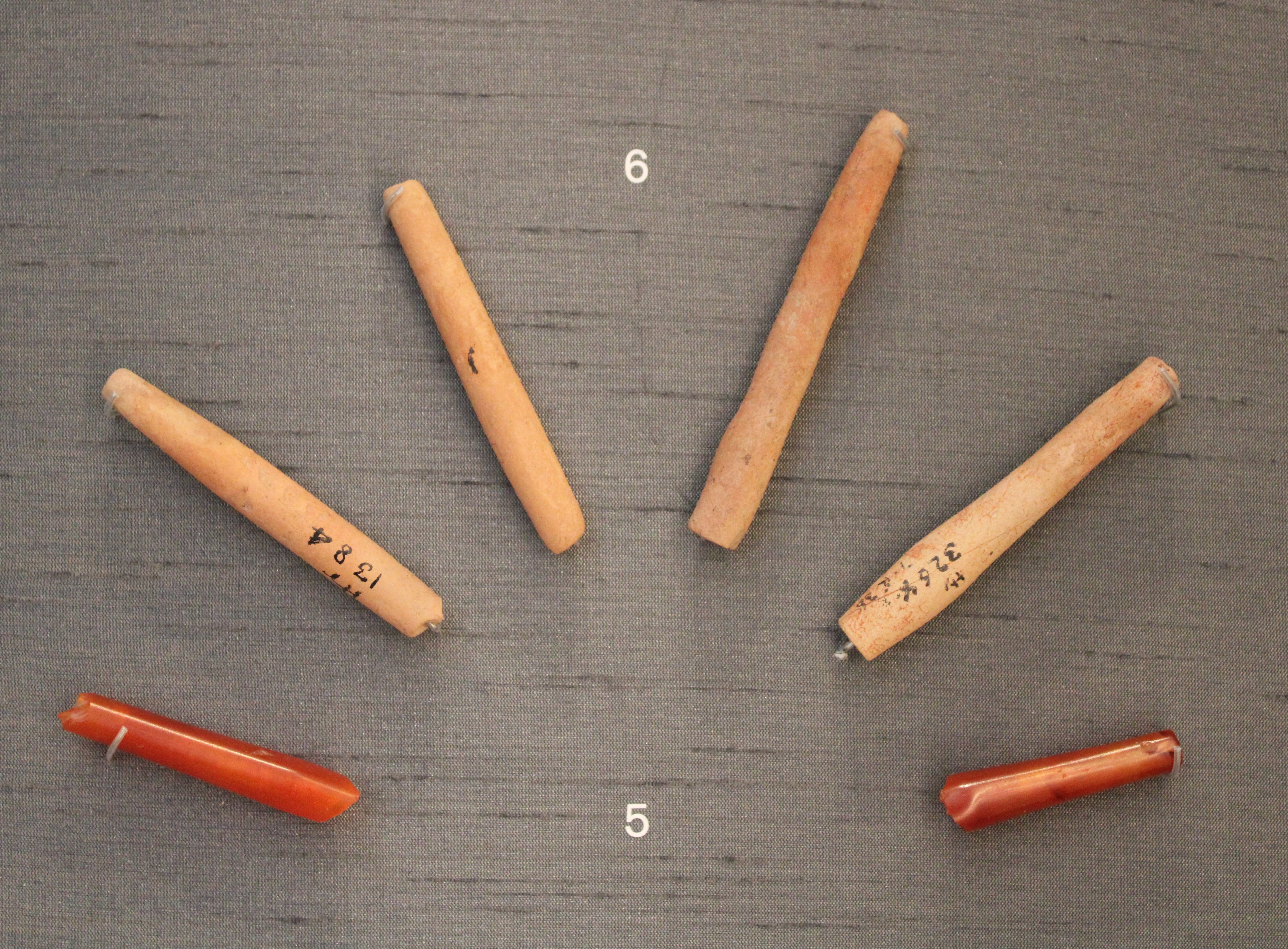
모헨조다로 구슬; 기원전 2600년–1900년; 카닐리언 및 테라코타; 대영박물관
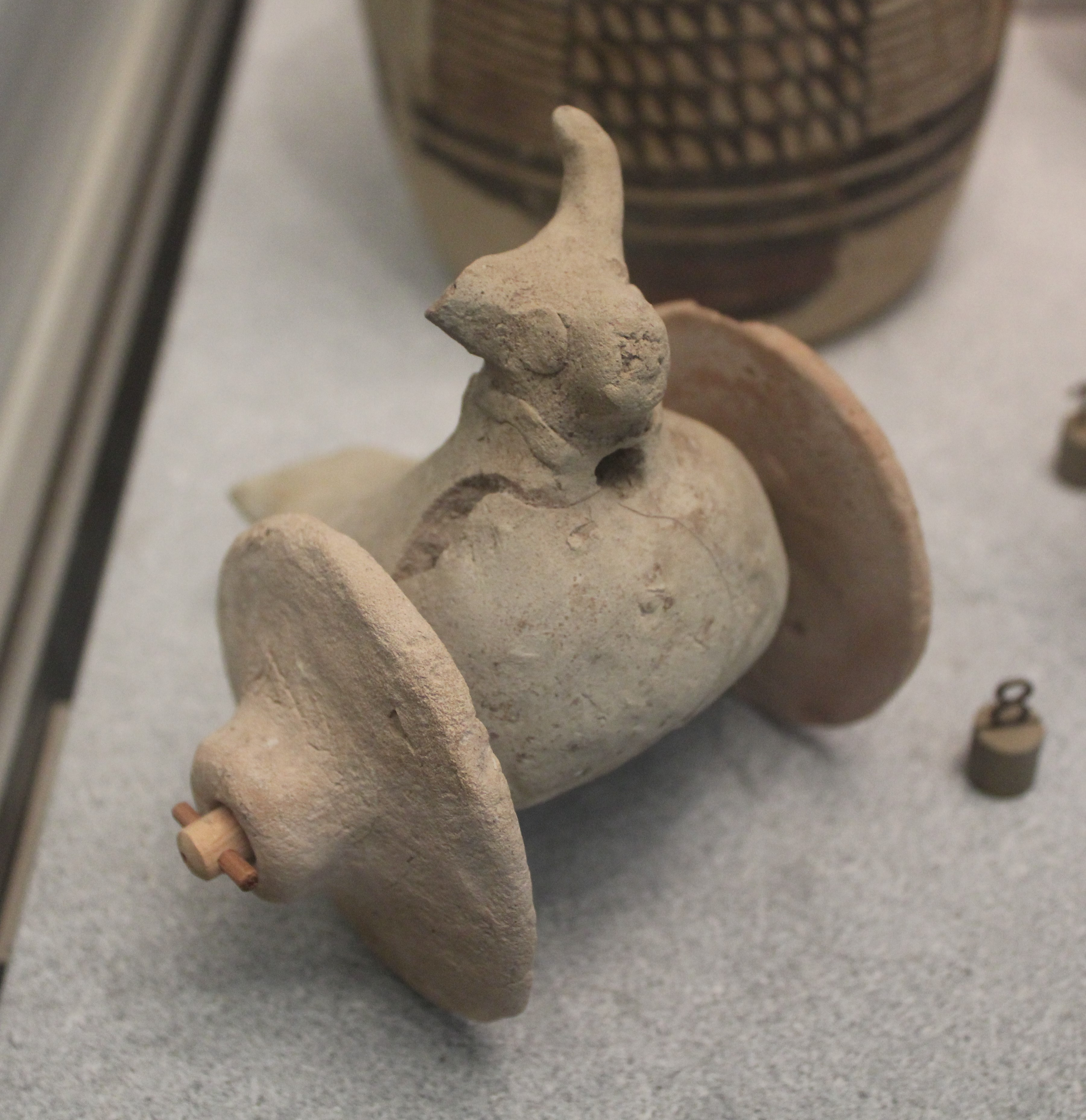
바퀴 달린 숫양 머리 새, 아마도 장난감; 기원전 2600년–1900년; 테라코타; 국립 기메 동양 박물관 (파리)

#### 인간 조각상
IVC 유적지에서는 몇몇 사실적인 조각상들이 발견되었는데, 그 중 가장 유명한 것은 모헨조다로에서 발견된 밀랍 주조 청동 조각상인 가느다란 팔다리의 춤추는 소녀상으로, 팔찌로 장식되어 있다. 다른 두 개의 사실적이고 불완전한 조각상은 하라파에서 적절하게 층화된 발굴에서 발견되었는데, 이는 인간 형상에 대한 거의 고전 고대적인 처리를 보여준다. 즉, 남성으로 보이는 춤추는 남성상과 붉은 벽옥 남성 토르소인 하라파 토르소는 모두 현재 델리 국립박물관에 소장되어 있다. 존 마셜 경은 하라파에서 이 두 조각상을 보았을 때 놀라움을 금치 못했다.
처음 그것들을 보았을 때, 그것들이 선사 시대의 것이라고 믿기 어려웠다. 그것들은 초기 예술과 문화에 대한 모든 확립된 관념을 완전히 뒤엎는 듯했다. 이러한 모델링은 그리스 헬레니즘 시대까지 고대 세계에서는 알려지지 않았기 때문에, 나는 분명 어떤 실수가 있었을 것이라고 생각했다. 즉, 이 형상들이 그것들이 마땅히 속해야 할 시대보다 약 3000년 더 오래된 지층에서 발견되었을 것이라고 생각했다... 이제 이 조각상들에서 놀라운 것은 바로 이러한 해부학적 진실이다. 그것은 우리가 과연 이 모든 중요한 문제에서 그리스 예술성이 인더스 강변의 먼 시대 조각가들에 의해 예측될 수 있었을까 하는 의문을 품게 한다.

이 조각상들은 인체를 표현하는 데 있어서 그들의 진보된 양식 때문에 논란의 여지가 있다. 붉은 벽옥 토르소에 대해 발견자인 M. S. 바츠는 하라파 시대를 주장하지만, 마셜은 이 조각상이 아마도 역사 시대의 것이며 굽타 제국 시대의 것으로, 훨씬 나중의 로한이푸르 토르소와 비교될 수 있다고 생각했다. 두 번째로 유사한 회색 석회암으로 만든 춤추는 남성의 토르소도 약 150미터 떨어진 성숙기 하라파 시대의 확실한 지층에서 발견되었다. 전반적으로 인류학자 그레고리 포셀은 이 조각상들이 성숙기 하라파 시대 인더스 예술의 정점을 이룬다고 생각하는 경향이 있다.

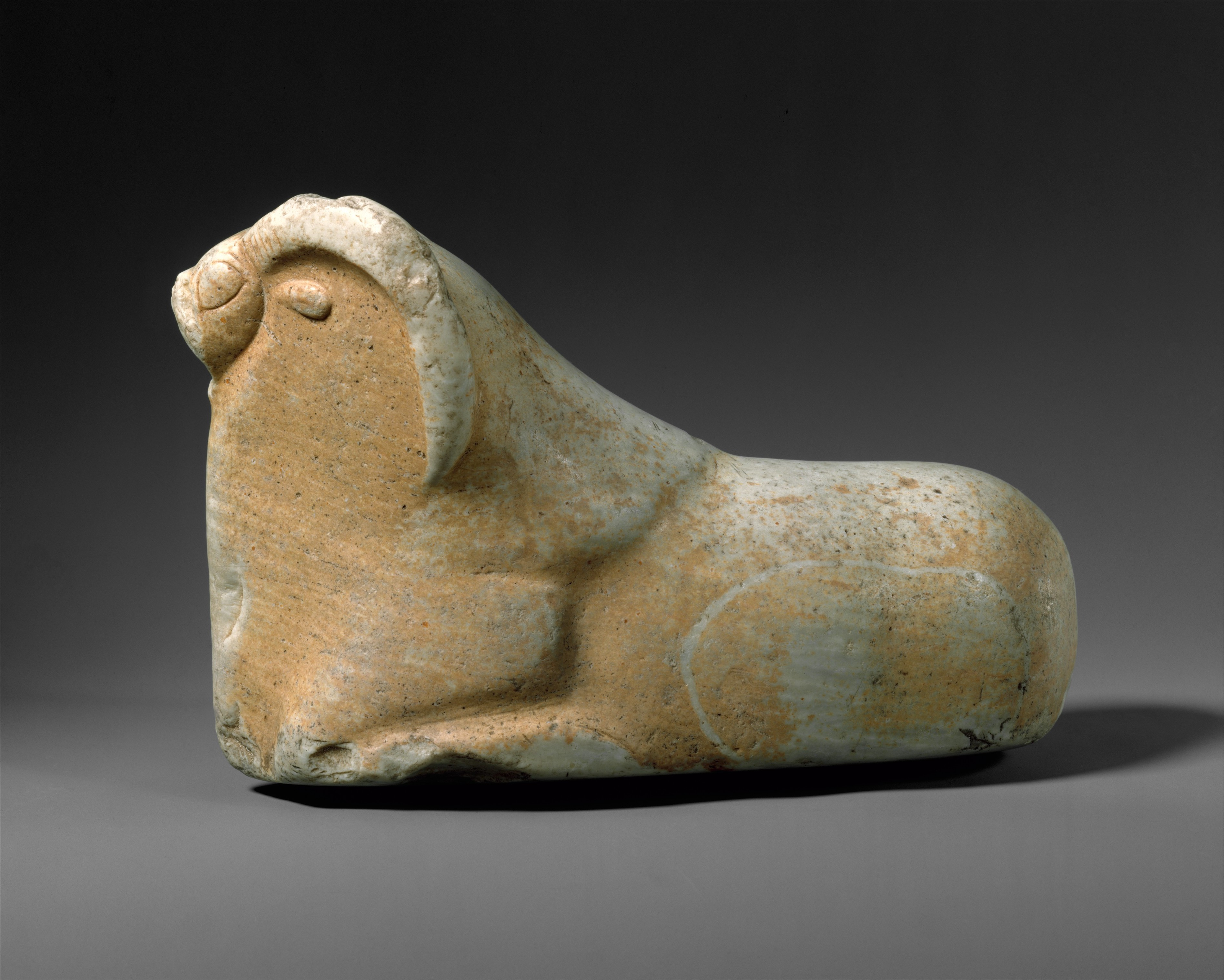
기대 누운 무플론; 기원전 2600년–1900년; 대리석; 길이: 28 cm; 메트로폴리탄 미술관 (뉴욕시)
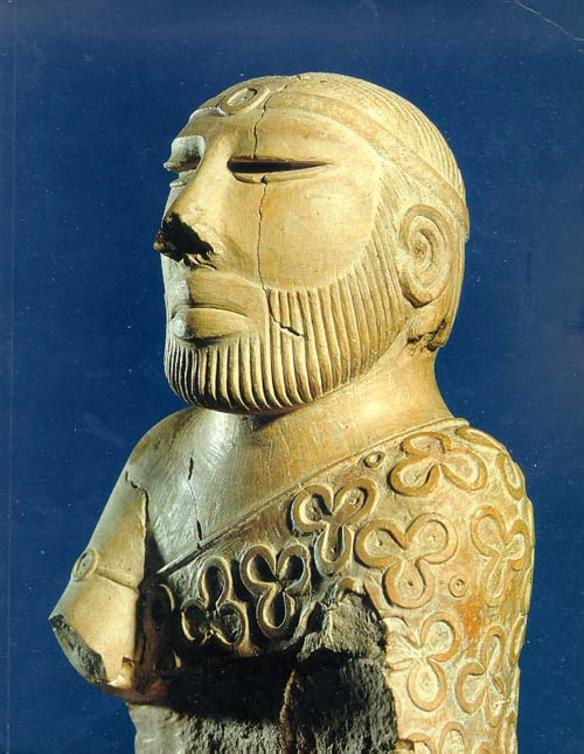
사제왕상; 기원전 2400년–1900년; 저온 소성 납석; 높이: 17.5 cm; 파키스탄 국립 박물관 (카라치)
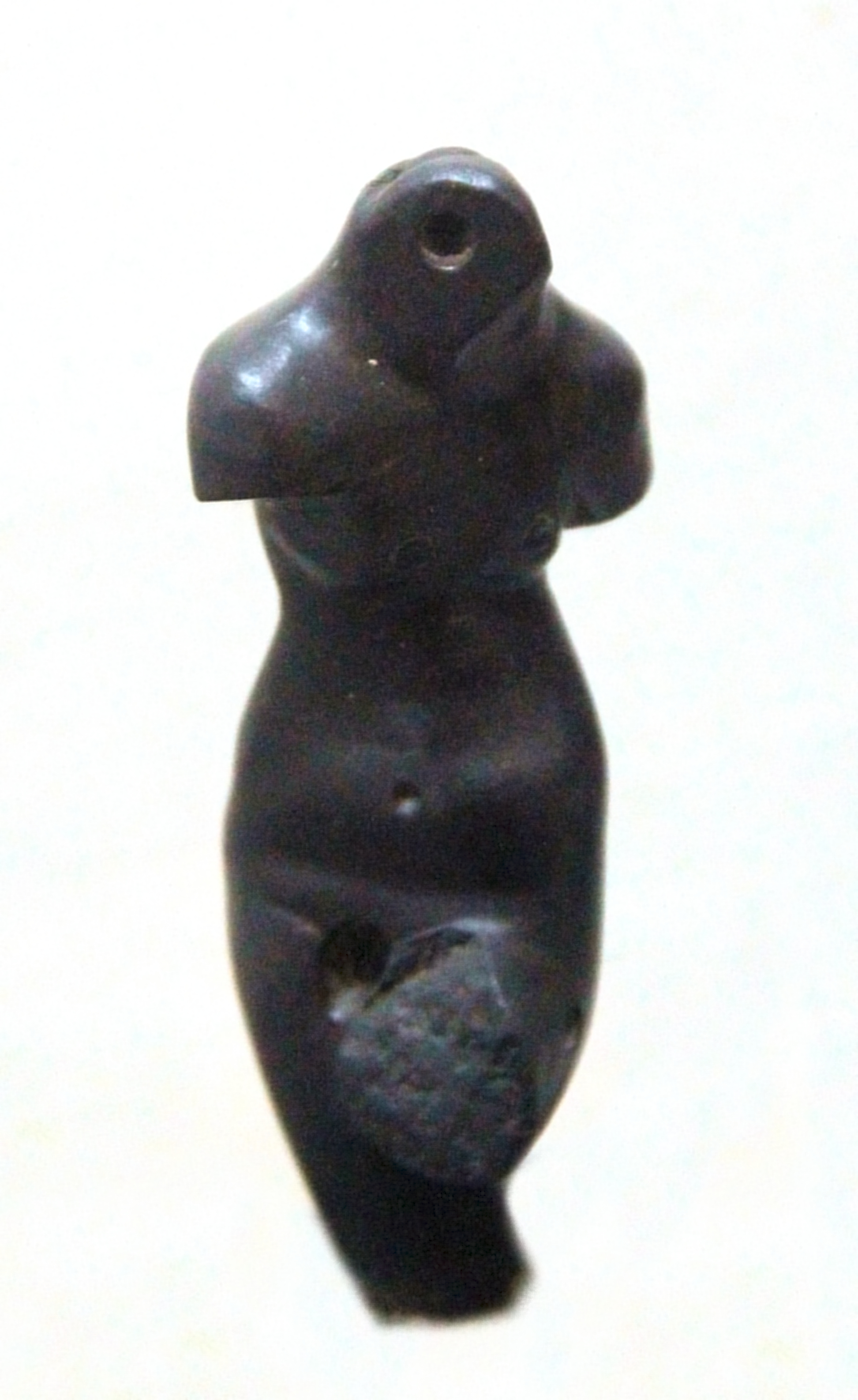
춤추는 남성 토르소; 기원전 2400년–1900년; 석회암; 높이: 9.9 cm; 뉴델리 국립박물관 (뉴델리)
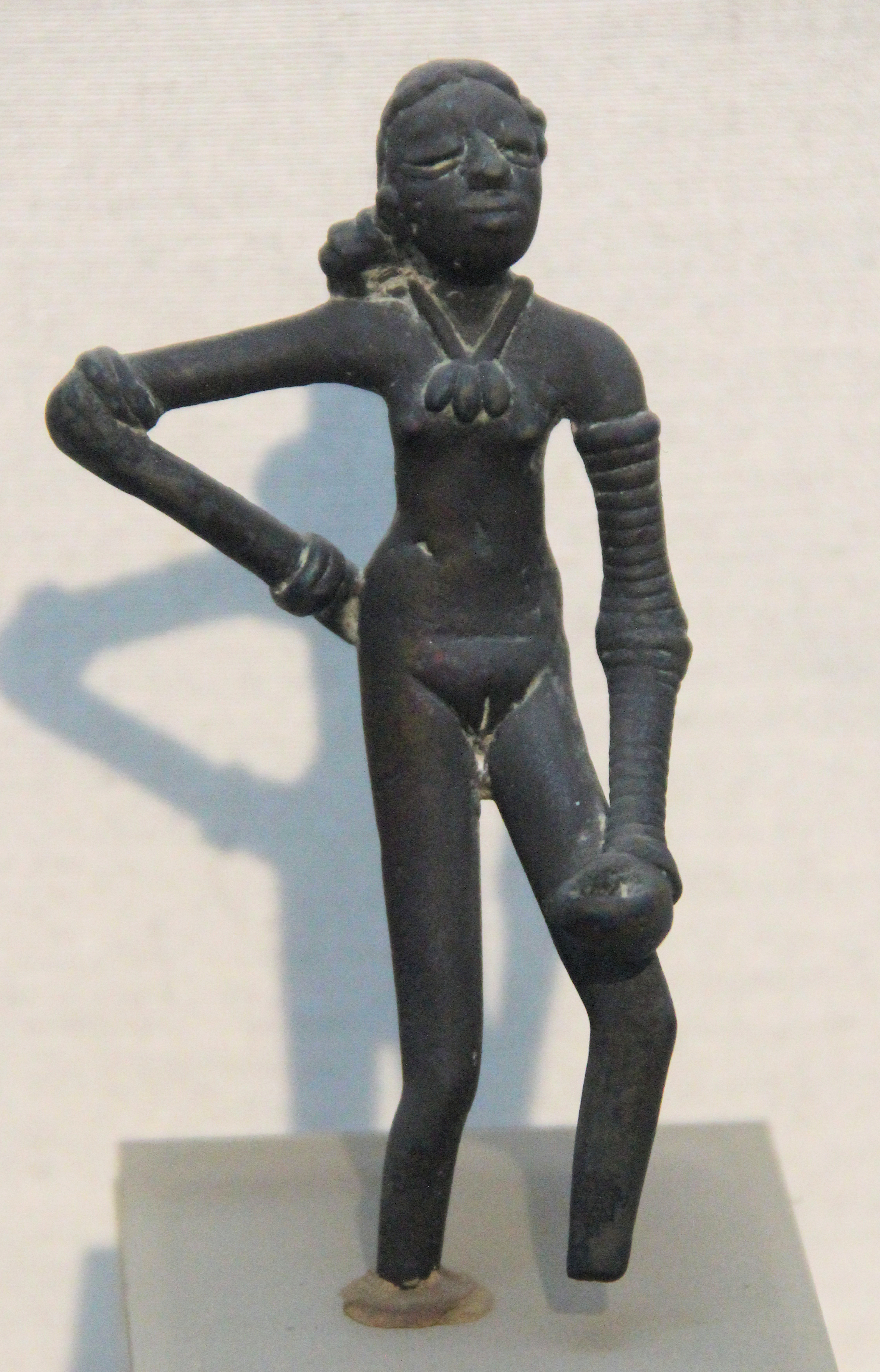
춤추는 소녀상; 기원전 2400년–1900년; 청동; 높이: 10.8 cm; 국립 박물관 (뉴델리)

#### 인장

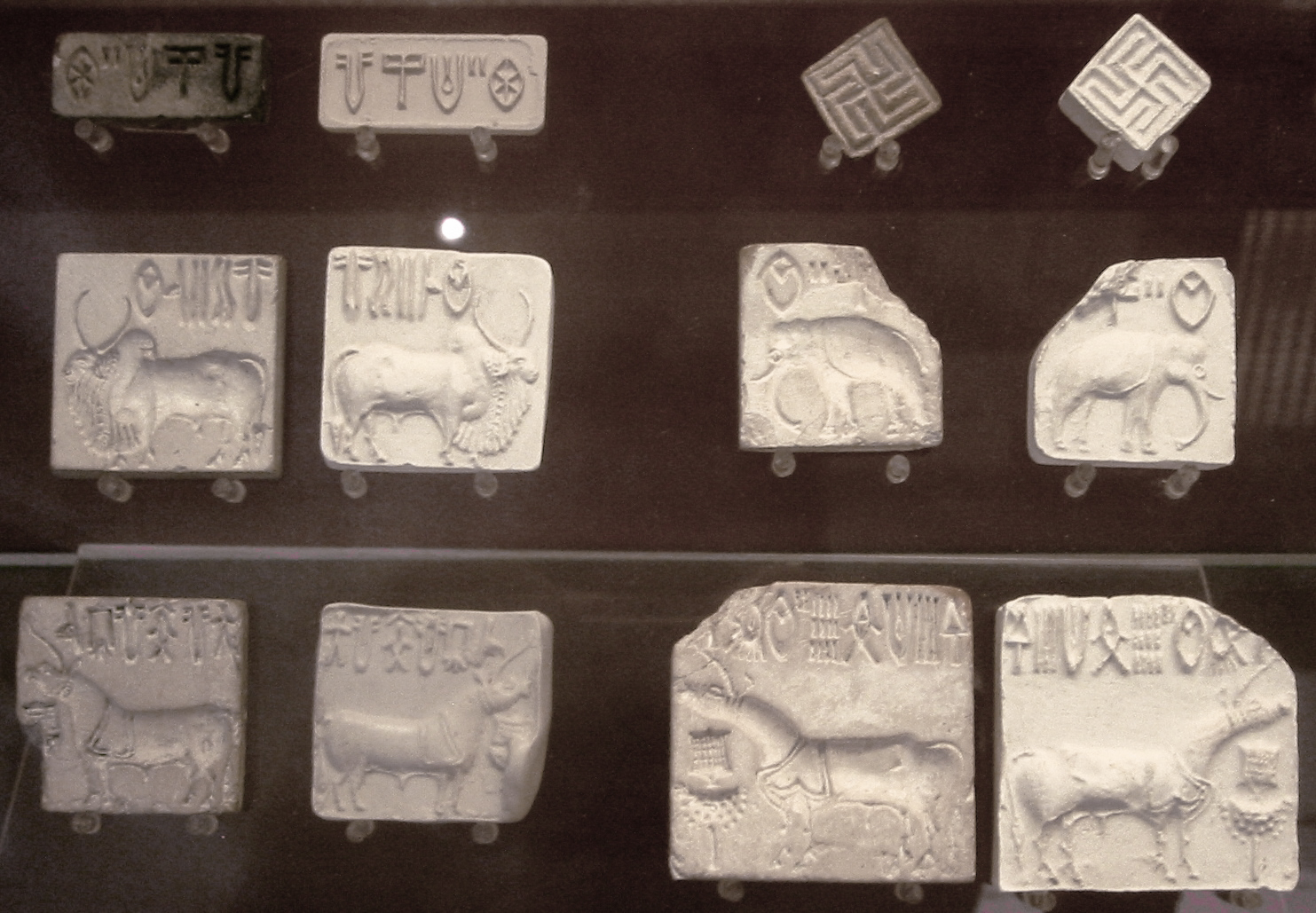
인더스 문자가 있는 도장과 (오른쪽) 인쇄물, 대부분 납석으로 제작됨; 대영박물관 (런던)

인장은 인더스 문명의 독창성과 섬세한 세공 기술을 보여 주는 전형적 유물이다. 수천 개의 납석 인장이 발견되었으며, 그 물리적 특성은 상당히 일관적이다. 크기는 변의 길이가 2 to 4 cm (3⁄4 to 1 1⁄2 in)인 정사각형에서 다양하다. 대부분의 경우 뒤쪽에 뚫린 돌기가 있어 끈을 끼워 다루거나 개인 장식으로 사용할 수 있다. 또한 많은 인장이 남아 있지만, 그 중 소수만이 인장과 일치한다. 인더스 문자의 대부분의 예는 인장에 새겨진 짧은 기호 그룹이다.
동석으로 만든 호부(부적), 인장 등은 거기에 새겨진 인더스 문자가 아직 완전히 해독되지 않았기 때문에 그 사용 목적이 확인되지 않는다. 부적들은 정령 숭배 또는 수목 숭배 등과 관련이 있을 것으로 여겨진다. 이는 후대에 베다 문명 속에 서서히 파고드는 형태로 살아남았다고 말하는 학자들도 있다.
인장에는 외뿔황소, 공작, 무소, 코끼리, 보리수 등의 형상이 치밀하고 정교하게 새겨져 있다. 이 인장들은 토테미즘 부적이나 소유권 표시 등 여러 가지로 해석된다. 모헨조다로에서 발견된 인장 중에는 머리 위에 서 있는 인물과, 요가와 유사한 자세로 다리를 꼬고 앉아 있는 인물(아래 파슈파티 인장 참조)이 묘사되어 있다. 이 인물은 다양하게 식별되었다. 존 마셜 경은 이 인물이 힌두교의 신 시바(또는 루드라)와 유사하다고 보았는데, 시바는 금욕주의, 요가, 링감과 관련이 있으며, 동물의 주인으로 여겨지고 종종 세 눈을 가진 것으로 묘사된다. 이 인장은 따라서 시바의 별칭인 파슈파티를 따서 파슈파티 인장으로 알려지게 되었다. 마셜의 작업은 일부 지지를 얻었지만, 많은 비평가들과 심지어 지지자들조차 여러 이의를 제기했다. 도리스 스리니바산은 그 인물이 세 얼굴이나 요가 자세를 취하고 있지 않으며, 베다 문헌에서 루드라는 야생 동물의 보호자가 아니었다고 주장했다. 허버트 설리번과 알프 힐테바이터도 마셜의 결론을 기각했는데, 전자는 그 인물이 여성이라고 주장했고, 후자는 그 인물을 황소 신 마히샤와 연결하고 주변 동물들을 사방신의 바하나 (탈것)와 연결했다. 2002년에 쓴 그레고리 L. 포셀은 그 인물을 신으로 인식하는 것이 적절하겠지만, 물소와의 연관성, 그리고 의식적인 규율의 자세로 볼 때, 그것을 원시-시바로 여기는 것은 지나치다고 결론지었다. 마셜이 인장을 원시-시바 아이콘과 연관시킨 것에 대한 비판에도 불구하고, 일부 자이나교 학자들은 이를 티르탕카라 리샤바나타로 해석하기도 했다. 하인리히 침머와 토머스 맥이빌리와 같은 역사가들은 최초의 자이나교 티르탕카라인 리샤바나타와 인더스 문명 사이에 연관성이 있다고 믿는다.
인더스 인장들은 서아시아 엘람 지방이나 메소포타미아 지방(우르, 키시)에서도 발견되었다. 이는 두 문명이 무역을 통해 평화롭게 교류했음을 알려주며, 인장이 무역 관련 통행증이나 수령증 등으로 쓰였을 가능성이 있음을 암시하다.

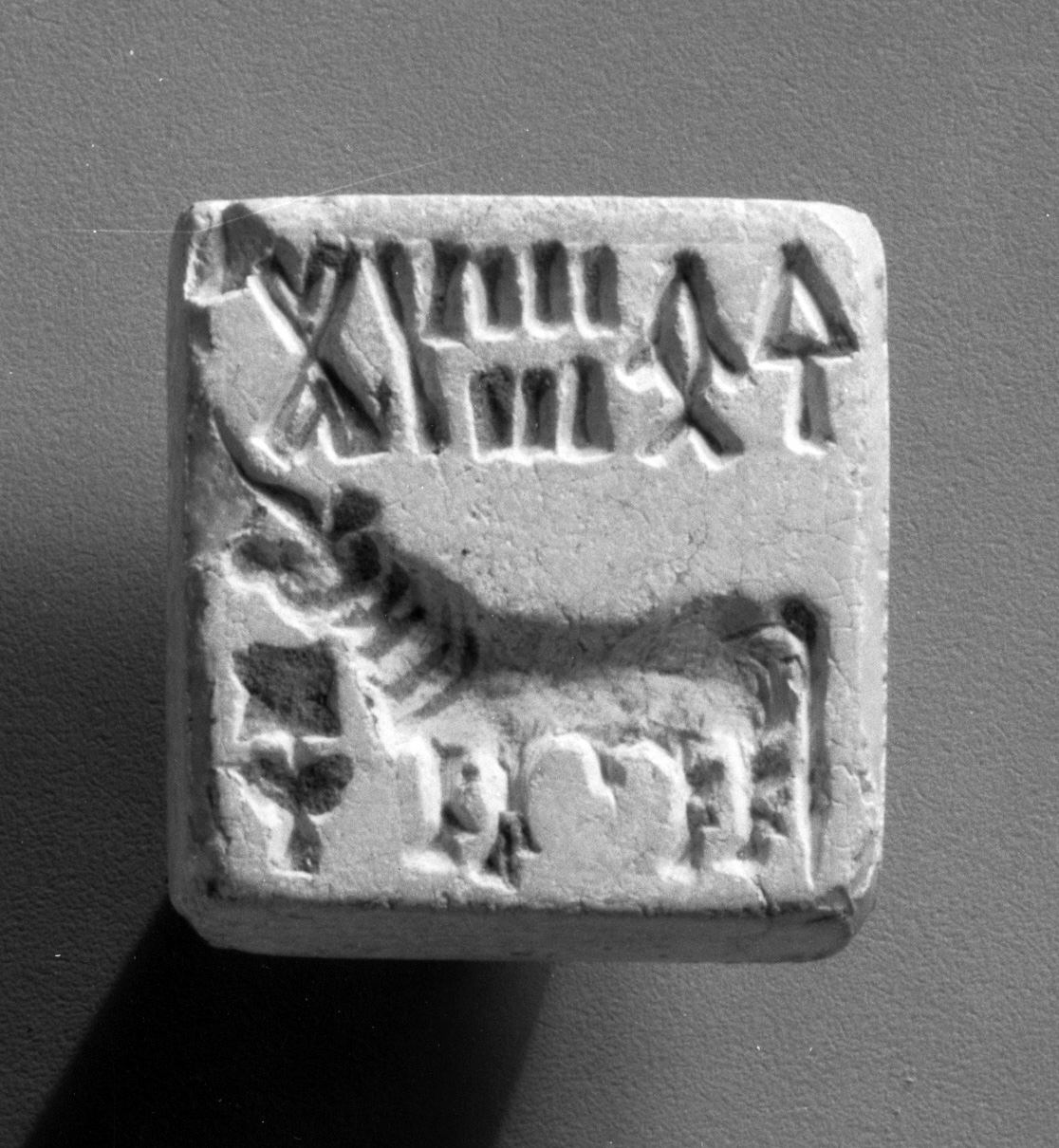
인장; 기원전 3000년–1500년; 구운 납석; 2 × 2 cm; 메트로폴리탄 미술관 (뉴욕시)
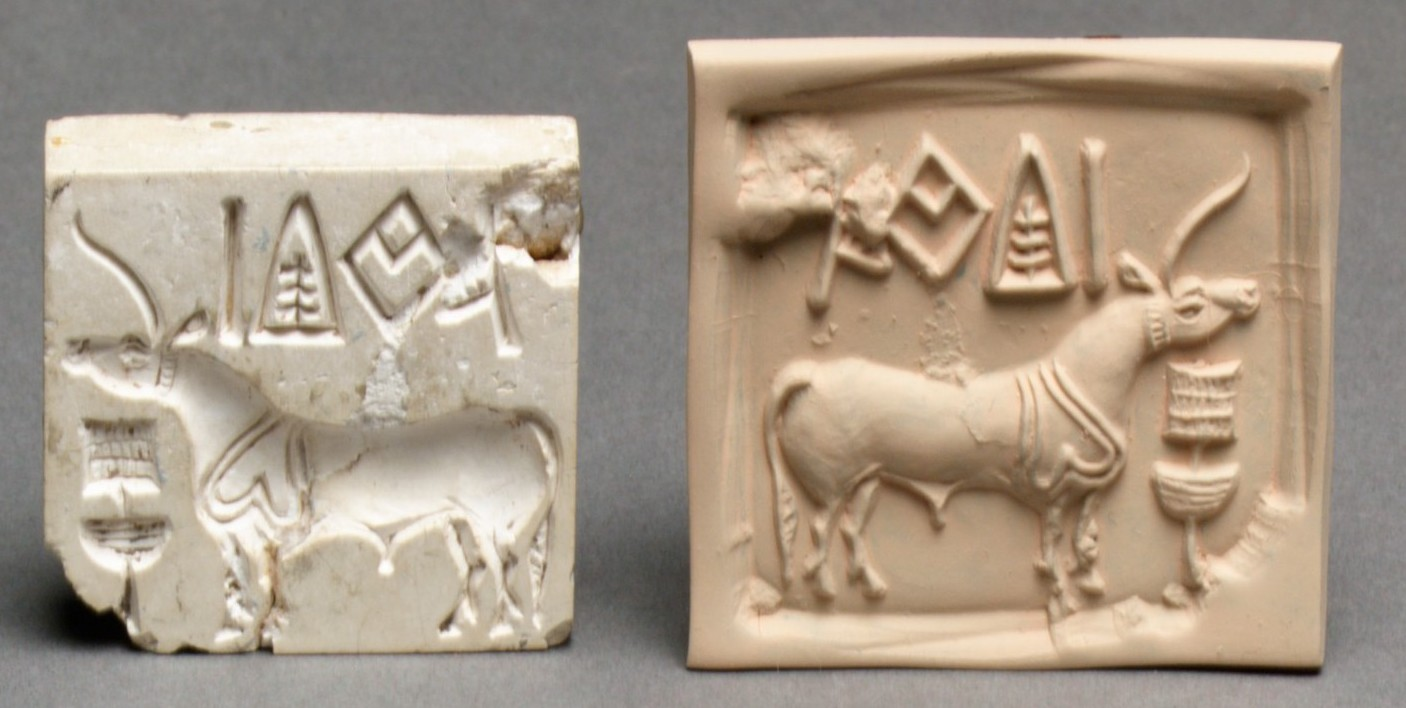
도장과 현대적인 인상: 유니콘과 향로 (?); 기원전 2600년–1900년; 구운 납석; 3.8 × 3.8 × 1 cm; 메트로폴리탄 미술관
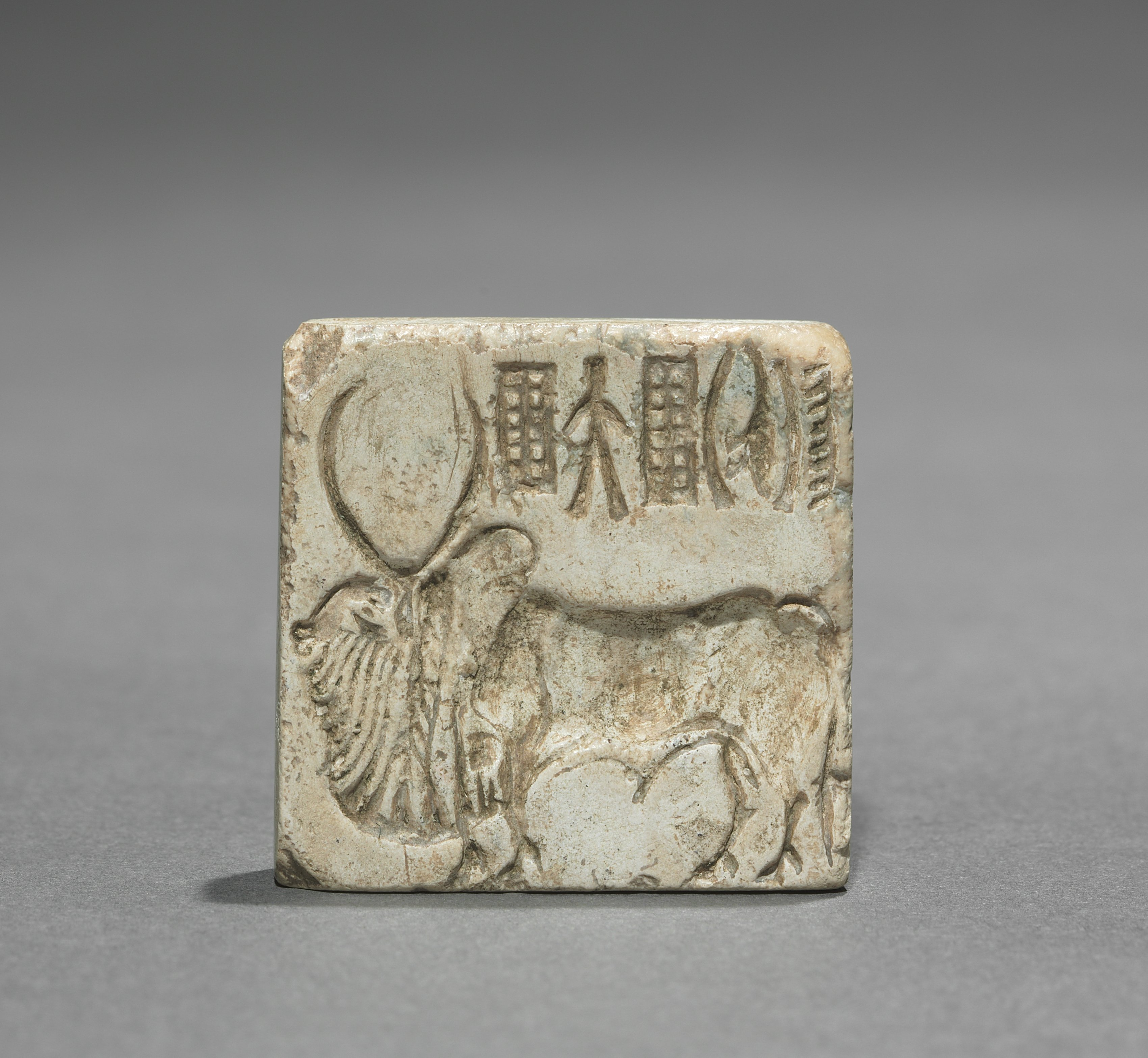
뿔 두 개 달린 황소와 비문이 있는 인장; 기원전 2010년; 납석; 전체: 3.2 x 3.2 cm; 클리블랜드 미술관 (클리블랜드, 오하이오주, 미국)
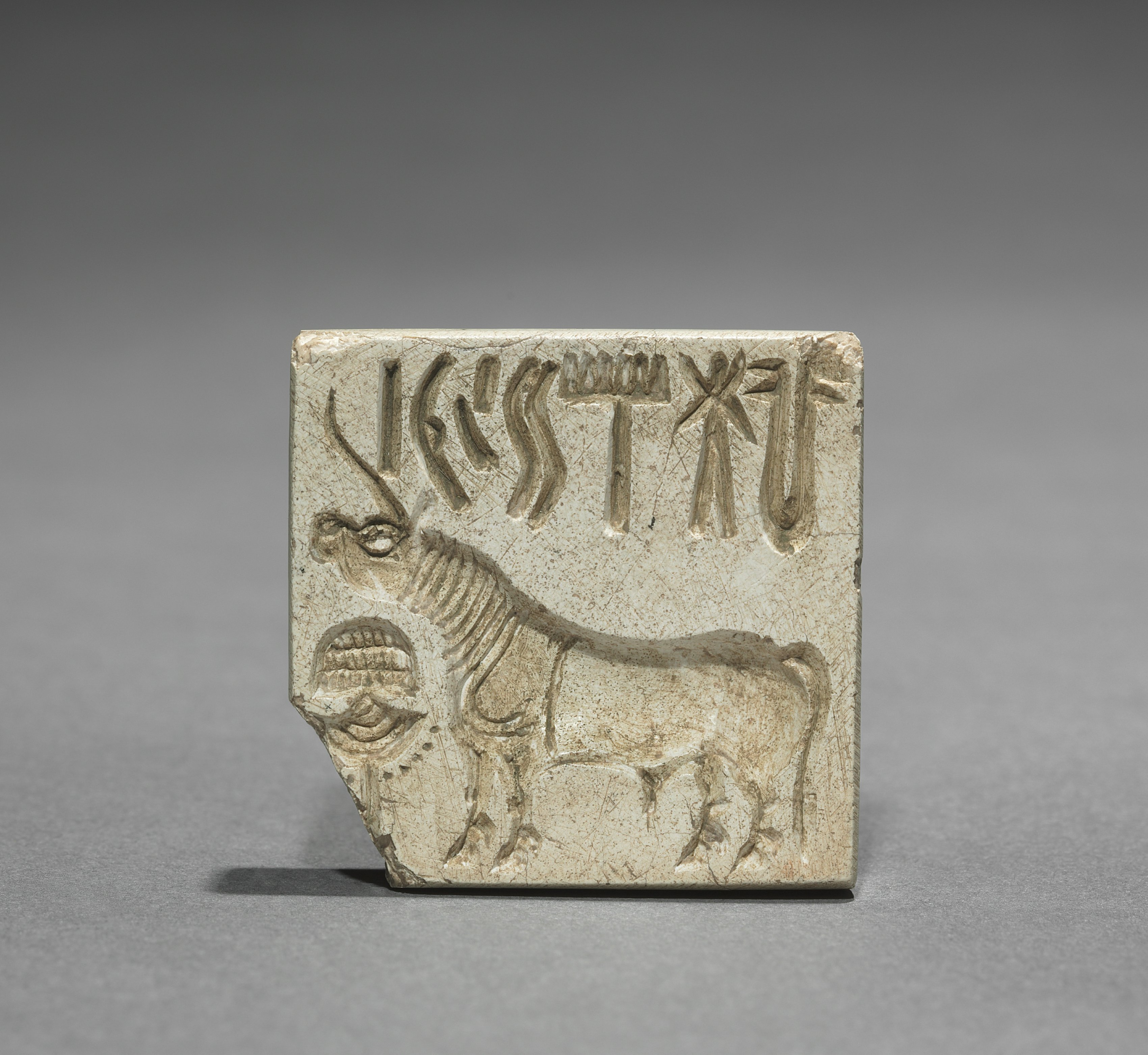
유니콘과 비문이 있는 인장; 기원전 2010년; 납석; 전체: 3.5 x 3.6 cm; 클리블랜드 미술관
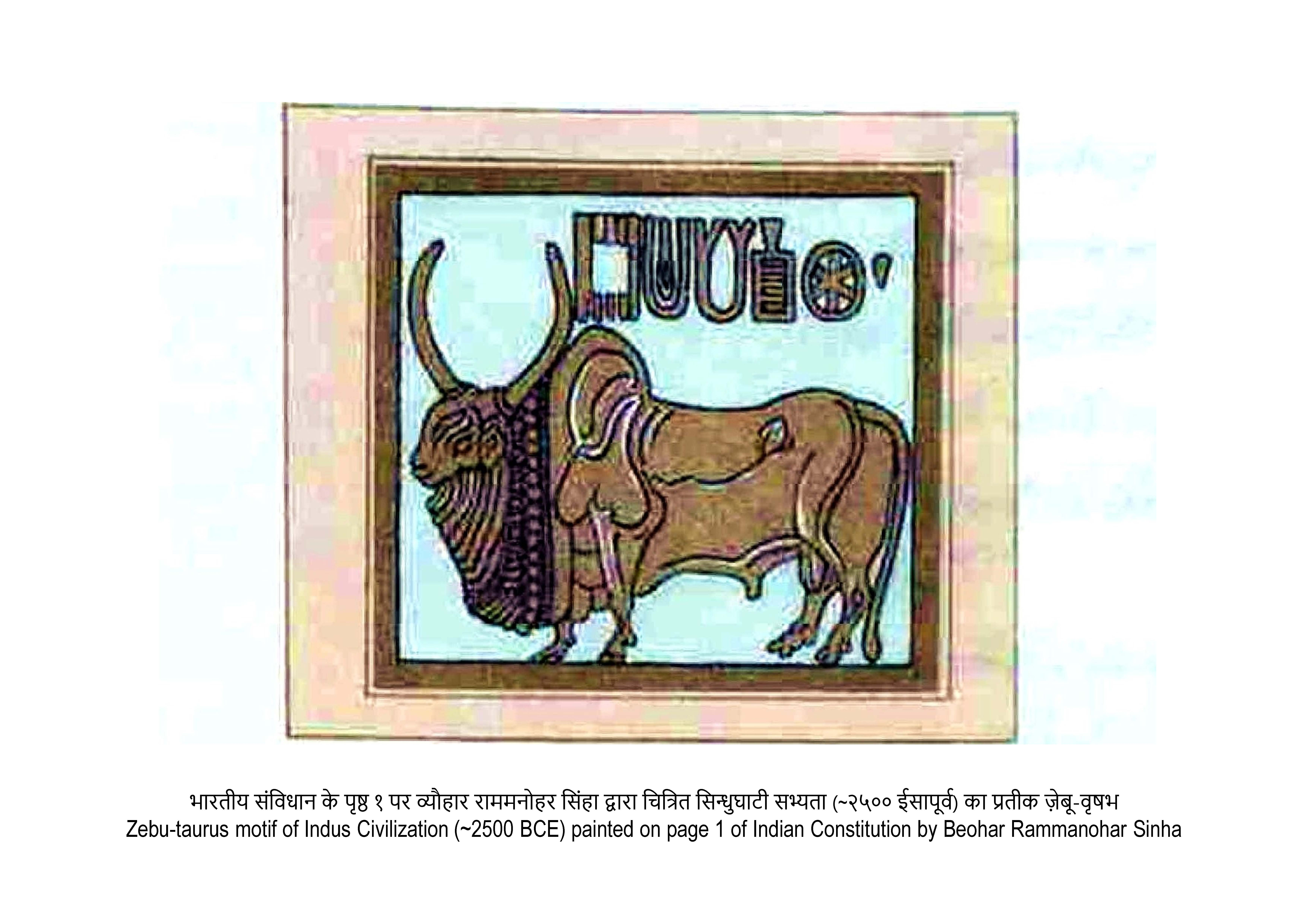
인도 헌법 첫 페이지에 그려진 인장

### 교역과 운송

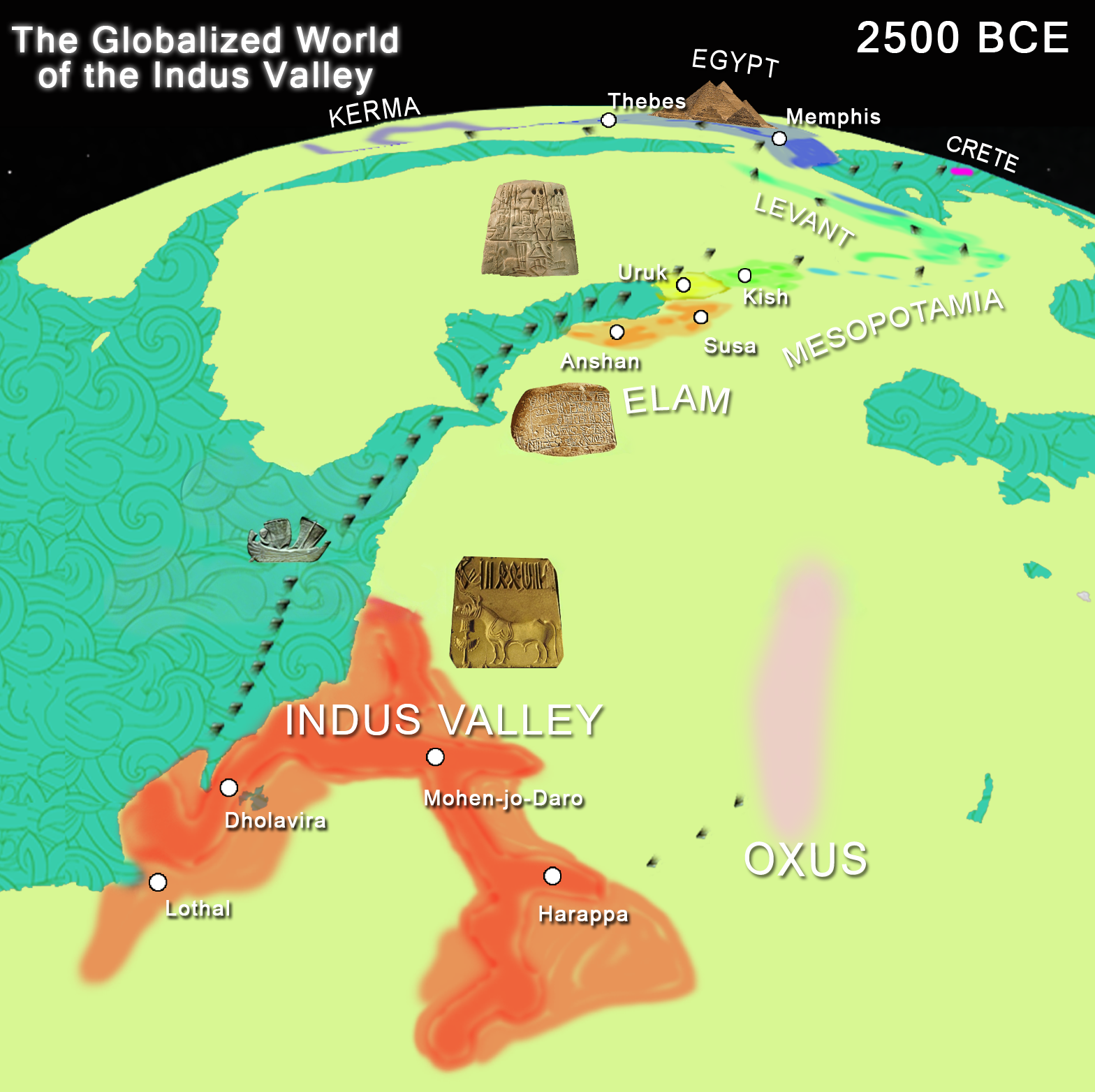
고고학적 발견에 따르면 메소포타미아와 인더스 문명 간의 교역로는 기원전 3천년기에 활발하게 운영되었으며, 이는 인더스-메소포타미아 관계의 발전으로 이어졌다.

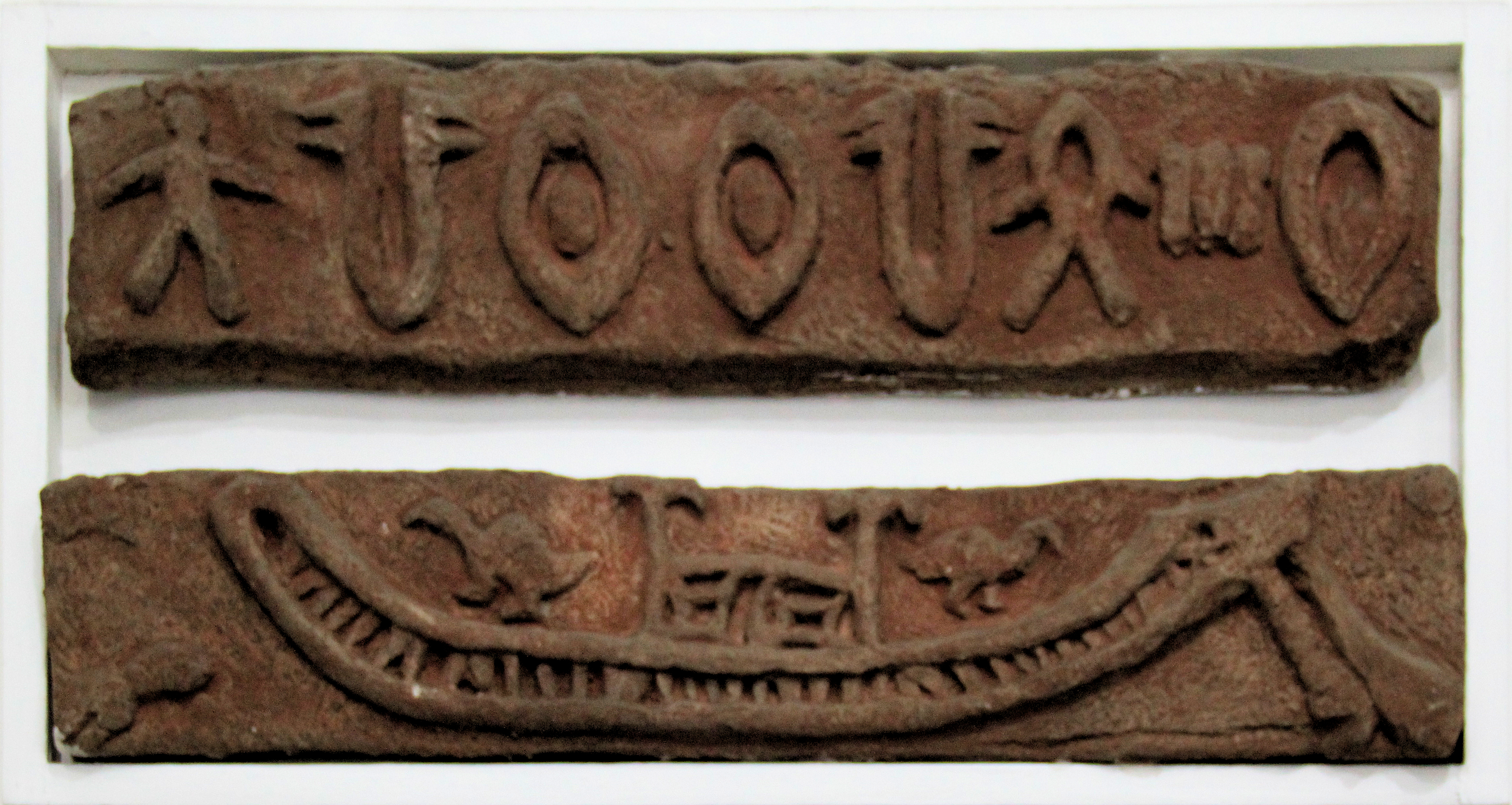
육지를 찾기 위한 방향 지시 새가 있는 보트. 모헨조다로 태블릿 모형, 기원전 2500년–1750년 (뉴델리 국립박물관). 평저 강 노 젓는 보트는 두 개의 인더스 인장에서 나타나지만, 그들의 내해성은 논쟁의 여지가 있다.

인더스 문명은 오늘날 남아시아 전역에서 볼 수 있는 것과 동일한 달구지와 보트를 가졌을 수 있다. 이 보트들 대부분은 아마도 작고 평평한 바닥의 배로, 오늘날 인더스강에서 볼 수 있는 것과 유사하게 돛으로 움직였을 것이다. 그러나 H.-P. 프랑포르트는 관개용으로 사용된 광범위한 운하 네트워크도 발견했다.
동기 시대인 기원전 4300년~3200년 동안, 인더스 문명 지역은 남부 투르크메니스탄 및 이란 북부와 도자기 유사성을 보여 상당한 이동과 무역이 있었음을 시사한다. 초기 하라파 시대(약 기원전 3200년~2600년)에는 도자기, 인장, 인형, 장식품 등의 유사성이 중앙아시아 및 이란고원과의 활발한 낙타 대상 무역을 증명한다.
인더스 문명 유물의 확산으로 미루어 볼 때, 교역망은 아프가니스탄의 일부 지역, 오만만으로 연결된 페르시아만의 해안 지역, 인도 북부와 서인도, 그리고 메소포타미아를 포함하는 거대한 지역을 경제적으로 통합하여 인더스-메소포타미아 관계의 발전으로 이어졌다. 하라파에 매장된 개인의 치아 에나멜 연구는 일부 주민들이 인더스 계곡 너머에서 도시로 이주했음을 시사한다. 투르크메니스탄 고누르 데페와 이란 샤르에 수헤테의 청동기 시대 유적지에서 발굴된 무덤의 고대 DNA 연구는 남아시아 혈통의 11명의 개체를 확인했는데, 이들은 성숙기 인더스 문명 기원으로 추정된다.
하라파 문명과 메소포타미아 문명 사이에는 하라파 중기부터 광범위한 해상 무역 네트워크가 운영되었으며, "딜문"(현대 바레인, 동아라비아, 페르시아만에 위치한 파이라카섬)의 "중개상인"이 많은 상업을 처리했다. 이러한 장거리 해상 무역은 짜인 갈대나 천으로 된 돛을 지지하는 단일 중앙 돛대가 장착된 판자 건축 선박의 개발로 가능해졌다.

그러나 하라파 문명과 관련된 해상 무역의 증거는 확고하지 않다. 그들의 책 '인도와 파키스탄 문명의 부상'에서 고고학자 브리짓 올친과 레이몬드 올친은 다음과 같이 썼다. 
... (p. 173) 로탈의 정착지는 ... 동쪽 면을 따라 벽돌로 된 수조가 있었다. 발굴자는 이 수조가 인접한 강어귀와 수로로 연결된 도크야드였다고 주장한다. ... 그 가장자리에서 발굴자는 서인도의 전통적인 해양 공동체에서 사용되는 현대 닻 돌과 유사한 여러 개의 구멍이 뚫린 돌들을 발견했다. 그러나 이러한 해석은 이의가 제기되었고, 실제로 발표된 수조와 그 입구의 수위가 현대 해수면과 관련하여 이를 반박하는 것처럼 보인다. 레쉬니크는 이곳이 고대에도 오늘날에도 지역 수원지가 염분이 많았기 때문에 내륙의 더 높은 지대에서 채널을 통해 단물을 받는 수조였다는 설득력 있는 주장을 제기했다. 우리는 두 해석 모두 아직 입증되지 않았다고 보지만 후자를 선호한다. ... (p. 188-189) 무역 논의는 운송 방식에 주목한다. 하라파, 모헨조다로 (그림 7.15-7.16) 등의 인장과 낙서에서 여러 배의 모습이 발견되며, 로탈에서는 돛대를 위한 막대기 압인 소켓과 삭구를 고정하기 위한 구멍이 있는 배의 테라코타 모형이 발견되었다. 우리는 이미 위에서 라오가 도크라고 해석한 거대한 벽돌 수조가 아직 확실하게 식별될 수 없다는 것을 보았다. 하라파 시대의 해상 무역과 접촉의 증거는 대부분 정황 증거이거나, 위에서 상세히 설명한 메소포타미아 문서에서 유추된 것이다. (그림 7.15는 모헨조다로: 돌 인장에 새겨진 배의 모습 (길이 4.3cm) (매케이에 따름). 그림 7.16 모헨조다로: 테라코타 부적에 새겨진 배의 모습 (길이 4.5cm) 데일스에 따름)
다니엘 T. 포츠는 다음과 같이 썼다.
인더스 계곡(고대 멜루하?)과 서부 이웃들 사이의 대부분의 무역은 육로보다는 페르시아만을 통해 이루어졌다고 일반적으로 가정한다. 이것이 사실이라는 논쟁의 여지 없는 증거는 없지만, 오만 반도, 바레인, 그리고 남부 메소포타미아에서 인더스 유형의 유물들이 분포되어 있는 것은 인더스 계곡과 걸프 지역을 연결하는 일련의 해상 단계가 있었음을 그럴듯하게 만든다. 만약 이것이 받아들여진다면, 수사에서 발견된 아게이트 구슬, 하라파 양식의 육면체 석제 저울추, 그리고 하라파 양식의 원통형 인장(Amiet 1986a, Figs. 92-94)은 기원전 3천년 후반에 수사와 인더스 계곡 사이의 해상 무역의 증거일 수 있다. 반면에, 유사한 발견물들, 특히 아게이트 구슬이 테페 히사르(Tappe Heṣār), 샤 테페(Šāh-Tappe), 칼레 니사르(Kalla Nisār), 잘랄라바드(Jalālābād), 마르리크(Mārlik), 테페 야흐야(Tappe Yaḥyā)와 같은 내륙 지역에서도 확인되었다는 점을 고려하면(Possehl 1996, pp. 153-54), 보부상이나 대상에 의한 육상 운송을 포함한 다른 메커니즘이 수사에서의 그들의 존재를 설명할 수 있다.
1980년대, 라스 알 진즈 (오만)에서 중요한 고고학적 발견이 이루어졌으며, 이는 아라비아반도와 인더스 문명의 해상 연결을 입증했다.
Dennys Frenez는 최근 다음과 같이 언급한다.
인더스 유형 및 인더스 관련 유물들은 중앙아시아, 이란 고원, 메소포타미아 및 북부 레반트, 페르시아만, 오만 반도를 포함하는 광범위하고 차별화된 외쿠메네에서 발견되었다. 중동 전역에서 인더스 무역 도구(인장, 저울, 용기)의 발견은 메소포타미아 쐐기 문자 정보와 함께 인더스 계곡의 기업가들이 이 지역으로 정기적으로 진출하여 지역 사회경제 및 정치 주체와 거래했음을 보여준다. 그러나 인더스 유물은 이 핵심 지역을 넘어 교환되었고, 결국 나일강 계곡, 아나톨리아, 코카서스까지 도달했다. 반대로, 대인더스 계곡 지역에서는 이국적인 무역 도구와 상품이 소수에 불과하게 발견되었다. 중앙아시아와 서아시아에서의 인더스 무역의 성공은 인더스 상인들의 역동적인 기업가 정신과 그들이 제공하는 이국적인 상품에만 의존한 것이 아니었다. 특정 제품은 외국 시장의 특정 요구를 충족시키기 위해 인더스 계곡에서 적극적으로 설계 및 제조되었으며, 인더스 장인들은 그들의 독특한 생산품을 외국 엘리트의 취향에 맞게 조정하거나 토착 모델을 재작업하여 그들의 고유한 문화적 영역을 넘어섰다. 외부 무역 활동을 규제하기 위해 특정 인장과 도해법을 채택한 것은 조정된 초지역 마케팅 전략을 구현하려는 의식적인 시도를 시사한다[...]

### 농업
강갈(Gangal) 외(2014)에 따르면, 신석기 농업이 근동에서 인도 북서부로 확산되었다는 강력한 고고학적, 지리적 증거가 있지만, "메르가르에서 보리와 인도혹소의 현지 가축화에 대한 좋은 증거도 있다."
장-프랑수아 자리주(Jean-Francois Jarrige)에 따르면, 농업은 메르가르에서 독립적인 지역적 기원을 가졌으며, 그는 동부 메소포타미아와 서부 인더스 계곡의 신석기 유적지들 사이의 유사성이 이들 유적지들 사이의 "문화적 연속체"의 증거임에도 불구하고, 메르가르가 단순히 "'근동 신석기 문화의 오지'"가 아니라고 주장한다. 고고학자 짐 G. 샤퍼는 메르가르 유적지가 "식량 생산이 토착 남아시아 현상이었다는 것을 보여주며" 데이터는 "남아시아의 선사 시대 도시화와 복합 사회 조직이 토착적이면서도 고립되지 않은 문화적 발전에 기반을 두었다"는 해석을 지지한다고 쓴다.
자리주(Jarrige)는 메르가르 사람들이 가축화된 밀과 보리를 사용했다고 언급하는 반면, 샤퍼(Shaffer)와 리히텐슈타인(Liechtenstein)은 주요 재배 곡물이 껍질 없는 6열 보리였으며, 이는 2열 보리에서 파생된 작물이라고 지적한다. 강갈(Gangal)은 "메르가르의 신석기 시대 가축화 작물은 90% 이상이 보리"라고 동의하며, "보리의 현지 가축화에 대한 좋은 증거가 있다"고 지적한다. 그러나 강갈은 또한 작물에 "소량의 밀"도 포함되었으며, 이는 "야생 밀 품종의 현대 분포가 북부 레반트와 터키 남부로 제한되어 있기 때문에 근동 기원"이라고 제안된다고 언급한다.
인더스 인장에 자주 묘사되는 소는 혹이 있는 인도혹소(Bos primigenius namadicus)와 유사하다. 인도혹소는 여전히 인도와 아프리카에서 흔하며, 유럽 소(Bos primigenius taurus)와는 다르며, 인도 아대륙, 아마도 파키스탄의 발루치스탄주에서 독립적으로 가축화된 것으로 여겨진다.
J. Bates 외(2016)의 연구는 인더스 인구가 여름(쌀, 기장, 콩)과 겨울(밀, 보리, 콩류) 모두에서 작물을 재배하는 복합 다중 작물 재배 전략을 사용한 최초의 사람들이었으며, 이는 다른 관개 방식을 필요로 했음을 확인한다. Bates 외(2016)는 또한 고대 남아시아에서 야생종 오리자 니바라(Oryza nivara)를 중심으로 한 쌀의 완전히 독립적인 가축화 과정에 대한 증거를 발견했다. 이는 진정한 "습지" 쌀 오리자 사티바 자포니카(Oryza sativa japonica)가 기원전 2000년경에 도착하기 전에 토착 오리자 사티바 인디카 쌀 농업의 "습지" 및 "건지" 농업 혼합물의 지역적 발전으로 이어졌다.
인더스 사람들은 세계 최초로 면화를 재배했다. 면화가 이 지역에서 재배되었기에 그리스인들은 면직물 이름을 지역 이름 신드(Sindh)에서 따와 신돈(sindon)이라 불렀다. 인더스 사람들은 실을 만들어 옷을 지어 입었고, 그 재료로 양털과 무명실을 사용했다.

### 식량
고고학적 발견에 따르면, 인더스 문명의 식단은 소, 물소, 염소, 돼지, 닭과 같은 동물의 고기가 주를 이루었다. 유제품의 잔해도 발견되었다. 아크시예타 수리야나라얀 외에 따르면, 이용 가능한 증거는 요리 관행이 지역 전체에 걸쳐 흔했음을 나타낸다. 음식 구성 성분은 유제품(저함량), 반추동물 도체 고기, 그리고 비반추동물 지방, 식물 또는 이들 제품의 혼합물이었다. 식단 패턴은 쇠퇴기 내내 동일하게 유지되었다.
2017년 서부 라자스탄주 발굴 과정에서 황소 인형 두 개와 휴대용 구리 자귀와 함께 일곱 개의 음식 공("라두")이 온전한 형태로 발견되었다. 기원전 2600년경으로 추정되는 이들은 주로 녹두와 곡물로 구성되었을 것이다. 저자들은 황소 인형, 자귀, 그리고 인장이 바로 옆에서 발견된 점을 감안할 때 음식 공이 의례적인 의미를 가졌을 것이라고 추측했다.

### 언어
하라파어는 인더스 문명의 알려지지 않은 언어(또는 언어들)이다. 인더스 문자는 아직 해독되지 않았으며, 심지어 문자 체계로 입증되지도 않았으므로 언어는 알려져 있지 않다. 현대의 해독 가능한 출처에 언어가 아직 기록되지 않았기 때문에, 그 본질에 대한 가설은 가능한 외래어, 베다 산스크리트어의 기층 언어, 그리고 수메르어 쐐기 문자에 기록된 일부 용어(예: 멜루하)와 인더스 문자 분석을 종합하여 제시된다.
인더스 문명의 언어에서 유래했을 가능성이 있는 몇몇 외래어가 있다. Meluḫḫa 또는 Melukhkha (수메르어: 𒈨𒈛𒄩𒆠 Me-luḫ-ḫaKI)는 수메르의 주요 무역 상대국에 대한 수메르어 이름이다. 그 정체는 여전히 미해결 문제이지만, 대부분의 학자들은 이를 인더스 문명과 연관 짓는다. 베다 산스크리트어의 기층 언어 중 대부분은 알려진 어떤 어족에서도 증명된 근거가 없으며, 이는 하나 이상의 잃어버린 언어에서 유래했음을 시사한다. 이 잃어버린 언어 중 하나는 하라파어였을 수 있으며, 비첼(Witzel)은 이를 쿠바-비파시(Kubhā-Vipāś) 기층 언어로 명명했다.
인더스 문명의 계승자들이 언어학적으로 원시 드라비다어와 상응하며, 원시 드라비다어의 분열이 후기 하라파 문화의 분열과 상응한다는 가설이 제기되었다. 핀란드 인도학자 아스코 파르폴라는 인더스 문자의 균일성이 널리 다른 언어가 사용되었을 가능성을 배제하며, 드라비다어족의 초기 형태가 인더스 사람들의 언어였을 것이라고 결론지었다. 오늘날 드라비다어족은 주로 남인도와 스리랑카 북부 및 동부에 집중되어 있지만, 나머지 인도와 파키스탄(브라후이어) 전역에 여전히 일부 남아 있어 이 이론에 신빙성을 더한다.

### 문자

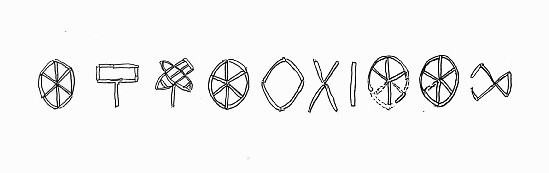
돌라비라 성채 북쪽 문 근처에서 발견된 인더스 문자 열 자, 일명 돌라비라 간판

도장, 작은 판, 도자기 등 10여 가지 이상의 재료에서 400개에서 600개에 달하는 독특한 인더스 기호가 발견되었으며, 그 중에는 인더스 도시 돌라비라의 내부 성채 문 위에 걸려 있었던 것으로 보이는 "간판"도 포함되어 있다. 전형적인 인더스 명문은 길이가 약 5자이며, 대부분은 (돌라비라 "간판"을 제외하고는) 매우 작다. 단일 유물에 새겨진 가장 긴 명문(인도 구리판 명문에 새겨진 것)은 34개의 기호로 구성되어 있다.
인더스 문명은 일반적으로 이러한 비문의 증거로 문명화된 사회로 특징지어지지만, 파머, 스프루트, 비첼(2004)은 인더스 시스템이 언어를 부호화한 것이 아니라, 근동 및 다른 사회에서 가족, 씨족, 신, 종교적 개념을 상징하기 위해 광범위하게 사용된 다양한 비언어적 기호 시스템과 유사하다고 주장하며 이 설명을 반박했다. 다른 이들은 때때로 이 기호들이 오직 경제 거래에만 사용되었다고 주장했지만, 이 주장은 많은 의례용 유물에 인더스 기호가 나타나는 것을 설명하지 못한다. 이들 중 많은 것은 주형으로 대량 생산되었다. 이러한 대량 생산된 비문과 유사한 것은 다른 초기 고대 문명에서는 알려져 있지 않다.
2009년 P.N. Rao 외가 사이언스에 발표한 연구에서, 컴퓨터 과학자들은 기호 패턴을 다양한 언어 스크립트 및 DNA, 컴퓨터 프로그래밍 언어를 포함한 비언어 시스템과 비교하여, 인더스 스크립트의 패턴이 음성 단어의 패턴에 더 가깝다는 것을 발견했으며, 이는 아직 알려지지 않은 언어를 코딩한다는 가설을 지지한다.
파머(Farmer), 스프루트(Sproat), 비첼(Witzel)은 라오(Rao) 외가 실제로 인더스 문자를 "실제 비언어 시스템"과 비교한 것이 아니라, "저자들이 발명한 완전히 인공적인 두 시스템, 즉 20만 개의 무작위 순서 기호와 20만 개의 완전히 순서화된 기호로 구성된 시스템"과 비교했는데, 이들이 모든 실제 비언어 기호 시스템의 구조를 나타낸다고 잘못 주장하고 있다고 지적하며 이 발견에 이의를 제기했다. 파머 외는 또한 중세 문장학 기호와 같은 비언어 시스템을 자연어와 비교하면 라오 외가 인더스 기호에서 얻은 것과 유사한 결과가 나온다는 것을 보여주었다. 그들은 라오 외가 사용한 방법이 언어 시스템과 비언어 시스템을 구별할 수 없다고 결론지었다.
인장에 담긴 메시지는 너무 짧아서 컴퓨터로 해독할 수 없는 것으로 판명되었다. 각 인장에는 독특한 기호 조합이 있으며, 각 순서의 예가 너무 적어 충분한 문맥을 제공하지 못한다. 이미지와 함께 나타나는 기호는 인장마다 다르기 때문에 이미지에서 기호의 의미를 도출하는 것은 불가능하다. 그럼에도 불구하고 인장의 의미에 대한 여러 해석이 제시되었다. 이러한 해석은 모호성과 주관성으로 특징지어진다.:69
수천 개의 현존하는 명문 사진은 아스코 파르폴라와 그의 동료들이 편집한 인더스 인장 및 명문 문헌집(1987, 1991, 2010)에 출판되어 있다. 가장 최근의 권에는 1920년대와 1930년대에 촬영된 수백 개의 분실되거나 도난당한 명문 사진과 지난 수십 년 동안 발견된 많은 사진들이 재출판되었다. 이전에는 연구자들이 마셜(1931), 매케이(1938, 1943), 휠러(1947)의 발굴 보고서에 있는 작은 사진이나 최근의 분산된 출처의 복제본을 통해 자료를 보충해야 했다.

### 종교

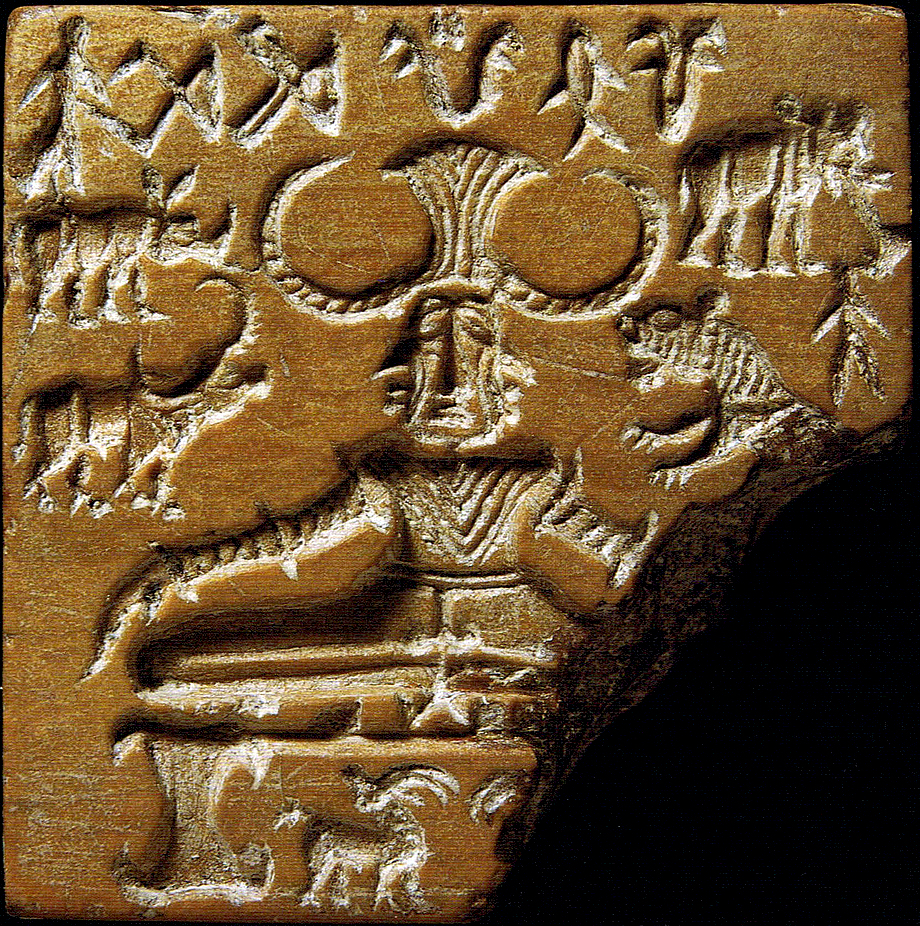
앉아 있는 인물이 동물들에게 둘러싸인 모습의 파슈파티 인장

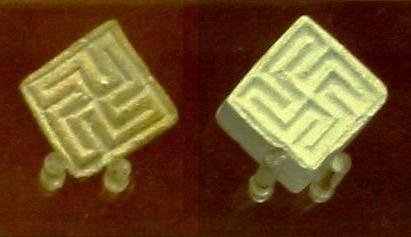
대영박물관에 있는 인더스 문명의 만자문 인장

인더스 문명에는 신에게 기도나 제사하는 거대한 규모의 신전이나 기념비적 공공장소 또한 발견되지 않았다. 물론, 이 사실이 그들에게 종교가 없었다는 뜻은 아니다. 인더스 사람들의 종교와 신념 체계는 특히 이 지역에서 나중에 발전한 인도계 종교의 신과 종교적 관습의 전조를 식별하는 관점에서 상당한 관심을 받았다. 그러나 증거의 부족과 다양한 해석의 가능성, 그리고 인더스 문자가 해독되지 않은 사실 때문에 결론은 부분적으로 추측적이며 대체로 훨씬 나중의 힌두적 관점에서 회고적으로 기반을 둔다.
하라파 유적지의 고고학적 증거에 대한 힌두교적 해석의 경향을 설정한 초기 중요 연구는 존 마셜의 연구로, 그는 1931년에 인더스 종교의 주요 특징으로 다음과 같은 것들을 확인했다. 위대한 남성 신과 어머니 여신; 동식물의 신격화 또는 숭배; 남근(링감)과 외음부(요니)의 상징적 표현; 그리고 종교적 관행에서 목욕과 물의 사용. 마셜의 해석은 다음 수십 년 동안 많은 논쟁을 불러일으켰고 때로는 이의가 제기되기도 했다.
인도의 고대사학자 람 샤람 샤르마에 따르면, 인더스 사람들은 다산과 풍요를 가져다주는 대지를 어머니 신으로 섬겼다. 인더스 지역에서는 자궁에서 식물이 자라나오는 모습을 나타낸 여성상 등 여성 모습을 한 작은 테라코라 상이 많이 발굴되었는데, 이들은 풍요한 생산을 가져다 주는 대지의 어머니 신을 상징하는 것이다. 또한 하라파 유적에서 발견된 소형 여성 조각은 부채 모양 머리 장식, 돌출 부위에 남겨진 유연, 펜던트가 부착된 여러 가지 목걸이 장식 등으로 미루어 보아 ‘모신(母神)'일 것이다. 이 여신이 힌두교에서 말하는 프리티비 여신과 연결된다는 주장도 있다. 한편, 부처의 깨달음과 관련 있는 보리수 숭배의 기원도 인더스 문명이고, 힌두교에서 가장 널리 퍼진 신앙 형태인 세정 의례 또한 그 기원을 인더스 문명에 두고 있다.
한 인더스 계곡 인장에는 뿔이 달린 머리 장식을 하고 앉아 있는 인물이 그려져 있는데, 이 인물은 삼면을 가지고 있거나 남근을 드러내고 있을 가능성이 있으며 동물들에게 둘러싸여 있다. 마셜은 이 인물을 힌두교의 신 시바(또는 루드라)의 초기 형태로 보았는데, 시바는 금욕주의, 요가, 링감과 관련이 있으며, 동물의 주인으로 여겨지고 종종 세 눈을 가진 것으로 묘사된다. 따라서 이 인장은 시바의 별칭인 파슈파티를 따서 파슈파티 인장으로 알려지게 되었다. 마셜의 연구는 일부 지지를 얻었지만, 많은 비평가들과 심지어 지지자들조차 여러 이의를 제기했다. 도리스 스리니바산은 그 인물이 세 얼굴이나 요가 자세를 취하고 있지 않으며, 베다 문헌에서 루드라는 야생 동물의 보호자가 아니었다고 주장했다. 허버트 설리번과 알프 힐테바이터도 마셜의 결론을 기각했는데, 전자는 그 인물이 여성이라고 주장했고, 후자는 그 인물을 황소 신 마히샤와 연결하고 주변 동물들을 사방신의 바하나 (탈것)와 연결했다. 2002년에 쓴 그레고리 L. 포셀은 그 인물을 신으로 인식하는 것이 적절하겠지만, 물소와의 연관성, 그리고 의식적인 규율의 자세로 볼 때, 그것을 원시-시바로 여기는 것은 지나치다고 결론지었다. 마셜이 인장을 원시-시바 아이콘과 연관시킨 것에 대한 비판에도 불구하고, 일부 자이나교 학자들은 이를 티르탕카라 리샤바나타로 해석하기도 했다. 하인리히 침머와 토머스 맥이빌리와 같은 역사가들은 최초의 자이나교 티르탕카라인 리샤바나타와 인더스 문명 사이에 연관성이 있다고 믿는다.
동시대의 고대 이집트와 고대 근동 문명과는 달리, 인더스 계곡에는 기념비적인 궁전이 없는데, 발굴된 도시들은 사회가 필요한 공학 지식을 가지고 있었음을 나타낸다. 이는 종교 의식이 있었다면 주로 개별 가정, 작은 사원, 또는 야외에서 이루어졌을 수 있음을 시사한다. 마셜과 후대의 학자들은 여러 유적지를 종교적 목적으로 사용되었을 가능성이 있는 곳으로 제안했지만, 현재는 모헨조다로의 대형 목욕탕만이 의식 정화를 위한 장소로 널리 사용되었을 것으로 생각된다. 하라파 문명의 장례 관습은 분할 매장(시체가 최종 매장 전에 자연에 노출되어 골격만 남는 방식)과 심지어 화장도 특징이다.

## 후기 하라파

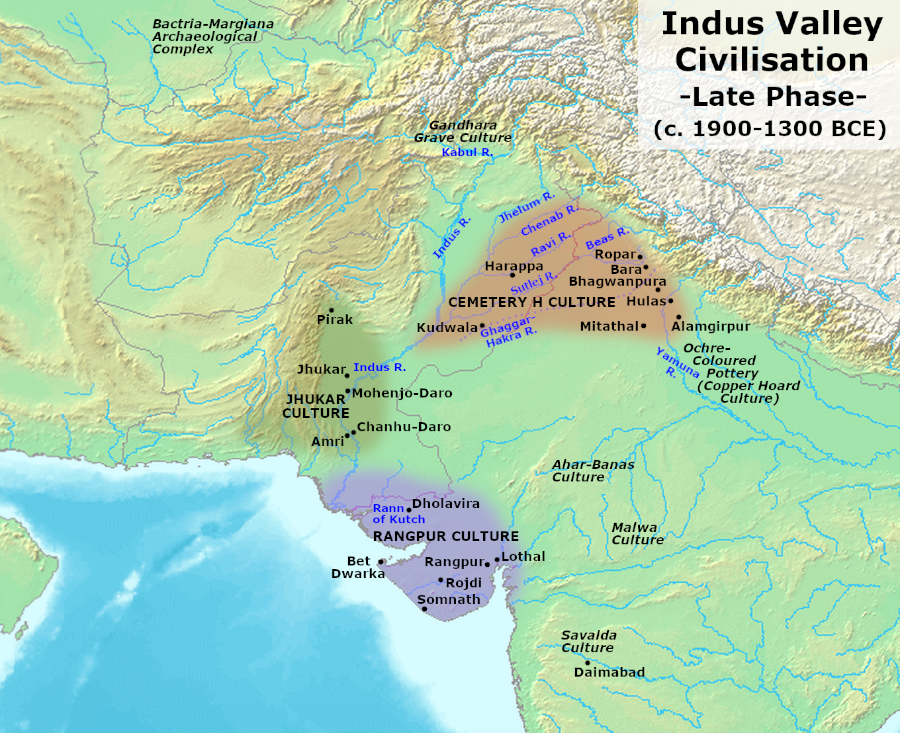
후기 하라파 시대, c. 기원전 1900년–기원전 1300년

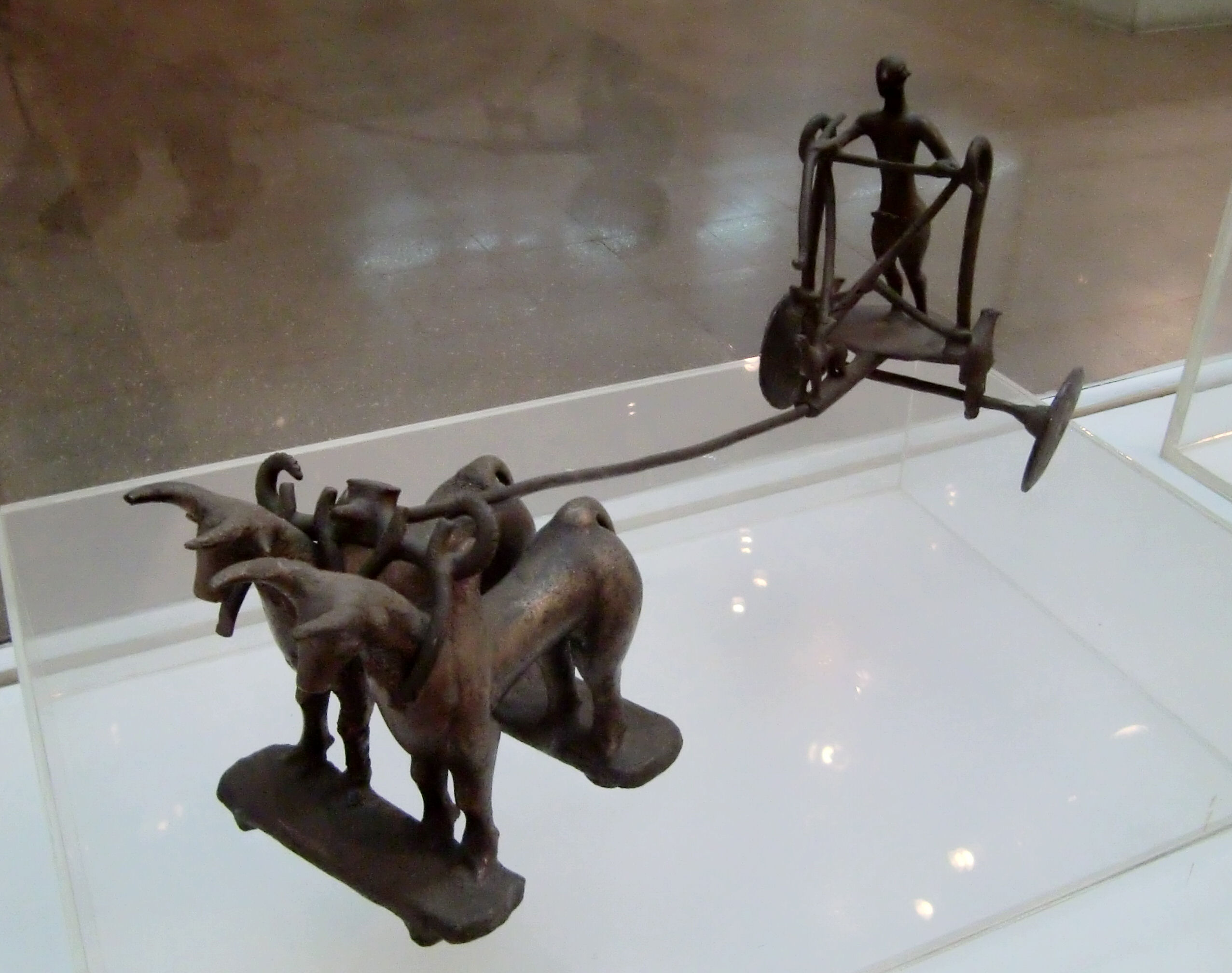
기원전 c. 2000년 경 다이마바드의 보물에서 발견된 청동 후기 하라파 인물상 (프린스 오브 웨일스 박물관, 봄베이)

기원전 1900년경부터 점진적인 쇠퇴의 징후가 나타나기 시작했고, 기원전 1700년경에는 대부분의 도시가 버려졌다. 2010년대 하라파 유적지에서 발굴된 인간 골격을 분석한 결과, 인더스 문명 말기에 대인 간 폭력과 나병 및 결핵과 같은 전염병이 증가했음이 밝혀졌다.
역사가 우핀더 싱에 따르면, "후기 하라파 시대가 제시하는 전반적인 모습은 도시 네트워크의 붕괴와 농촌 네트워크의 확장이다."
기원전 1900년에서 1700년경 동안 인더스 문명 지역 내에서 여러 지역 문화가 출현했다. 공동 H 문화는 펀자브, 하리아나주, 서부 우타르프라데시주에 있었고, 주카르 문화는 신드주에, 랑푸르 문화(광택 나는 붉은 토기가 특징)는 구자라트주에 있었다. 하라파 문화의 후기 단계와 관련된 다른 유적지로는 발루치스탄주의 피라크와 인도 마하라슈트라주의 다이마바드가 있다.
가장 큰 후기 하라파 유적지는 펀자브주 (파키스탄)의 촐리스탄에 있는 쿠드왈라, 구자라트주의 베트 드와르카, 마하라슈트라주의 다이마바드로, 도시로 간주될 수 있지만 성숙기 하라파 도시에 비해 규모가 작고 수가 적다. 베트 드와르카는 요새화되었고 페르시아만 지역과 계속 접촉했지만, 장거리 무역은 전반적으로 감소했다. 반면에 이 시기에는 농업 기반의 다각화도 이루어졌는데, 다양한 작물과 이모작의 출현뿐만 아니라 농촌 정착지가 동쪽과 남쪽으로 이동하는 현상도 있었다.
후기 하라파 시대의 도자기는 "성숙기 하라파 도자기 전통과의 연속성을 보여주지만", 또한 뚜렷한 차이점도 보인다. 많은 유적지는 도시적 특징이 감소하고 사라졌음에도 불구하고 몇 세기 동안 계속 점유되었다. 과거의 전형적인 유물인 석제 저울추와 여성 인형은 드물어졌다. 기하학적 문양이 있는 원형 도장이 일부 발견되지만, 문명의 성숙기 특징인 인더스 문자는 없다. 문자는 드물고 토기 조각에 새겨진 비문으로 제한된다. 장거리 무역도 감소했지만, 지역 문화는 파이앙스와 유리 제작, 석제 구슬 조각에서 새로운 혁신을 보여주었다. 배수 시설과 공중목욕탕과 같은 도시 편의시설은 더 이상 유지되지 않았고, 새로운 건물들은 "조잡하게 지어졌다". 석상은 고의적으로 훼손되었고, 귀중품은 때때로 숨겨진 보물에 숨겨져 불안정을 시사했으며, 동물과 심지어 인간의 시체는 거리와 버려진 건물에 묻히지 않은 채 방치되었다.
기원전 2천년기 후반 동안, 대부분의 후기 도시 하라파 정착지는 완전히 버려졌다. 그 이후의 물질 문화는 전형적으로 일시적인 거주지, 즉 "유목 생활을 하고 주로 목축을 하는 인구의 캠프"로 특징지어지며, "조잡한 수제 토기"를 사용했다. 그러나 펀자브, 하리아나주, 서부 우타르프라데시주의 유적지에서는 후기 하라파와 그 후속 문화 단계 사이에 더 큰 연속성과 중첩이 있으며, 주로 작은 농촌 정착지이다.

### 아리아인 이동

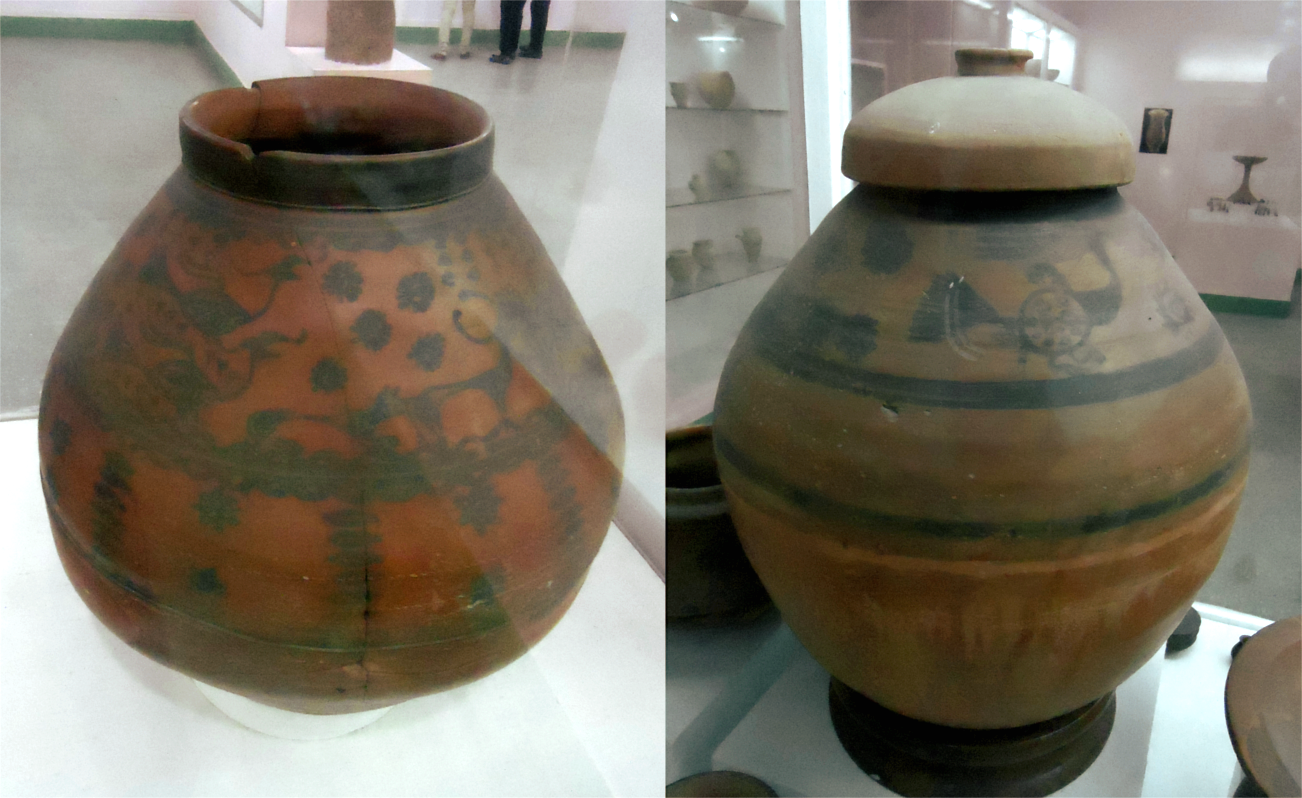
하라파에서 발견된 채색 토기 항아리 (공동 H 문화, c. 기원전 1900년–기원전 1300년), 뉴델리 국립박물관

1953년 모티머 휠러 경은 중앙아시아에서 온 인도유럽 부족인 "아리아인"의 침략이 인더스 문명의 쇠퇴를 야기했다고 제안했다. 그는 증거로 모헨조다로의 여러 곳에서 발견된 37개의 해골 그룹과 전투 및 요새를 언급하는 베다의 구절을 인용했다. 그러나 학자들은 곧 휠러의 이론을 거부하기 시작했는데, 그 이유는 해골이 도시가 버려진 이후의 시기에 속하며 성채 근처에서는 아무것도 발견되지 않았기 때문이다. 1994년 케네스 A. R. 케네디의 후속 골격 조사에서는 두개골의 흔적이 폭력이 아니라 침식으로 인한 것임을 보여주었다.
공동 H 문화 (펀자브 지역의 후기 하라파 단계)의 장례용 항아리에 그려진 일부 문양은 베다 문학의 관점에서 해석되었다. 예를 들어, 속이 비어 있고 안에 작은 인간 형상이 있는 공작은 죽은 자의 영혼으로 해석되었고, 개는 죽음의 신 야마의 개로 볼 수 있다. 이는 이 시기에 새로운 종교적 신념이 도입되었음을 시사할 수 있지만, 고고학적 증거는 공동 H 문화 사람들이 하라파 도시를 파괴했다는 가설을 뒷받침하지 않는다.

### 기후 변화와 가뭄
IVC의 지역화에 기여한 원인으로 제안된 것에는 강의 경로 변화와 인근 중동 지역에서도 나타나는 기후변화가 있다. 2016년년 기준 현재 많은 학자들은 가뭄과 이집트 및 메소포타미아와의 무역 감소가 인더스 문명 붕괴의 원인이라고 믿는다. 인더스 문명 붕괴를 야기한 기후 변화는 "4,200년 전의 갑작스럽고 치명적인 대규모 가뭄과 한랭화" 때문일 수 있으며, 이는 메갈라야 시대, 즉 홀로세의 현재 단계를 시작한다.
가가하크라강 시스템은 비에 의해 공급되었으며, 물 공급은 계절풍에 의존했다. 인더스 계곡의 기후는 약 기원전 1800년경부터 현저히 더 시원하고 건조해졌으며, 이는 당시 계절풍의 전반적인 약화와 연관되어 있다. 인도 계절풍은 감소하고 건조화가 증가하여, 가갈-하크라강은 히말라야 산기슭으로 그 범위를 축소했으며, 이는 불규칙하고 덜 광범위한 홍수를 야기하여 범람 농업의 지속 가능성을 떨어뜨렸다.
건조화는 문명의 멸망을 초래하고 인구를 동쪽으로 흩어지게 할 만큼 물 공급을 감소시켰다. Giosan et al. (2012)에 따르면, IVC 거주민들은 관개 시설을 개발하지 않았고, 주로 여름 홍수를 유발하는 계절성 계절풍에 의존했다. 계절풍이 계속 남쪽으로 이동함에 따라 홍수는 지속 가능한 농업 활동에 너무 불규칙해졌다. 거주민들은 동쪽의 갠지스 강 유역으로 이주하여 더 작은 마을과 고립된 농장을 건설했다. 이러한 작은 공동체에서 생산된 적은 잉여는 무역 발전을 허용하지 않았고, 도시들은 소멸했다.

### 연속성과 공존
고고학적 발굴은 하라파의 쇠퇴가 사람들을 동쪽으로 몰아냈음을 보여준다. 포셀에 따르면, 기원전 1900년 이후 오늘날 인도의 유적지 수는 218개에서 853개로 증가했다. 앤드류 롤러에 따르면, "갠지스 평원 발굴은 기원전 1200년경부터 도시가 생겨나기 시작했음을 보여주는데, 이는 하라파가 버려진 지 불과 몇 세기 후이며, 한때 예상했던 것보다 훨씬 이르다." 짐 샤퍼에 따르면, 대부분의 세계 지역에서와 마찬가지로 문화 발전의 연속적인 계열이 있었다. 이것들은 "남아시아 도시화의 소위 두 주요 단계"를 연결한다.
하리아나주의 바그완푸라와 같은 유적지에서는 후기 하라파 도자기의 마지막 단계와 회색 채색 토기 도자기의 초기 단계 사이에 중첩이 발견되었는데, 후자는 베다 시대 문화와 관련이 있으며 기원전 1200년경으로 거슬러 올라간다. 이 유적지는 동일한 마을에 여러 사회 집단이 거주했지만 다른 도자기를 사용하고 다른 유형의 집에서 살았음을 보여주는 증거를 제공한다. "시간이 지남에 따라 후기 하라파 도자기는 점차 회색 채색 토기로 대체되었고", 고고학적으로 나타나는 다른 문화적 변화로는 말, 철제 도구, 새로운 종교 관습의 도입이 있다.
라지코트구 사우라슈트라 지역에 로지디라는 하라파 유적지도 있다. 1982-83년에 구자라트 주 고고학부와 펜실베이니아 대학교 박물관의 고고학팀이 발굴을 시작했다. 로지디의 고고학적 발굴 보고서에서 그레고리 포셀과 M.H. 라발은 하라파 문명과 후기 남아시아 문화 사이에 "명백한 문화적 연속성의 징후"가 있지만, 하라파 "사회 문화 시스템"과 "통합 문명"의 많은 측면이 "영원히 사라졌다"고 썼으며, 인도의 제2차 도시화(기원전  600년c.부터 시작된 북부 흑광택 토기 문화와 함께)는 "이 사회 문화적 환경 밖에 있다"고 언급했다.

## 하라파 이후
이전에는 학자들이 하라파 문명의 쇠퇴가 인도 아대륙의 도시 생활 중단으로 이어졌다고 믿었다. 그러나 인더스 문명은 갑자기 사라지지 않았으며, 인더스 문명의 많은 요소들이 후기 문화에서 나타난다. 공동 H 문화는 펀자브, 하리아나주 및 서부 우타르프라데시주 지역의 넓은 지역에 걸친 후기 하라파의 발현일 수 있으며, 황토색토기 문화는 그 후계 문화이다. 데이비드 고든 화이트는 베다 종교가 인더스 문명에서 부분적으로 유래했다는 것을 "단호히 입증"한 세 명의 다른 주류 학자들을 인용한다.
2016년년 기준 현재, 고고학적 자료는 후기 하라파로 분류되는 물질 문화가 적어도  기원전 1000년c.–900년까지 지속되었고 회문채색토기 문화와 부분적으로 동시대였다는 것을 시사한다. 하버드 고고학자 리처드 메도우는 기원전 1800년부터 알렉산드로스 대왕의 침략 시기인 기원전 325년까지 계속 번성했던 후기 하라파 정착지 피라크를 지적한다.
인더스 문명의 지역화 이후, 다양한 정도로 인더스 문명의 영향을 받은 지역 문화들이 출현했다. 이전에 위대했던 하라파 도시에서는 공동 H 문화라고 불리는 지역 문화에 해당하는 무덤이 발견되었다. 동시에 황토색토기 문화는 라자스탄주에서 갠지스 평원으로 확장되었다. 공동 H 문화는 화장에 대한 가장 초기의 증거를 가지고 있는데, 이는 오늘날 힌두교에서 지배적인 관습이다.
인더스 문명 거주자들은 인더스강과 가갈-하크라강의 계곡에서 갠지스-야무나 분지의 히말라야 산기슭으로 이주했다.

## 유전학
인더스 문명을 남긴 이들의 인종 구성은 복잡하다. 모헨조다로에서 발견된 14개 인골을 분석한 결과, 오스트레일리아 선주민, 지중해, 몽골, 알프스 인종 등으로 다양했다. 서로 언어도 달랐을 것으로 짐작되고, 문화적 이질성도 뚜렷했다. 그러나 하라파, 모헨조다로가 번성하던 전성기에는 문화적 동질성도 함께 표현되었다.
2019년, 바산트 신데 외가 고대 DNA에 대한 연구를 발표했는데, 이는 인도 하리아나주의 라키가르히에 있는 IVC 관련 묘지에서 발견된 여성 골격으로부터 재구성된 게놈을 기반으로 하며, 기원전 2,800-2,300년경으로 거슬러 올라간다. 분석 결과, 게놈의 대부분은 중석기 시대 이란 수렵 채집민과 밀접한 관련이 있는 것으로 나타났다. 게놈의 나머지 부분은 고대 남아시아 조상(AASI)으로 명명된 토착 동아시아 유래이며, 이는 토착 남아시아 수렵 채집민 혈통을 나타내는 것으로 생각된다. 게놈에는 현대 (특히 북부) 남아시아인에게서 발견되는 서부 스텝 목축민 관련 혈통이나 아나톨리아 신석기 농부 혈통이 전혀 없었다. IVC 관련 개인의 혈통은 현대 남아시아인 혈통의 대부분과 유사하다.

## 베다 문명과의 연관성
인더스 문명과 후대의 아리아인이 건설한 베다 문명의 연관성을 찾으려는 많은 시도가 있었으나, 아직 그 직접적 영향 관계는 밝혀져 있지 않다. 인더스 사람들이 호전적 유목민인 아리아인에게 무력으로 정복되었으나, 문화나 종교 측면에는 더 우월했기 때문에 오히려 아리아인들이 인더스 문명의 종교를 점차 수용했으며, 이에 따라 힌두교는 아리안 요소와 비아리안 요소들의 융합의 결과라는 주장이 흔히 제기된다. 오래된 인더스 문명은 멸망했지만, 새로운 문명 안에서 살아남았다는 것이다. 그러나 이에 대한 반론도 만만치 않다.
『나티야 샤스트라』 같은 인도 고대의 연극 이론서에 창조신 브라흐마가 수드라 계층의 요구에 따라 모든 신분의 사람들이 보고 들을 수 있는 다섯 번째 베다를 만들어 연극으로 공연하게 하면서 바라타와 그 아들 100명의 도움을 받아 무대에 올리게 한 것을 두고 브리스키는 아리아 문명이 비아리아 문명을 수용하는 과정이 반영되었다고 본다. 특히, 하위층의 민속 기술인 연극을 통해 이를 달성한 것은 모헨조다로, 하라파 도시 문명(인더스 문명)은 패배했으나, 패배한 것은 지배층이었고, 하위 계층 문화는 지속되었다는 사실을 반증하는 것이라고 주장했다.
파키스탄 쪽 문헌에서는 모헨조다로인들이 힌두인들의 선조라고 주장한다. 힌두(Hindu)는 인더스강을 뜻하는 산스크리트어 신두(Sindhu)에서 나왔는데, 힌두는 신두의 페르시아어음 변형이라는 것이다.
인더스 문명과 갠지스 문명은 다른 문명이다. 우르두어에서 인도를 일컫는 단어인 바라트(Bharat)에서 알 수 있다. 바라트는 갠지스강 중류 지역을 가리킨다.

## 갤러리

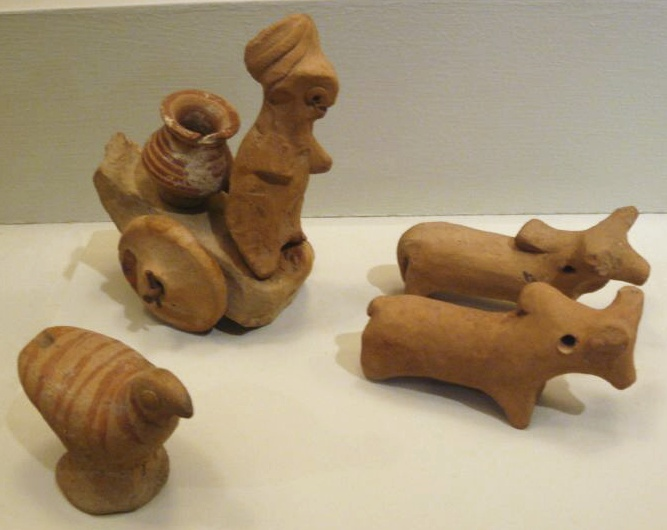
하라파에서 출토된 토우.
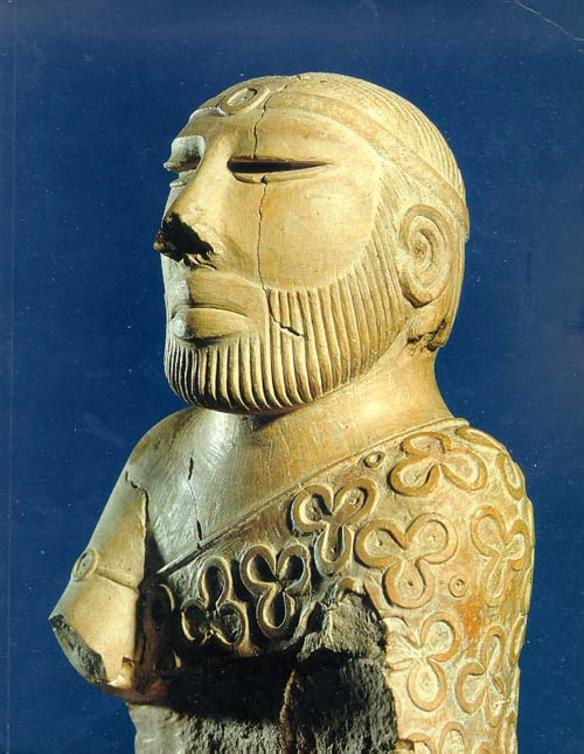
모헨조다로에서 출토된 일명 사제왕상
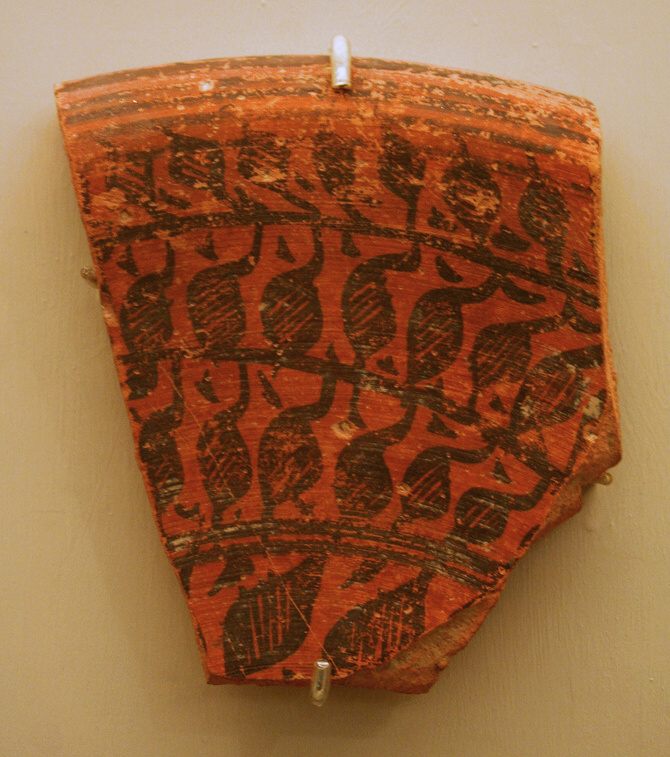
하라파에서 출토된 항아리 파편.
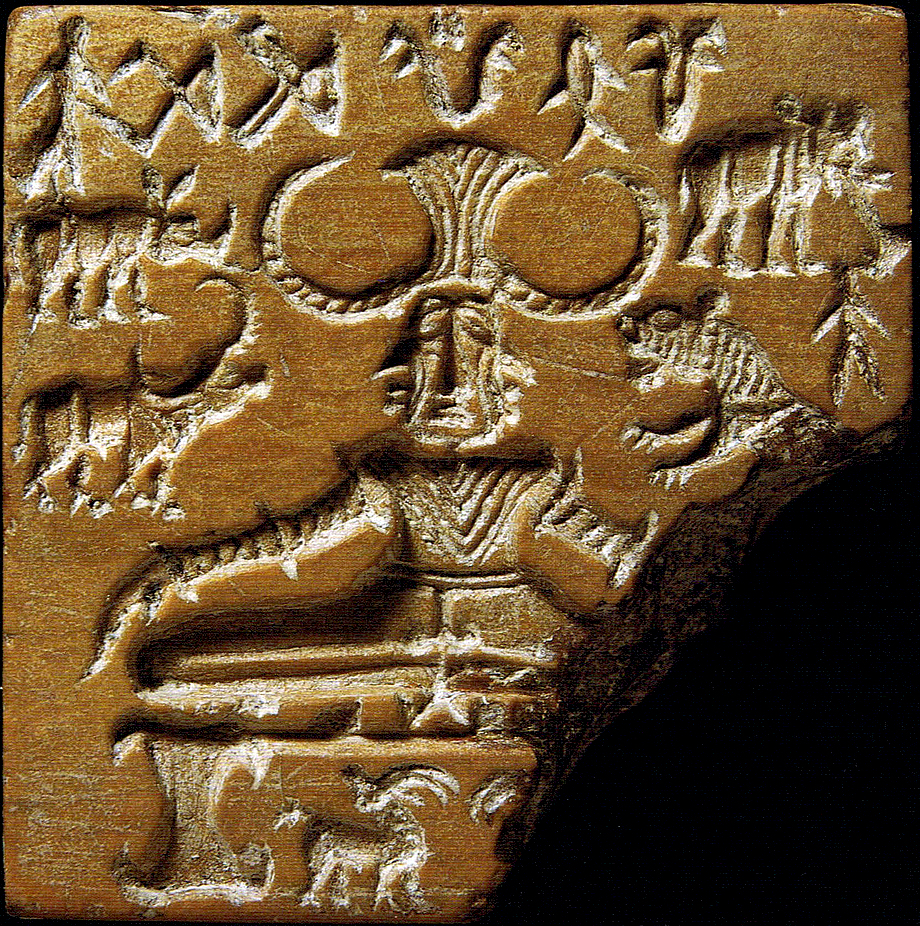
모헨조다로에서 발견된 인장. 시바신의 원형으로 알려져 있으나 확실지 않다.

## 같이 보기
- 문명의 요람
- 힌두교의 역사
- 아프가니스탄의 역사
- 인도의 역사
- 파키스탄의 역사
- 인더스 문명 유적지 목록
- 인더스 문명의 발명품 및 발견 목록
- 인더스 문명의 종교
- 인더스 문명의 위생 시스템
- 인더스 문명의 수리학 공학

### 설명주
1. ↑  Wright: "The Indus civilisation is one of three in the 'Ancient East' that, along with Mesopotamia and Pharaonic Egypt, was a cradle of early civilisation in the Old World (Childe, 1950). Mesopotamia and Egypt were longer-lived, but coexisted with Indus civilisation during its florescence between 2600 and 1900 B.C. Of the three, the Indus was the most expansive, extending from today's northeast Afghanistan to Pakistan and India."[2]
2. ↑  Habib: "Harappa, in Sahiwal district of west Punjab, Pakistan, had long been known to archaeologists as an extensive site on the Ravi river, but its true significance as a major city of an early great civilization remained unrecognized until the discovery of Mohenjo-daro near the banks of the Indus, in the Larkana district of Sindh, by Rakhaldas Banerji in 1922. Sir John Marshall, then Director General of the Archaeological Survey of India, used the term 'Indus civilization' for the culture discovered at Harappa and Mohenjo-daro, a term doubly apt because of the geographical context implied in the name 'Indus' and the presence of cities implied in the word 'civilization'. Others, notably the Archaeological Survey of India after Independence, have preferred to call it 'Harappan', or 'Mature Harappan', taking Harappa to be its type-site."[4]
3. ↑  These covered carnelian products, seal carving, work in copper, bronze, lead, and tin.[8]
4. 1 2 3  Brooke (2014), 296쪽. "하라파 인도에서의 이야기는 다소 달랐다(그림 111.3 참조). 인더스 계곡의 청동기 시대 마을 및 도시 사회는 고고학자들이 지역 방어 및 지역 전쟁의 징후를 거의 발견하지 못했다는 점에서 다소 이상한 점이 있다. 초기에서 중기 홀로세의 풍부한 계절풍 강우가 모든 이에게 풍족한 조건을 조성했으며, 경쟁 에너지는 분쟁보다는 상업으로 향했을 것으로 보인다. 학자들은 이 강우가 기원전 2600년경 신석기 마을에서 출현한 도시 하라파 사회의 기원을 형성했다고 오랫동안 주장해왔다. 이제 이 강우가 3천년기부터 천천히 줄어들기 시작했으며, 이는 하라파 도시들이 발전하기 시작한 시점과 정확히 일치하는 것으로 보인다. 따라서 남아시아의 이 "최초의 도시화"는 인더스 계곡 사람들이 후기 홀로세 건조화의 시작에 대한 초기 반응이었던 것으로 보인다. 이 도시들은 300년에서 400년 동안 유지되다가 점차 버려졌으며, 하라파 사람들은 그들의 영토 동부 지역인 펀자브와 갠지스 계곡으로 흩어진 마을에 재정착했다....' 17 (각주):

(a) Giosan 외. (2012);

(b) Ponton 외. (2012);

(c) Rashid 외. (2011);

(d) Madella & Fuller (2006);
매우 다른 해석과 비교해 보라 

(e) Possehl (2002), 237–245쪽

(f) Staubwasser 외. (2003)
5. ↑  Wright: "그는 문명의 연대를 밝힐 수 없었지만, 그가 (존 마셜) 강 시스템의 이름을 따서 명명한 인더스 유물들이 이 지역의 다른 어떤 알려진 문명과도 다르다는 것을 관찰했다..."[17]
6. ↑  Habib: "당시 인도 고고학 조사의 총사령관이었던 존 마셜 경은 하라파와 모헨조다로에서 발견된 문화에 대해 '인더스 문명'이라는 용어를 사용했는데, 이는 '인더스'라는 이름에 함축된 지리적 맥락과 '문명'이라는 단어에 함축된 도시의 존재 때문에 이중적으로 적절한 용어였다. 독립 후 인도 고고학 조사를 비롯한 다른 사람들은 하라파를 그 기준 유적지로 삼아 '하라파' 또는 '성숙기 하라파'라고 부르기를 선호했다."[18]
7. ↑  Giosan (2012): "많은 추측들이 가가하크라 수계가 때때로 사라진 신화 속 강 사라스와티와 동일시되었으며(예: 4, 5, 7, 19), 히말라야 빙하 공급 강이었을 것이라는 주장을 제기했다. 이 강의 잠재적 수원으로는 야무나강, 수틀레지강 또는 두 강 모두가 포함된다. 그러나 분수계의 대규모 침식 부족은 홀로세 동안 대규모 빙하 공급 강이 가가하크라 지역을 가로질러 흐르지 않았음을 보여준다. ... 현재 가가하크라 계곡과 그 지류는 현재 건조하거나 계절적으로 흐른다. 그러나 도시 하라파 시대 동안 이 지역에서 강은 분명히 활발하게 흐르고 있었다. 우리는 파키스탄 포트 아바스에서 약 5,400년 된 모래 하천 퇴적물을 발견했으며(SI 텍스트), 인도 상부 가가하크라 분수계에서 수행된 최근 연구(33)도 약 4,300년 된 홀로세 하천 모래를 기록했다. 상부 분수계에서는 후기 하라파 시대가 끝날 때까지(약 2,900년 전) 세립 홍수원 퇴적이 계속되었다(그림 2B). 이러한 광범위한 퇴적물 재분배는 신뢰할 수 있는 계절풍 비가 홀로세 초기에 영구적인 강을 유지할 수 있었음을 시사하며, 빙하 공급 강에 접근하지 않고도 하라파 정착지가 가가하크라 시스템 전체를 따라 번성한 이유를 설명한다."[3]
8. ↑  Fisher: "이는 메소포타미아(티그리스강과 유프라테스강 사이), 이집트(나일강을 따라), 중국 북동부(황하 유역) 문명이 부상한 동일한 광범위한 시기였다. 전성기에 인더스 문명은 이러한 고대 문명 중 가장 광범위한 문명으로, 인더스 평원을 따라 1,500 km (900 mi)까지 확장되었으며, 핵심 지역은 30,000 to 100,000 km2 (12,000 to 39,000 mi2)이고, 생태학적으로 더 다양한 주변 경제 및 문화 영향권은 그 면적의 10배까지 확장되었다. 인더스 도시들의 문화적, 기술적 통일성은 도시들 사이의 비교적 먼 거리(약 280 km (170 mi)의 간격)를 고려할 때 특히 놀랍다. 예를 들어 메소포타미아 도시들은 평균 약 20 to 25 km (12 to 16 mi)의 간격이었다.[22]
9. ↑  Dyson: "인도 아대륙 사람들은 수천 년 동안 수렵 채집인이었다. 그들은 매우 적었다. 실제로 10,000년 전에는 불과 20만 명 정도의 사람들이 작고 종종 고립된 집단으로 살았으며, 다양한 '현대' 인간 이주자들의 후손들이었다. 그러다가 아마도 메소포타미아의 사건과 관련하여 약 8,500년 전 발루치스탄에서 농업이 출현했다."[23]
10. ↑  Fisher: "인도에서 잘 정립된 정착 농경 사회의 가장 초기에 발견된 사례는 볼란 협곡과 인더스 평원 사이의 언덕(현재 파키스탄)에 있는 메르가르이다(지도 3.1 참조). 기원전 7000년경부터 그곳의 공동체들은 토지 준비와 특정 곡물 생산 식물의 선택, 파종, 관리, 수확에 더 많은 노동력을 투자하기 시작했다. 그들은 또한 양, 염소, 돼지, 소(혹 있는 제부 [Bos indicus]와 혹 없는 [Bos taurus] 모두)를 포함한 동물을 가축화했다. 예를 들어, 소를 거세하는 것은 그들을 주로 고기 공급원에서 가축된 역축으로 바꾸었다.[24]
11. ↑  Coningham and Young: "메르가르는 남아시아에서 가장 중요한 유적지 중 하나로 남아 있는데, 이는 이 지역에서 농업 및 목축 공동체의 가장 초기 알려진 논쟁 없는 증거를 제공하고, 그 식물 및 동물 재료가 특정 종의 지속적인 조작 및 가축화에 대한 명확한 증거를 제공하기 때문이다. 아마도 남아시아 맥락에서 가장 중요한 것은 제부가 수행한 역할이 이 지역을 다른 세계와는 완전히 다른 독특한 지역적 발전으로 만들었다는 점이다. 마지막으로, 유적지의 수명과 이웃한 나우샤로(Nausharo,  2800c.–기원전 2000년) 유적지와의 연결은 남아시아 최초의 농업 마을에서 최초의 도시 출현까지 매우 명확한 연속성을 제공한다(Jarrige, 1984)."[25]
12. ↑  Dyson: "이후 수천 년 동안 농업은 인더스 계곡과 인접 지역으로 천천히 발전하고 확산되었다. 농업으로의 전환은 인구 증가와 인더스 문명의 궁극적인 부상을 가져왔다. 정착 농업으로의 전환과 마을, 소도시, 도시의 출현으로 평균 사망률은 다소 증가했을 가능성이 높으며, 출생률은 그보다 약간 더 크게 증가했을 가능성이 높다."[23]
13. ↑  Dyson: "모헨조다로와 하라파는 각각 30,000명에서 60,000명(모헨조다로의 경우 더 많을 수도 있음)의 인구를 가졌을 수 있다. 수상 운송은 이 도시들과 다른 도시들의 식량 공급에 중요했다. 하지만 대다수의 사람들은 시골 지역에 살았다. 인더스 계곡 문명의 전성기에는 인도 아대륙에 400만에서 600만 명의 인구가 살았을 수 있다."[23]
14. ↑  Fisher: "이러한 '농업 혁명'은 식량 잉여를 가능하게 하여 인구 증가를 지탱했다. 그러나 주로 곡물 위주의 식단이 사람들을 더 건강하게 만든 것은 아니었는데, 이는 충치와 단백질 결핍과 같은 질병이 증가할 수 있기 때문이다. 또한 인간과 가축(인간에게 홍역, 인플루엔자 및 기타 질병을 전염시킬 수 있음)의 밀집된 생활 환경으로 인해 전염병이 더 빠르게 확산되었다."[24]
15. ↑  McIntosh: "인구 증가 및 분포: 인도-이란 접경 지역의 선사 시대는 농업과 목축에 기반한 정착지의 수와 밀도가 시간이 지남에 따라 꾸준히 증가했음을 보여준다. 대조적으로, 인더스 평원 및 인접 지역의 인구는 주로 수렵 채집으로 생활했으며, 제한적인 흔적은 그들의 정착지가 훨씬 적고 작으며 넓게 퍼져 있었음을 시사하지만, 어느 정도는 이러한 명백한 상황이 수렵 채집 정착지를 찾는 어려움을 반영해야 한다. 일부 수렵 채집 정착지에서 가축 동물의 존재는 접경 지역 사람들과의 접촉을 증명하며, 이는 아마도 목축민들이 언덕에서 평원으로 계절 이동하는 맥락에서 이루어졌을 것이다. 언덕 지역에서의 인구 확장 잠재력은 심각하게 제한되었으므로, 4천년기부터 3천년기까지 정착민들은 접경 지역에서 평원으로, 그리고 구자라트까지 이동했으며, 처음에는 목축민들이, 나중에는 농부들이 뒤따랐다. 광대한 인더스 지역의 엄청난 잠재력은 막대한 인구 증가의 여지를 제공했다. 성숙기 하라파 시대 말기에는 하라파인들이 100만에서 500만 명 사이였을 것으로 추정되며, 이는 아마도 이 지역의 수용 능력보다 훨씬 적었을 것이다."[26]
16. ↑  Masson: "밀림을 뚫고 하리파에 도착하기 전에 긴 행군이 있었다... 숙영지에 합류했을 때 나는 마을과 폐허가 된 벽돌 성 앞에 있는 것을 발견했다. 뒤에는 큰 원형의 흙더미, 즉 언덕이 있었고, 서쪽에는 동양식으로 벽 조각에 틈이 있는 건물 유적이 꼭대기에 있는 불규칙한 바위 언덕이 있었다... 전설에 따르면 이곳에는 13 코스 떨어진 치차 와트니까지 뻗어 있던 큰 도시가 있었으며, 그 도시의 통치자의 욕망과 범죄로 인해 특별한 신의 징벌로 파괴되었다고 한다."[38]
17. ↑  Guha: "인도 독립 직후(1950년대부터 1970년대까지) 주로 인도 고고학 조사국에 의해 가갈-하크라를 따라 인더스 문명 관련 유적지를 찾기 위한 집중적인 탐사는 비록 1942년 아우렐 스타인 경의 탐사를 따라갔지만, 새로 해방된 국가가 이 더 고대적인 문명의 상실을 보상하려는 애국적인 열정으로 상당 부분 시작되었다. 랑푸르(구자라트)와 코틀라 니항 칸(펀자브)을 제외한 유적지들은 파키스탄에 남아 있었기 때문이다."[50]
18. ↑  모헨조다로에서 1540개, 하라파에서 985개, 찬후다로에서 66개, 로탈에서 165개, 칼리방간에서 99개, 바나왈리에서 7개, 이라크 우르에서 6개, 수르코타다에서 5개, 찬디가르에서 4개의 인더스 문자 명문 유물 및 인장이 발견되었다.
19. ↑  퀘이드아잠 대학교의 명예 교수 아마드 하산 다니에 따르면, 메르가르의 발견은 "인더스 문명에 대한 전체적인 개념을 변화시켰다... 그곳에서 우리는 정착 생활의 시작부터 전체 연대를 가지고 있다."[61]
20. 1 2  강갈(Gangal) 외(2014)에 따르면, 신석기 농업이 근동에서 인도 북서부로 확산되었다는 강력한 고고학적, 지리적 증거가 있다.[76][77] 강갈(Gangal) 외(2014):[76] "근동과 인도 아대륙의 신석기 문화 간 연관성을 지지하는 여러 가지 증거가 있다. 발루치스탄(현대 파키스탄)의 선사 시대 유적지 메르가르는 인도 북서부 아대륙에서 가장 초기의 신석기 유적지로, 기원전 8500년경으로 거슬러 올라간다."[79]
21. ↑  메르가르에서 가축화된 신석기 시대 작물은 90% 이상의 보리와 소량의 밀을 포함한다. 메르가르에서 보리와 인도혹소 소의 현지 가축화에 대한 좋은 증거가 있지만,[78][80] 밀 품종은 야생 밀 품종의 현대 분포가 북부 레반트와 터키 남부로 제한되어 있기 때문에 근동 기원인 것으로 제안된다.[81] 발루치스탄과 카이바르파크툰크와 지역의 몇몇 고고학 유적지에 대한 상세한 위성 지도 연구 또한 서아시아 유적지들과 농업 초기 단계에서 유사점을 시사한다.[82] 연속 슬래브 건설로 제작된 도자기, 불에 탄 조약돌로 채워진 원형 화덕, 대형 곡창은 메르가르와 많은 메소포타미아 유적지에 공통적으로 나타난다.[83] 메르가르의 무덤에서 발견된 골격 유물의 자세는 이란 남부 자그로스 산맥의 알리 코시에서 발견된 것과 강한 유사성을 보인다.[78] 메르가르에서 발견된 점토 인형은 이란 엘부르즈 산맥 남쪽 카즈빈 평원의 테페 자게 (기원전 7천년기)와 투르크메니스탄의 제이툰 (기원전 6천년기)에서 발견된 것과 유사하다.[84] 투르크메니스탄 제이툰의 일부 가축화된 식물 및 가축의 근동 기원에 대한 강력한 주장이 제기되었다 (pp. 225-227).[85]
22. ↑  근동은 건조한 이란과 아프가니스탄의 고원, 능선, 사막으로 인더스 계곡과 분리되어 있으며, 이 지역에서는 산기슭과 막다른 골짜기에서만 강수 농업이 가능하다.[86] 그럼에도 불구하고 이 지역은 신석기 시대의 확산에 insurmountable obstacle for the dispersal of the Neolithic. 카스피해 남쪽 경로는 실크로드의 일부이며, 이 중 일부 구간은 적어도 기원전 3,000년부터 사용되었으며, 바다흐샨(아프가니스탄 북동부 및 타지키스탄 남동부)과 서아시아, 이집트, 인도를 연결했다.[87] 유사하게, 바다흐샨에서 메소포타미아 평원(대 호라산 도로)으로 이어지는 구간은 기원전 4,000년경부터 기능했던 것으로 보이며, 이 경로를 따라 수많은 선사 시대 유적지가 위치하고 있으며, 그 유적지들의 유물들은 체슈메-알리 (테헤란 평원) 도자기 기술, 형태, 디자인이 지배적이다.[86] 이란 북서부 자그로스 산맥(자르모와 사라브), 이란 남서부 데 루란 평원(타페 알리 코시와 초가 세피드), 수시아나(초가 보누트와 초가 미슈), 이란 중앙 고원(상-이 차흐마크), 투르크메니스탄(제이툰)의 널리 분리된 초기 신석기 유적지들 사이의 인형과 도자기 양식, 진흙 벽돌 형태의 놀라운 유사성은 공통된 초기 문화를 시사한다.[88] 남아시아 전역의 신석기 확산은 인구 이동을 수반했을 가능성이 높다.[89][85] 이러한 가능성은 Y-염색체 및 mtDNA 분석으로도 뒷받침된다.[90][91]
23. ↑  그들은 또한 "메르가르 신석기 시대 주민의 직계 후손은 메르가르 남동쪽, 인도 북서부, 데칸 고원 서쪽 가장자리에서 발견될 수 있다"고 지적했으며, 신석기 시대 메르가르가 동기 시대 메르가르보다 메르가르 남쪽의 동기 시대 이나마온과 더 큰 친밀성을 보였다고 언급했다.[92]
24. ↑  갈레고 로메로(Gallego romero) 외 (2011)는 (Meadow 1993)을 언급한다.[94] Meadow RH. 1993. Animal domestication in the Middle East: a revised view from the eastern margin. In: Possehl G, editor. Harappan civilization. New Delhi: Oxford University Press and India Book House. pp. 295–320.[95]
25. ↑  하라파 주택의 안마당 양식과 바닥 포장 기술이 이 지역 일부 마을에서 여전히 사용되는 주택 건축 방식과 유사하다는 점이 지적되었다.[111]
26. 1 2  강갈은 Jarrige (2008a)와 Costantini (2008)을 언급한다.
27. ↑  강갈은 Fuller (2006)
28. ↑  그러나 데이터의 많은 부분은 모호하다. 지방과 기름에 대한 신뢰할 수 있는 현지 동위 원소 참조가 없으며, IVC 용기의 지질 수준은 상당히 낮다.
29. ↑  피터 클리프트가 이끄는 연구팀의 지질학적 연구는 8천년 전부터 이 지역에서 강의 경로가 어떻게 변했는지 조사하여, 기후 변화 또는 강 시스템 재편이 하라파 문명의 쇠퇴를 야기했는지 여부를 시험했다. 그들은 지르콘 모래 알갱이의 U-Pb 연대 측정을 통해 베아스강, 수틀레지강, 야무나강(인더스강의 히말라야 지류)의 전형적인 퇴적물이 실제로 이전 가가하크라강 수로에 존재한다는 것을 발견했다. 그러나 이러한 빙하 공급 강의 퇴적물 유입은 인더스 문명 발달 훨씬 이전인 적어도 1만년 전에 중단되었다.[223]
30. ↑  트리파티(Tripathi) 외(2004)는 지난 2만 년 동안 가갈-하크라 시스템이 운반한 퇴적물의 동위 원소가 빙하로 덮인 고(高)히말라야가 아니라 준(準)히말라야에서 왔으며, 강 시스템이 비에 의해 공급되었다고 결론지었다. 그들은 또한 이것이 하라파 시대의 강력한 "사라스바티"강이라는 생각을 반박한다고 결론지었다.[224]
31. ↑  가갈-하크라와 상부 갠지스 평원의 회색 채색 토기 문화 유적지 대부분은 작은 농촌 마을이었다. 그러나 "수십 개"의 PGW 유적지는 결국 마을로 특징지어질 수 있는 비교적 큰 정착지로 발전했으며, 가장 큰 곳은 해자 또는 도랑과 목재 말뚝이 있는 흙더미로 만든 제방으로 요새화되었지만, 더 완벽하게 도시화된 북부 흑광택 토기 문화에서 기원전 600년 이후에 성장한 정교하게 요새화된 대도시보다는 작고 단순했다.[232]

### 참조주
1. 1 2  Wright 2009, 1쪽.
2. 1 2  Wright 2009.
3. 1 2 3 4 5 6  Giosan 외. 2012.
4. 1 2  Habib 2015, 13쪽.
5. ↑  Wright 2009, 2쪽.
6. 1 2  Shaffer 1992, I:441–464, II:425–446.
7. 1 2 3  Kenoyer 1991.
8. ↑  Wright 2009, 115–125쪽.
9. ↑  Dyson 2018, 29쪽 "Mohenjo-daro and Harappa may each have contained between 30,000 and 60,000 people (perhaps more in the former case). Water transport was crucial for the provisioning of these and other cities. That said, the vast majority of people lived in rural areas. At the height of the Indus valley civilization the subcontinent may have contained 4-6 million people."
10. ↑  McIntosh 2008, 387쪽: "The enormous potential of the greater Indus region offered scope for huge population increase; by the end of the Mature Harappan period, the Harappans are estimated to have numbered somewhere between 1 and 5 million, probably well below the region's carrying capacity."
11. ↑  이주형・이석우, 『천상의 도시 천하의 도시』(보성각, 2016), 13쪽.
12. ↑  이주형・이석우(2016), 24쪽.
13. ↑  Wright 2009, 107쪽.
14. ↑  “We are all Harappans”. Outlook India. 2022년 2월 4일. 2018년 8월 5일에 원본 문서에서 보존된 문서. 2018년 8월 5일에 확인함.
15. ↑  Ratnagar 2006a, 25쪽.
16. ↑  Lockard, Craig (2010). 《Societies, Networks, and Transitions》. 1: To 1500 2판. India: Cengage Learning. 40쪽. ISBN 978-1-4390-8535-6.
17. 1 2 3  Wright 2009, 10쪽.
18. 1 2  Habib 2002, 13–14쪽.
19. ↑  Possehl 2002, 8–11쪽.
20. 1 2 3 4 5 6  Singh, Upinder 2008, 137쪽.
21. ↑  Habib 2002, 44쪽.
22. 1 2  Fisher 2018, 35쪽.
23. 1 2 3 4 5 6  Dyson 2018, 29쪽.
24. 1 2 3 4  Fisher 2018, 33쪽.
25. 1 2  Coningham & Young 2015, 138쪽.
26. 1 2  McIntosh 2008, 186–187쪽.
27. ↑  Dales, George F. (1962). 《Harappan Outposts on the Makran Coast》. 《Antiquity》 36. 86–92쪽. doi:10.1017/S0003598X00029689. ISSN 0003-598X. S2CID 164175444.
28. ↑  Rao, Shikaripura Ranganatha (1973). 《Lothal and the Indus civilization》. London: Asia Publishing House. ISBN 978-0-210-22278-2.
29. ↑  Kenoyer 1998, 96쪽.
30. ↑  Dani, Ahmad Hassan (1970–1971). 《Excavations in the Gomal Valley》. 《Ancient Pakistan》. 1–177쪽.
31. ↑  Joshi, J.P.; Bala, M. (1982). 〈Manda: A Harappan site in Jammu and Kashmir〉.   Possehl, Gregory L. 《Harappan Civilization: A recent perspective》. New Delhi: Oxford University Press. 185–195쪽. ISBN 9788120407794. 2023년 10월 21일에 원본 문서에서 보존된 문서. 2023년 5월 23일에 확인함.
32. ↑  A. Ghosh (편집.). 〈Excavations at Alamgirpur〉. 《Indian Archaeology, A Review (1958–1959)》. Delhi: Archaeol. Surv. India. 51–52쪽.
33. ↑  Dales, George F. (1979). 〈The Balakot Project: Summary of four years excavations in Pakistan〉.   Maurizio Taddei. 《South Asian Archaeology 1977》. Naples: Seminario di Studi Asiatici Series Minor 6. Instituto Universitario Orientate. 241–274쪽.
34. ↑  Ray, Himanshu Prabha (2003). 《The Archaeology of Seafaring in Ancient South Asia》. Cambridge University Press. 95쪽. ISBN 978-0-521-01109-9.
35. ↑  Bisht, R.S. (1989). 〈A new model of the Harappan town planning as revealed at Dholavira in Kutch: A surface study of its plan and architecture〉.   Chatterjee Bhaskar. 《History and Archaeology》. New Delhi: Ramanand Vidya Bhawan. 379–408쪽. ISBN 978-81-85205-46-5.
36. ↑  Marshall 1931, x쪽.
37. 1 2 3 4 5 6 7  Wright 2009, 5–6쪽.
38. ↑  Masson 1842, 452–453쪽.
39. 1 2  Wright 2009, 6쪽.
40. 1 2  Wright 2009, 6–7쪽.
41. 1 2  Coningham & Young 2015, 180쪽.
42. 1 2  Wright 2009, 7쪽.
43. ↑  Cunningham 1875, pp. 105–108 and pl. 32–33.
44. 1 2 3 4  Wright 2009, 8쪽.
45. 1 2  Wright 2009, 8–9쪽.
46. 1 2  Wright 2009, 9쪽.
47. ↑  Wright 2009, 9–10쪽.
48. ↑  Possehl 2002, 3 and 12쪽.
49. ↑  Lawrence Joffe (2009년 3월 30일). “Ahmad Hasan Dani: Pakistan's foremost archaeologist and author of 30 books”. 《The Guardian (newspaper)》. 2009년 4월 5일에 원본 문서에서 보존된 문서. 2020년 4월 29일에 확인함.
50. 1 2  Guha, Sudeshna (2005). 《Negotiating Evidence: History, Archaeology and the Indus Civilisation》 (PDF). 《Modern Asian Studies》 39 (Cambridge University Press). 399–426, 419쪽. doi:10.1017/S0026749X04001611. S2CID 145463239. 2006년 5월 24일에 원본 문서 (PDF)에서 보존된 문서.
51. ↑  Gilbert, Marc Jason (2017). 《South Asia in World History》. Oxford University Press. 6쪽. ISBN 978-0-19-976034-3. 국경의 인도 쪽에 하라파 도시가 발견된 직후, 일부 민족주의 성향의 인도인들은 가갈-하크라 강바닥이 이웃한 파키스탄의 인더스 계곡보다 더 많은 유적지를 가지고 있을 수도 있다고 추측하기 시작했다. ... 이러한 주장이 유효하다는 것이 증명될 수도 있지만, 현대 민족주의적 주장은 하라파 유적지의 열악한 상태를 다루어야 하는 남아시아 고고학자들의 과제를 복잡하게 만든다. 높은 지하수면은 가장 오래된 유적지가 물에 잠겨 있거나 물에 잠겨 접근하기 어렵다는 것을 의미한다.
52. ↑  Ratnagar 2006b, 7–8쪽, "고대 유적지에서 하라파와 모헨조다로의 것과 유사한 도자기 하나와 구슬 목걸이 두 개만 발견되고, 나머지 도자기, 도구, 장식품 대부분이 완전히 다른 유형이라면 그 유적지를 하라파라고 부를 수 없다. 대신 하라파와 접촉이 있었던 유적지이다. ... 사라스바티 계곡 유적지에 관해서는, 그 중 많은 수가 지역 문화의 유적지이며(독특한 도자기, 점토 팔찌, 테라코타 구슬, 갈돌 포함), 일부는 하라파와의 접촉을 보여주며, 온전한 성숙기 하라파 유적지는 비교적 적다."
53. ↑  Mahadevan, Iravatham (1977). 《MASI 77 Indus Script Texts Concordances & Tables》. New Delhi: Archaeological Survey of India. 6–7쪽.
54. ↑  Singh, Upinder (2008). 《A History of Ancient and Early Medieval India: From the Stone Age to the 12th Century》. Pearson Education India. 169쪽. ISBN 978-81-317-1120-0. 2022년 11월 29일에 원본 문서에서 보존된 문서. 2023년 2월 14일에 확인함.
55. ↑  보고된 유적지:
  - Possehl 2002, 20쪽; Possehl 2002a: "1,056개의 성숙기 하라파 유적지가 보고되었으며, 그 중 96개가 발굴되었다."
  - Singh, Upinder 2008, 137쪽: "오늘날 하라파 유적지의 수는 약 1,022개로 늘어났으며, 이 중 406개가 파키스탄에, 616개가 인도에 있다. 이 중 97개만이 지금까지 발굴되었다."
  - Coningham & Young 2015, 192쪽: "통합 시대에 속하는 1,000개 이상의 정착지가 확인되었다(Singh, 2008: 137)"
56. ↑  Coningham & Young 2015, 192쪽. "통합 시대에 속하는 1,000개 이상의 정착지가 확인되었지만(Singh, 2008: 137), 정착지 계층 구조의 정점에는 5개의 중요한 도시 유적지만 존재한다(Smith, 2.006a: 110) (그림 6.2). 이들은 하부 인더스 평원의 모헨조다로, 서부 펀자브의 하라파, 촐리스탄의 간웨리왈라, 서부 구자라트의 돌라비라, 하리아나의 라키가르히이다. 모헨조다로는 250헥타르 이상의 면적을 차지했으며, 하라파는 150헥타르를 초과했고, 돌라비라는 100헥타르, 간웨리왈라와 라키가르히는 각각 약 80헥타르였다."
57. ↑  Michon 2015, 44ff쪽: 인용: "분할 후, 인도와 파키스탄에서 초기 역사 시대의 고고학 작업은 다르게 발전했다. 인도에서는 식민지 행정 구조가 온전히 남아 있었지만, ASI는 이 분야를 '인도화'하기 위해 집중적인 노력을 기울였다. 초기 역사 시대는 인도 아대륙의 길고 통일된 역사의 중요한 장으로 이해되었고, 이러한 이해는 인도의 민족 통일 목표를 지지했다. 그러나 파키스탄에서는 국가 건설 프로젝트가 국경 내 풍부한 이슬람 고고학 유산을 홍보하는 데 더 중점을 두었으며, 따라서 대부분의 초기 역사 유적지는 외국 탐사대의 손에 맡겨졌다."
58. ↑  Coningham & Young 2015, 85쪽: 인용: "동시에 그는 1949년과 1950년 파키스탄에서 정부 자문관으로 시간을 보냈으며, 파키스탄 정부의 고고학부와 카라치 국립 박물관 설립을 감독했다... 그는 1958년 차르사다 발굴을 위해 파키스탄으로 돌아왔고, 1960년대에는 모헨조다로 보존 및 보호를 위한 유네스코 팀에 합류했다. 모헨조다로는 마침내 1980년 유네스코 세계유산으로 등재되었다."
59. ↑  Wright 2009, 14쪽.
60. ↑  Coningham & Young 2015, 109쪽: 인용: "킬리 굴 무함마드에서 얻은 증거에 기반한 이러한 인구 이동 및 농업 확산 모델은 1970년대 초 장-프랑수아 자리주와 그의 팀(Jarrige, 1979)에 의해 발루치스탄 볼란 협곡 입구에서 메르가르가 발견되면서 완전히 수정되었다. 그들은 돌발 홍수로 노출된 고고학적 단면을 주목하여, 약 6500년부터 2500년까지 사람이 살았던 2제곱킬로미터 면적의 유적지를 발견했다."
61. 1 2 3  Chandler, Graham (September–October 1999). 《Traders of the Plain》. 《Saudi Aramco World》. 34–42쪽. 2007년 2월 18일에 원본 문서에서 보존된 문서. 2007년 2월 11일에 확인함.
62. 1 2  Coningham & Young 2015, 27쪽.
63. ↑  Coningham & Young 2015, 25쪽.
64. ↑  Manuel 2010, 148쪽.
65. 1 2 3 4 5  Kenoyer 1997, 53쪽.
66. ↑  Manuel 2010, 149쪽.
67. ↑  Coningham & Young 2015, 145쪽.
68. ↑  Kenoyer 1991, 335쪽.
69. ↑  Parpola 2015, 17쪽.
70. 1 2  Kenoyer 1991, 333쪽.
71. ↑  Kenoyer 1991, 336쪽.
72. 1 2  Coningham & Young 2015, 28쪽.
73. ↑  “Stone age man used dentist drill”. 2006년 4월 6일. 2019년 11월 14일에 원본 문서에서 보존된 문서. 2016년 3월 24일에 확인함 – news.bbc.co.uk 경유.
74. ↑  “Archaeological Site of Mehrgarh”. 《UNESCO World Heritage Centre》. 2004년 1월 30일. 2020년 11월 3일에 원본 문서에서 보존된 문서. 2019년 12월 26일에 확인함.
75. ↑  Hirst, K. Kris (2005) [Updated 30 May 2019]. “Mehrgarh, Pakistan and Life in the Indus Valley Before Harappa”. ThoughtCo. 2020년 10월 29일에 원본 문서에서 보존된 문서. 2021년 3월 9일에 확인함.
76. 1 2 3 4 5 6  Gangal, Sarson & Shukurov 2014.
77. 1 2  Singh, Sakshi 2016.
78. 1 2 3 4 5  Jarrige 2008a.
79. ↑  Possehl GL (1999). Indus Age: The Beginnings. Philadelphia: Univ. Pennsylvania Press.
80. ↑  Costantini 2008.
81. ↑  Fuller 2006.
82. ↑  Petrie, C.A.; Thomas, K.D. (2012). 《The topographic and environmental context of the earliest village sites in western South Asia》. 《Antiquity》 86. 1055–1067쪽. doi:10.1017/s0003598x00048249. S2CID 131732322.
83. ↑  Goring-Morris, A.N.; Belfer-Cohen, A. (2011). 《Neolithization processes in the Levant: The outer envelope》. 《Curr. Anthropol.》 52. S195–S208쪽. doi:10.1086/658860. S2CID 142928528.
84. ↑  Jarrige 2008b.
85. 1 2  Harris D.R. (2010). Origins of Agriculture in Western Central Asia: An Environmental-Archaeological Study. Philadelphia: Univ. Pennsylvania Press.
86. 1 2  Hiebert, FT; Dyson, RH (2002). 《Prehistoric Nishapur and frontier between Central Asia and Iran》. 《Iranica Antiqua》. XXXVII. 113–149쪽. doi:10.2143/ia.37.0.120.
87. ↑  Kuzmina EE, Mair V.H. (2008). The Prehistory of the Silk Road. Philadelphia: Univ. Pennsylvania Press
88. ↑  Alizadeh A (2003). "Excavations at the prehistoric mound of Chogha Bonut, Khuzestan, Iran. Technical report", University of Chicago, Illinois.
89. ↑  Dolukhanov P. (1994). Environment and Ethnicity in the Ancient Middle East. Aldershot: Ashgate.
90. ↑  Quintana-Murci L, Krausz C, Zerjal T, Sayar SH,  외. (2001). 《Y-chromosome lineages trace diffusion of people and languages in Southwestern Asia》. 《Am J Hum Genet》 68. 537–542쪽. doi:10.1086/318200. PMC 1235289. PMID 11133362.
91. ↑  Quintana-Murci L, Chaix R, Wells RS, Behar DM,  외. (2004). 《Where West meets East: The complex mtDNA landscape of the Southwest and Central Asian corridor》. 《Am J Hum Genet》 74. 827–845쪽. doi:10.1086/383236. PMC 1181978. PMID 15077202.
92. 1 2 3  Coningham & Young 2015, 114쪽.
93. ↑  Mascarenhas 외. 2015, 9쪽.
94. 1 2 3  Gallego Romero 2011, 9쪽.
95. ↑  Gallego Romero 2011, 12쪽.
96. ↑  Possehl, G.L. (2000). 《The Early Harappan Phase》. 《Bulletin of the Deccan College Research Institute》. 60/61. 227–241쪽. ISSN 0045-9801. JSTOR 42936617.
97. ↑  Peter T. Daniels. 《The World's Writing Systems》. Oxford University. 372쪽.
98. ↑  Parpola, Asko (1994). 《Deciphering the Indus Script》. Cambridge University Press. ISBN 978-0-521-43079-1.
99. ↑  Durrani, F.A. (1984). 〈Some Early Harappan sites in Gomal and Bannu Valleys〉.   Lal, B.B.; Gupta, S.P. 《Frontiers of Indus Civilisation》. Delhi: Books & Books. 505–510쪽.
100. ↑  Thapar, B.K. (1975). 《Kalibangan: A Harappan metropolis beyond the Indus Valley》. 《Expedition》 17. 19–32쪽.
101. ↑  Valentine, Benjamin (2015). 《Evidence for Patterns of Selective Urban Migration in the Greater Indus Valley (2600–1900 BC): A Lead and Strontium Isotope Mortuary Analysis》. 《PLOS ONE》 10. e0123103쪽. Bibcode:2015PLoSO..1023103V. doi:10.1371/journal.pone.0123103. PMC 4414352. PMID 25923705.
102. ↑  “Indus Valley people migrated from villages to cities: New study”. 《Times of India》. 2019년 7월 25일에 원본 문서에서 보존된 문서. 2015년 4월 30일에 확인함.
103. 1 2 3 4  Kenoyer 2006.
104. ↑  Shuichi Takezawa (August 2002). 《Stepwells – Cosmology of Subterranean Architecture as seen in Adalaj》 (PDF). 《Journal of Architecture and Building Science》 117. 24쪽. 2003년 12월 6일에 원본 문서 (PDF)에서 보존된 문서. 2009년 11월 18일에 확인함.
105. 1 2  Brooke 2014, 296쪽
106. ↑  Shaffer, Jim G.; Lichtenstein, Diane A. (1989). 〈Ethnicity and Change in the Indus Valley Cultural Tradition〉. 《Old Problems and New Perspectives in the Archaeology of South Asia》. Wisconsin Archaeological Reports 2. 117–126쪽.
107. 1 2  Bisht, R.S. (1982). 〈Excavations at Banawali: 1974–77〉.   Possehl Gregory L. 《Harappan Civilization: A Contemporary Perspective》. New Delhi: Oxford and IBH Publishing Co. 113–124쪽.
108. ↑  Maisels, Charles Keith (2003). 《Early Civilizations of the Old World: The Formative Histories of Egypt, The Levant, Mesopotamia, India and China》 (영어). Routledge. 216쪽. ISBN 978-1-134-83730-4. 2022년 11월 1일에 원본 문서에서 보존된 문서. 2023년 2월 14일에 확인함.
109. ↑  “Indus re-enters India after two centuries, feeds Little Rann, Nal Sarovar”. 《India Today》. 2011년 11월 7일. 2018년 1월 9일에 원본 문서에서 보존된 문서. 2011년 11월 7일에 확인함.
110. ↑  Possehl 2002, 193ff쪽.
111. ↑  Lal 2002, 93–95쪽.
112. ↑  Morris 1994, 31쪽.
113. ↑  Kenoyer, Jonathan Mark (2008). 〈Indus Civilization〉 (PDF). 《Encyclopedia of Archaeology》 1. 719쪽. 2020년 4월 12일에 원본 문서 (PDF)에서 보존된 문서.
114. ↑  이주형・이석우(2016), 44~45쪽.
115. ↑  서종순, 「인도 종교의 기원 : 인더스 문명과 베다 문명」, 《원불교사상연구 학술대회 자료집》 제28회(2009), 223쪽.
116. ↑  Green, Adam S. (2020년 9월 16일). 《Killing the Priest-King: Addressing Egalitarianism in the Indus Civilization》. 《Journal of Archaeological Research》 29. 153–202쪽. doi:10.1007/s10814-020-09147-9. ISSN 1573-7756.
117. ↑  이주형・이석우(2016), 12~13쪽 참고.
118. ↑  Angelakis, Andreas N.; Rose, Joan B. (2014년 9월 14일). 《Evolution of Sanitation and Wastewater Technologies through the Centuries》 (영어). IWA Publishing. 26, 40쪽. ISBN 978-1-78040-484-4. 2022년 2월 27일에 확인함.
119. 1 2  Kenoyer 1997.
120. ↑   (PDF) https://web.archive.org/web/20230920150807/https://libres.uncg.edu/ir/uncg/f/G_Robbins_Schug_Ritual_2020.pdf. 2023년 9월 20일에 원본 문서 (PDF)에서 보존된 문서. 2024년 2월 2일에 확인함. |제목=이(가) 없거나 비었음 (도움말)
121. ↑  이주형・이석우(2016), 34쪽.
122. ↑  안인희・김숙진, 「인더스 문명의 화장과 고대 신앙의 상관관계 연구」, 《한국디자인문화학회지》 제21권 4호(2015), 384쪽.
123. ↑  《Art of the First Cities: The Third Millennium B.C. from the Mediterranean to the Indus》. Metropolitan Museum of Art. 2003. 401–402쪽. ISBN 9781588390431.
124. ↑  Sergent, Bernard (1997). 《Genèse de l'Inde》 (프랑스어). Paris: Payot. 113쪽. ISBN 978-2-228-89116-5.
125. ↑  McIntosh 2008, 248쪽.
126. ↑  Lal 2002, 89쪽.
127. ↑  Keay, John, India, a History. New York: Grove Press, 2000.
128. 1 2  Lal 2002, 82쪽.
129. ↑  Greenberg, Henry J. (2015년 9월 30일). 《The Anti-War Wargame: a Comprehensive Analysis of the Origins of the Game of Chess 1989-1990》. iUniverse. ISBN 9781491773536. 2021년 6월 21일에 확인함.
130. ↑  Singh (2015), 111-112 (112 quoted)
131. ↑  Flora 2000, 319쪽.
132. ↑  Flora 2000, 319–320쪽.
133. ↑  DeVale, Sue Carole; Lawergren, Bo (2001). 〈Harp: IV. Asia〉. 《그로브 음악 온라인》. Oxford: 옥스퍼드 대학교 출판부. doi:10.1093/gmo/9781561592630.article.45738. ISBN 978-1-56159-263-0. 2021년 10월 20일에 원본 문서에서 보존된 문서. 2021년 10월 20일에 확인함. 틀:Grove Music subscription
134. 1 2  Marshall 1931, 45쪽.
135. ↑  Possehl 2002, 111–112쪽.
136. ↑  Possehl 2002, 111쪽.
137. ↑  Possehl 2002, 127쪽.
138. ↑  이거룡(2009), 83~85쪽 참고.
139. 1 2 3  Marshall 1931, 48–78쪽.
140. ↑  Possehl 2002, 141–156쪽.
141. 1 2  Srinivasan 1975.
142. 1 2  Srinivasan 1997, 180–181쪽.
143. 1 2  Sullivan 1964.
144. 1 2  Hiltebeitel 2011, 399–432쪽.
145. 1 2 3  Possehl 2002, 141–144쪽.
146. ↑  Vilas Sangave (2001). 《Facets of Jainology: Selected Research Papers on Jain Society, Religion, and Culture》. Mumbai: Popular Prakashan. ISBN 978-81-7154-839-2.
147. ↑  Zimmer, Heinrich (1969).  Campbell, Joseph, 편집. 《Philosophies of India》. NY: Princeton University Press. 60, 208–209쪽. ISBN 978-0-691-01758-7.
148. ↑  Thomas McEvilley (2002) The Shape of Ancient Thought: Comparative Studies in Greek and Indian Philosophies. Allworth Communications, Inc. 816 pages; ISBN 1-58115-203-5
149. ↑  During-Caspers, GS Elisabeth; Reade, Julian E. (2008). 《The Indus-Mesopotamia relationship reconsidered》. Archaeopress. 12–14쪽. ISBN 978-1-4073-0312-3. 2022년 1월 14일에 원본 문서에서 보존된 문서. 2019년 4월 5일에 확인함.
150. ↑  Kenoyer, Jonathan M.; Heuston, Kimberley Burton (2005). 《The Ancient South Asian World》 (영어). Oxford University Press. 66쪽. ISBN 978-0-19-522243-2. 2022년 6월 23일에 원본 문서에서 보존된 문서. 2022년 6월 24일에 확인함. 성형된 테라코타 태블릿은 중앙 선실이 있는 평저 인더스 보트를 보여줍니다. 지붕에 묶인 나뭇가지들은 아마도 불운으로부터 보호하기 위해 사용되었을 것이며, 여행자들은 육지로 안내하는 데 도움을 줄 애완 새를 데리고 다녔습니다.
151. ↑  Mathew 2017, 32쪽.
152. ↑  McIntosh 2008, 158–159쪽.
153. ↑  Allchin & Allchin 1982, pp. 188–189, listing of figures p.x.
154. ↑  Robinson, Andrew (2015), 《The Indus: Lost Civilizations》, London: Reakton Books, 89–91쪽, ISBN 9781780235417, 갈대로 만든 강 배가 과연 항해에 적합했을지는 논란의 여지가 있다. ... 평저 인더스 강 배가 티그리스 호처럼 아라비아해로 나가기 전에 헤이엘달의 갈대 배의 초승달 모양 선체로 변이했을까? 동아프리카 해안까지 도달했을까? 아무도 모른다.
155. ↑  Singh, Upinder 2008, 157쪽.
156. ↑  Parpola 2005, 2–3쪽
157. ↑  Watson, Traci (2013년 4월 29일). “Surprising Discoveries From the Indus Civilization”. 《National Geographic》. 2013년 5월 2일에 원본 문서에서 보존된 문서.
158. ↑  Narasimhan, Vagheesh M.; Patterson, Nick; Moorjani, Priya; Rohland, Nadin; Bernardos, Rebecca; Mallick, Swapan; Lazaridis, Iosif; Nakatsuka, Nathan; Olalde, Iñigo; Lipson, Mark; Kim, Alexander M. (2019년 9월 6일). 《The Formation of Human Populations in South and Central Asia》. 《Science》 365. eaat7487쪽. doi:10.1126/science.aat7487. ISSN 0036-8075. PMC 6822619. PMID 31488661.
159. ↑  Neyland, R.S. (1992). 〈The seagoing vessels on Dilmun seals〉.   Keith, D.H.; Carrell T.L. 《Underwater archaeology proceedings of the Society for Historical Archaeology Conference at Kingston, Jamaica 1992》. Tucson, AZ: Society for Historical Archaeology. 68–74쪽.
160. 1 2  Maurizio Tosi, "Black Boats of Magan. Some Thoughts on Bronze Age Water Transport in Oman and beyond from the Impressed Bitumen Slabs of Ra's al-Junayz", in A. Parpola (ed), South Asian Archaeology 1993, Helsinki, 1995, pp. 745–761 (in collaboration with Serge Cleuziou)
161. ↑  Potts, Daniel T. (2009). 〈Maritime Trade i. Pre-Islamic Period〉. 《Encyclopædia Iranica》. 2018년 9월 27일에 원본 문서에서 보존된 문서. 2023년 2월 14일에 확인함.
162. ↑  Maurizio Tosi: Die Indus-Zivilisation jenseits des indischen Subkontinents, in: Vergessene Städte am Indus, Mainz am Rhein 1987, ISBN 3-8053-0957-0, S. 132–133
163. ↑  “Ras Al Jinz” (PDF). Ras Al Jinz Visitor Center. 2016년 9월 10일에 원본 문서 (PDF)에서 보존된 문서.
164. ↑  Frenez, Dennys (2023). 〈Indus Valley: Early Commercial Connections with Central and Western Asia〉. 《Asian History》. doi:10.1093/acrefore/9780190277727.013.595. ISBN 978-0-19-027772-7. 2023년 12월 15일에 확인함.
165. ↑  Shaffer 1999, 245쪽.
166. ↑  Jarrige, J.-F. (1986). 《Excavations at Mehrgarh-Nausharo》. 《Pakistan Archaeology》 10. 63–131쪽.
167. ↑  Shaffer and Liechtenstein 1995, 1999.
168. ↑  Gallego Romero 2011.
169. ↑  Bates, J. (1986). 《Approaching rice domestication in South Asia: New evidence from Indus settlements in northern India》. 《Journal of Archaeological Science》 78. 193–201쪽. Bibcode:2017JArSc..78..193B. doi:10.1016/j.jas.2016.04.018. PMC 7773629. PMID 33414573.
170. ↑  Bates, Jennifer (2016년 11월 21일). “Rice farming in India much older than thought, used as 'summer crop' by Indus civilisation”. Research. 2019년 3월 30일에 원본 문서에서 보존된 문서. 2016년 11월 21일에 확인함.
171. ↑  이광수(1994) 참고.
172. ↑  “Indus Valley civilization diet had dominance of meat, finds study”. 《India Today》. 2020년 12월 11일. 2022년 7월 22일에 원본 문서에서 보존된 문서. 2022년 7월 22일에 확인함.
173. ↑  “Indus Valley civilisation had meat-heavy diets, preference for beef, reveals study”. 《Scroll》. 2020년 12월 10일. 2022년 7월 22일에 원본 문서에서 보존된 문서. 2022년 7월 22일에 확인함.
174. 1 2 3 4  Suryanarayan, Akshyeta; Cubas, Miriam; Craig, Oliver E.; Heron, Carl P.;  외. (January 2021). 《Lipid residues in pottery from the Indus Civilisation in northwest India》. 《Journal of Archaeological Science》 125. 105291. Bibcode:2021JArSc.125j5291S. doi:10.1016/j.jas.2020.105291. ISSN 0305-4403. PMC 7829615. PMID 33519031.
175. 1 2 3  Agnihotri, Rajesh (2021년 6월 1일). 《Microscopic, biochemical and stable isotopic investigation of seven multi-nutritional food-balls from Indus archaeological site, Rajasthan (India)》. 《Journal of Archaeological Science: Reports》 (영어) 37. 102917쪽. Bibcode:2021JArSR..37j2917A. doi:10.1016/j.jasrep.2021.102917. ISSN 2352-409X. S2CID 233578846. 2021년 6월 24일에 원본 문서에서 보존된 문서. 2021년 6월 21일에 확인함.
176. 1 2 3  Tewari, Mohita (2021년 3월 25일). “Harappan people ate multigrain, high-protein 'laddoos': Study – Times of India”. 《The Times of India》. 2022년 2월 19일에 원본 문서에서 보존된 문서. 2021년 6월 21일에 확인함.
177. ↑  “India - Agriculture and animal husbandry | Britannica”. 2023년 3월 6일. 2023년 3월 6일에 원본 문서에서 보존된 문서. 2023년 6월 2일에 확인함.
178. ↑  Witzel, Michael (December 2009). 《The linguistic history of some Indian domestic plants》 (PDF). 《Journal of Biosciences》 (Submitted manuscript) 34. 829–833쪽. doi:10.1007/s12038-009-0096-1. PMID 20093735. S2CID 6245657.
179. ↑  “Deciphering the Indus Script | Harappa”. 《www.harappa.com》. 2018년 11월 6일에 원본 문서에서 보존된 문서. 2022년 10월 8일에 확인함.
180. ↑  “Sanskrit has also contributed to Indus Civilization”. 《Deccan Herald》. 2012년 8월 12일. 2010년 12월 30일에 원본 문서에서 보존된 문서. 2012년 8월 14일에 확인함.
181. ↑  Mahadevan, Iravatham (1977). 《The Indus Script: Text, Concordance And Tables》. New Delhi: Archaeological Survey of India. 9쪽.
182. ↑  Shinde, Vasant; Willis, Rick J. (2014). 《A New Type of Inscribed Copper Plate from Indus Valley (Harappan) Civilisation》 (PDF). 《Ancient Asia》 5. doi:10.5334/aa.12317. 2024년 1월 27일에 원본 문서 (PDF)에서 보존된 문서. 2024년 1월 27일에 확인함.
183. ↑  Farmer, Steve; Sproat, Richard; Witzel, Michael (2004). 《The Collapse of the Indus-Script Thesis: The Myth of a Literate Harappan Civilization》 (PDF). 《Electronic Journal of Vedic Studies》. 19–57쪽. ISSN 1084-7561. 2005년 2월 7일에 원본 문서 (PDF)에서 보존된 문서.
184. ↑  These and other issues are addressed in Parpola (2005)
185. ↑  Rao, Rajesh P.N.; Yadav, Nisha; Vahia, Mayank N.; Joglekar, Hrishikesh;  외. (May 2009). 《Entropic Evidence for Linguistic Structure in the Indus Script》. 《Science》 324. 1165쪽. Bibcode:2009Sci...324.1165R. doi:10.1126/science.1170391. PMID 19389998. S2CID 15565405.
186. ↑  “Indus Script Encodes Language, Reveals New Study of Ancient Symbols”. Newswise. 2009년 8월 11일에 원본 문서에서 보존된 문서. 2009년 6월 5일에 확인함.
187. ↑  인더스 기호의 비언어적 본질에 대한 주장된 반박에 대한 반박: 라오 외의 통계 논문(사이언스, 2009)의 발명된 데이터 세트 보관됨 17 7월 2019 - 웨이백 머신 2009년 9월 19일에 검색됨.
188. 1 2  '조건부 엔트로피'는 언어 시스템과 비언어 시스템을 구별할 수 없다 보관됨 17 7월 2019 - 웨이백 머신 2009년 9월 19일에 검색됨.
189. ↑  Wright 2009, 281–282쪽.
190. ↑  Possehl 2002, 141–156쪽.
191. ↑  이광수(2012), 58쪽.
192. ↑  Vilas Sangave (2001). 《Facets of Jainology: Selected Research Papers on Jain Society, Religion, and Culture》. Mumbai: Popular Prakashan. ISBN 978-81-7154-839-2.
193. ↑  Zimmer, Heinrich (1969).  Campbell, Joseph, 편집. 《Philosophies of India》. NY: Princeton University Press. 60, 208–209쪽. ISBN 978-0-691-01758-7.
194. ↑  Thomas McEvilley (2002) The Shape of Ancient Thought: Comparative Studies in Greek and Indian Philosophies. Allworth Communications, Inc. 816 pages; ISBN 1-58115-203-5
195. ↑  Possehl 2002, 18쪽.
196. ↑  Thapar 2004, 85쪽.
197. ↑  Possehl 2002, 141–145쪽.
198. ↑  McIntosh 2008, 275–277, 292쪽.
199. ↑  Possehl 2002, 152, 157–176쪽.
200. ↑  McIntosh 2008, 293–299쪽.
201. ↑  “akg-images -”. 《www.akg-images.co.uk》. 2022년 1월 14일에 원본 문서에서 보존된 문서. 2022년 1월 14일에 확인함.
202. ↑  Robbins-Schug, G.; Gray, K.M.; Mushrif, V.; Sankhyan, A.R. (November 2012). 《A Peaceful Realm? Trauma and Social Differentiation at Harappa》 (PDF). 《International Journal of Paleopathology》 2. 136–147쪽. Bibcode:2012IJPal...2..136R. doi:10.1016/j.ijpp.2012.09.012. PMID 29539378. S2CID 3933522. 2021년 4월 14일에 원본 문서 (PDF)에서 보존된 문서.
203. ↑  Robbins-Schug, Gwen; Blevins, K. Elaine; Cox, Brett; Gray, Kelsey; Mushrif-Tripathy, V. (December 2013). 《Infection, Disease, and Biosocial Process at the End of the Indus Civilization》. 《PLOS ONE》 8. e84814. Bibcode:2013PLoSO...884814R. doi:10.1371/journal.pone.0084814. PMC 3866234. PMID 24358372.
204. ↑  Singh, Upinder 2008, 181쪽.
205. ↑  “Late Harappan Localization Era Map | Harappa”. 《www.harappa.com》. 2018년 9월 15일에 원본 문서에서 보존된 문서. 2017년 11월 11일에 확인함.
206. ↑  McIntosh 2008, Map 4.
207. ↑  Singh, Upinder 2008, 211쪽.
208. ↑  Singh, Upinder 2008, 181, 223쪽.
209. 1 2  Singh, Upinder 2008, 180–181쪽.
210. 1 2  Singh, Upinder 2008, 211쪽.
211. ↑  McIntosh 2008, 91, 98쪽.
212. ↑  Allchin 1995, 36쪽.
213. ↑  Allchin 1995, 37–38쪽.
214. ↑  Edwin Bryant (2001). 《The Quest for the Origins of Vedic Culture》. Oxford University Press, USA. 159–160쪽. ISBN 978-0-19-513777-4.
215. ↑  Mallory & Adams 1997, 102쪽.
216. ↑  Allchin & Allchin 1982, 246쪽.
217. ↑  Mallory & Adams 1997, 102–103쪽.
218. ↑  David Knipe (1991), Hinduism. San Francisco: Harper
219. ↑  “Decline of Bronze Age 'megacities' linked to climate change”. 《phys.org》. February 2014. 2018년 6월 22일에 원본 문서에서 보존된 문서. 2015년 10월 31일에 확인함.
220. ↑  Marris, Emma (2014년 3월 3일). 《Two-hundred-year drought doomed Indus Valley Civilization》. 《Nature》 (영어). doi:10.1038/nature.2014.14800. ISSN 1476-4687. S2CID 131063035. 2023년 1월 24일에 원본 문서에서 보존된 문서. 2023년 2월 14일에 확인함.
221. 1 2 3  Lawler, A. (2008년 6월 6일). 《Indus Collapse: The End or the Beginning of an Asian Culture?》. 《Science Magazine》 320. 1282–1283쪽. doi:10.1126/science.320.5881.1281. PMID 18535222. S2CID 206580637.
222. ↑  “Collapse of civilizations worldwide defines youngest unit of the Geologic Time Scale”. News and Meetings. International Commission on Stratigraphy. 2018년 7월 15일에 원본 문서에서 보존된 문서. 2018년 7월 15일에 확인함.
223. 1 2  Clift 외. 2012.
224. 1 2  Tripathi, Jayant K.; Bock, Barbara; Rajamani, V.; Eisenhauer, A. (2004년 10월 25일). 《Is River Ghaggar, Saraswati? Geochemical Constraints》 (PDF). 《Current Science》 87. 2004년 12월 25일에 원본 문서 (PDF)에서 보존된 문서.
225. ↑  Rachel Nuwer (2012년 5월 28일). “An Ancient Civilization, Upended by Climate Change”. 《New York Times》. LiveScience. 2019년 10월 7일에 원본 문서에서 보존된 문서. 2012년 5월 29일에 확인함.
226. ↑  Charles Choi (2012년 5월 29일). “Huge Ancient Civilization's Collapse Explained”. 《New York Times》. 2020년 5월 1일에 원본 문서에서 보존된 문서. 2016년 5월 18일에 확인함.
227. ↑  Madella & Fuller 2006.
228. ↑  MacDonald 2011.
229. ↑  Thomas H. Maugh II (2012년 5월 28일). “Migration of monsoons created, then killed Harappan civilization”. 《New York Times》. LiveScience. 2019년 10월 7일에 원본 문서에서 보존된 문서. 2012년 5월 29일에 확인함.
230. ↑  Dixit, Yama; Hodell, David A.; Giesche, Alena; Tandon, Sampat K.;  외. (2018년 3월 9일). 《Intensified summer monsoon and the urbanization of Indus Civilization in northwest India》. 《Scientific Reports》 8. 4225쪽. Bibcode:2018NatSR...8.4225D. doi:10.1038/s41598-018-22504-5. ISSN 2045-2322. PMC 5844871. PMID 29523797.
231. ↑  Warrier, Shrikala. 《Kamandalu: The Seven Sacred Rivers of Hinduism》. Mayur University. 125쪽.
232. ↑  Heitzman, James (2008). 《The City in South Asia》. Routledge. 12–13쪽. ISBN 978-1-134-28963-9.
233. 1 2  Shaffer, Jim (1993). 〈Reurbanization: The eastern Punjab and beyond〉.   Spodek, Howard; Srinivasan, Doris M. 《Urban Form and Meaning in South Asia: The Shaping of Cities from Prehistoric to Precolonial Times》.
234. ↑  Possehl, Gregory L.; Raval, M.H. (1989). 《Harappan Civilisation and Rojdi》. Oxford & IBH Publishing Company. 19쪽. ISBN 8120404041.
235. ↑  White, David Gordon (2003). 《Kiss of the Yogini》. Chicago: University of Chicago Press. 28쪽. ISBN 978-0-226-89483-6.
236. ↑  Sarkar 외. 2016.
237. ↑  이주형・이석우(2016), 28~29쪽.
238. 1 2 3  Shinde, Vasant; Narasimhan, Vagheesh M.; Rohland, Nadin; Mallick, Swapan; Mah, Matthew; Lipson, Mark; Nakatsuka, Nathan; Adamski, Nicole; Broomandkhoshbacht, Nasreen; Ferry, Matthew; Lawson, Ann Marie; Michel, Megan; Oppenheimer, Jonas; Stewardson, Kristin; Jadhav, Nilesh (October 2019). 《An Ancient Harappan Genome Lacks Ancestry from Steppe Pastoralists or Iranian Farmers》. 《Cell》 (영어) 179. 729–735.e10쪽. doi:10.1016/j.cell.2019.08.048. PMC 6800651. PMID 31495572.
239. 1 2  Narasimhan, Vagheesh M.; Patterson, Nick; Moorjani, Priya; Rohland, Nadin; Bernardos, Rebecca; Mallick, Swapan; Lazaridis, Iosif; Nakatsuka, Nathan; Olalde, Iñigo; Lipson, Mark; Kim, Alexander M.; Olivieri, Luca M.; Coppa, Alfredo; Vidale, Massimo; Mallory, James (2019년 9월 6일). 《The formation of human populations in South and Central Asia》. 《Science》 (영어) 365. doi:10.1126/science.aat7487. ISSN 0036-8075. PMC 6822619. PMID 31488661.
240. ↑  Yelmen B, Mondal M, Marnetto D, Pathak AK, Montinaro F, Gallego Romero I,  외. (August 2019). 《Ancestry-Specific Analyses Reveal Differential Demographic Histories and Opposite Selective Pressures in Modern South Asian Populations》. 《Molecular Biology and Evolution》 36. 1628–1642쪽. doi:10.1093/molbev/msz037. PMC 6657728. PMID 30952160. 인도 유전적 변이의 두 가지 주요 구성 요소(즉, 토착 남아시아 및 서유라시아)는 비아프리카 집단 간의 가장 깊은 분기 중 하나를 형성하며, 이는 남아시아 집단이 동아시아 및 안다만족 집단과 분리된 직후, 서유라시아 집단과 분리된 직후에 일어났다(Mondal et al. 2016; Narasimhan et al. 2018).
241. ↑  Maier, Robert; Flegontov, Pavel; Flegontova, Olga; Işıldak, Ulaş; Changmai, Piya; Reich, David (2023년 4월 14일).  Nordborg, Magnus; Przeworski, Molly; Balding, David; Wiuf, Carsten, 편집. 《On the limits of fitting complex models of population history to f-statistics》. 《eLife》 12. e85492쪽. doi:10.7554/eLife.85492. ISSN 2050-084X. PMC 10310323 |pmc= 값 확인 필요 (도움말). PMID 37057893.
242. ↑  Bennett, E. Andrew; Liu, Yichen; Fu, Qiaomei (2024년 12월 3일). 《Reconstructing the Human Population History of East Asia through Ancient Genomics》. 《Elements in Ancient East Asia》 (영어). doi:10.1017/9781009246675. ISBN 978-1-009-24667-5.
243. ↑  류경희, 「힌두교의 역사」, 한국종교문화연구소 엮음, 『세계 종교사 입문』(청년사, 2003), 33쪽.
244. ↑  이거룡(2009) 참고.
245. ↑  이재숙, 「『나띠야 샤스뜨라』와 라사」, 《코기토》 66호(2009), 37~38쪽.

## 참고 문헌
- Allchin, Bridget; Allchin, Raymond (1982). 《The Rise of Civilization in India and Pakistan》. Cambridge University Press. ISBN 9780521285506. 2024년 2월 25일에 원본 문서에서 보존된 문서. 2017년 11월 17일에 확인함.
- Allchin, F. Raymond, 편집. (1995). 《The Archaeology of Early Historic South Asia: The Emergence of Cities and States》. New York: Cambridge University Press. ISBN 9780521376952.
- Brooke, John L. (2014). 《Climate Change and the Course of Global History: A Rough Journey》. Cambridge University Press. ISBN 978-0-521-87164-8.
- Cavalli-Sforza, Luigi Luca; Menozzi, Paolo; Piazza, Alberto (1994). 《The History and Geography of Human Genes》. Princeton University Press.
- Clift PD, Carter A, Giosan L, Durcan J,  외. (March 2012). 《U-Pb zircon dating evidence for a Pleistocene Sarasvati River and capture of the Yamuna River》. 《Geology》 40. 211–214쪽. Bibcode:2012Geo....40..211C. doi:10.1130/G32840.1. ISSN 0091-7613.
- Cunningham, Alexander (1875). 《Archaeological Survey of India, Report for the Year 1872–1873, Vol. 5》. Calcutta: The Superintendent Of Government. 인도 고고학 조사국
- Coningham, Robin; Young, Ruth (2015). 《The Archaeology of South Asia: From the Indus to Asoka, c. 6500 BCE – 200 CE》. Cambridge University Press. ISBN 978-1-316-41898-7.
- Costantini, L. (2008). 《The first farmers in Western Pakistan: The evidence of the Neolithic agropastoral settlement of Mehrgarh》. 《Pragdhara》 18. 167–178쪽.
- Derenko, Miroslava (2013). 《Complete Mitochondrial DNA Diversity in Iranians》. 《PLOS ONE》 8. 80673쪽. Bibcode:2013PLoSO...880673D. doi:10.1371/journal.pone.0080673. PMC 3828245. PMID 24244704.
- Dyson, Tim (2018). 《A Population History of India: From the First Modern People to the Present Day》. 옥스퍼드 대학교 출판부. ISBN 978-0-19-882905-8. 2024년 3월 29일에 원본 문서에서 보존된 문서. 2019년 2월 1일에 확인함.
- Fisher, Michael H. (2018). 《An Environmental History of India: From Earliest Times to the Twenty-First Century》. Cambridge University Press. ISBN 978-1-107-11162-2. 2024년 3월 28일에 원본 문서에서 보존된 문서. 2019년 2월 1일에 확인함.
- Flora, Reis (2000). 〈Classification of Musical Instruments〉.   Arnold, Alison. 《The Garland Encyclopedia of World Music: South Asia: The Indian Subcontinent》. New York: Garland Publishing Inc. 319–330쪽. ISBN 978-0-8240-4946-1.
- Fuller, D.Q. (2006). 《Agricultural origins and frontiers in South Asia: a working synthesis》. 《Journal of World Prehistory》 20. 1–86쪽. doi:10.1007/s10963-006-9006-8. S2CID 189952275.
- Gallego Romero, Irene;  외. (2011). 《Herders of Indian and European Cattle Share their Predominant Allele for Lactase Persistence》. 《Mol. Biol. Evol.》 29. 249–260쪽. doi:10.1093/molbev/msr190. PMID 21836184.
- Gangal, Kavita; Sarson, Graeme R.; Shukurov, Anvar (2014). 《The Near-Eastern roots of the Neolithic in South Asia》. 《PLOS ONE》 9. e95714. Bibcode:2014PLoSO...995714G. doi:10.1371/journal.pone.0095714. PMC 4012948. PMID 24806472.
- Giosan L, Clift PD, Macklin MG, Fuller DQ,  외. (2012). 《Fluvial landscapes of the Harappan civilization》. 《Proceedings of the National Academy of Sciences》 109. E1688–E1694쪽. Bibcode:2012PNAS..109E1688G. doi:10.1073/pnas.1112743109. ISSN 0027-8424. PMC 3387054. PMID 22645375.
- Habib, Irfan (2015). 《The Indus Civilization》. 툴리카 북스. ISBN 978-93-82381-53-2.
- Habib, Irfan (2002). 《The Making of History: Essays Presented to Irfan Habib》. Anthem Press.
- Heggarty, Paul; Renfrew, Collin (2014). 〈South and Island Southeast Asia; Languages〉.   Renfrew, Collin; Bahn, Paul. 《The Cambridge World Prehistory》. Cambridge University Press.
- Hiltebeitel, Alf (2011). 〈The Indus Valley "Proto-Śiva", Re-examined through Reflections on the Goddess, the Buffalo, and the Symbolism of vāhanas〉.   Adluri, Vishwa; Bagchee, Joydeep. 《When the Goddess was a Woman: Mahabharata Ethnographies – Essays by Alf Hiltebeitel》. Brill. ISBN 978-90-04-19380-2. 2023년 1월 20일에 원본 문서에서 보존된 문서. 2015년 11월 15일에 확인함.
- Jarrige, Jean-Francois (2008a). 〈Mehrgarh Neolithic〉 (PDF). 《Pragdhara》. International Seminar on the First Farmers in Global Perspective – Lucknow, India – 18–20 January 2006. 136–154쪽. 2016년 3월 3일에 원본 문서 (PDF)에서 보존된 문서.
- Jarrige, C. (2008b). 《The figurines of the first farmers at Mehrgarh and their offshoots》. 《Pragdhara》 18. 155–166쪽.
- Kenoyer, Jonathan Mark (1991). 《The Indus Valley tradition of Pakistan and Western India》. 《Journal of World Prehistory》 5. 1–64쪽. doi:10.1007/BF00978474. S2CID 41175522.
- Kenoyer, Jonathan Mark (1997). 《Trade and Technology of the Indus Valley: New Insights from Harappa, Pakistan》. 《World Archaeology》 29. 262–280쪽. doi:10.1080/00438243.1997.9980377.
- Kenoyer, Jonathan Mark (1998). 《Ancient cities of the Indus Valley Civilisation》. Oxford University Press. ISBN 978-0-19-577940-0.
- Kenoyer, Jonathan Mark. "Cultures and Societies of the Indus Tradition. In Historical Roots". In Thapar (2006), pp. 21–49.
- Kivisild T, Bamshad MJ, Kaldma K, Metspalu M,  외. (1999). 《Deep common ancestry of Indian and western-Eurasian mitochondrial DNA lineages》. 《Curr. Biol.》 9. 1331–1334쪽. Bibcode:1999CBio....9.1331K. doi:10.1016/s0960-9822(00)80057-3. PMID 10574762. S2CID 2821966.
- Kumar, Dhavendra (2004). 《Genetic Disorders of the Indian Subcontinent》. Springer. ISBN 978-1-4020-1215-0. 2023년 4월 9일에 원본 문서에서 보존된 문서. 2008년 11월 25일에 확인함.
- Lal, B.B. (2002). 《The Sarasvati flows on》.
- MacDonald, Glen (2011). 《Potential influence of the Pacific Ocean on the Indian summer monsoon and Harappan decline》. 《Quaternary International》 229. 140–148쪽. Bibcode:2011QuInt.229..140M. doi:10.1016/j.quaint.2009.11.012. ISSN 1040-6182.
- Madella, Marco; Fuller, Dorian Q. (2006). 《Palaeoecology and the Harappan Civilisation of South Asia: a reconsideration》. 《Quaternary Science Reviews》 25. 1283–1301쪽. Bibcode:2006QSRv...25.1283M. doi:10.1016/j.quascirev.2005.10.012. ISSN 0277-3791.
- Mallory, J.P.; Adams, Douglas Q., 편집. (1997). 《Encyclopedia of Indo-European Culture》. Taylor & Francis. ISBN 9781884964985. 2023년 2월 19일에 원본 문서에서 보존된 문서. 2017년 11월 17일에 확인함.
- Manuel, Mark (2010). 〈Chronology and Culture-History in the Indus Valley〉.   Gunawardhana, P.; Adikari, G.; Coningham, R.A.E. 《Sirinimal Lakdusinghe Felicitation Volume》. Battaramulla: Neptune Publication. 145–152쪽. ISBN 9789550028054. 2022년 6월 5일에 원본 문서에서 보존된 문서. 2017년 12월 16일에 확인함.
- Marshall, John, 편집. (1931). 《Mohenjo-Daro and the Indus Civilization: Being an Official Account of Archaeological Excavations at Mohenjo-Daro Carried Out by the Government of India Between the Years 1922 and 1927》. London: Arthur Probsthain.
- Marshall, John, 편집. (1996) [1931]. 《Mohenjo-Daro and the Indus Civilization: Being an Official Account of Archaeological Excavations at Mohenjo-Daro Carried Out by the Government of India Between the Years 1922 and 1927》. Asian Educational Services. ISBN 978-81-206-1179-5. 2023년 12월 23일에 원본 문서에서 보존된 문서. 2019년 4월 24일에 확인함.
- Mascarenhas, Desmond D.; Raina, Anupuma; Aston, Christopher E.; Sanghera, Dharambir K. (2015). 《Genetic and Cultural Reconstruction of the Migration of an Ancient Lineage》. 《BioMed Research International》 2015. 1–16쪽. doi:10.1155/2015/651415. PMC 4605215. PMID 26491681.
- Masson, Charles (1842). 《Narrative of Various Journeys in Balochistan, Afghanistan and the Panjab: Including a Residence in Those Countries from 1826 to 1838, Volume 1》. London: Richard Bentley.
- Mathew, K.S. (2017). 《Shipbuilding, Navigation and the Portuguese in Pre-modern India》. Routledge. ISBN 978-1-351-58833-1.
- McIntosh, Jane (2008). 《The Ancient Indus Valley: New Perspectives》. ABC-Clio. ISBN 978-1-57607-907-2.
- Michon, Daniel (2015). 《Archaeology and Religion in Early Northwest India: History, Theory, Practice》. Taylor & Francis. ISBN 978-1-317-32457-7.
- Morris, A.E.J. (1994). 《History of Urban Form: Before the Industrial Revolutions》 3판. New York: Routledge. ISBN 978-0-582-30154-2. 2023년 12월 15일에 원본 문서에서 보존된 문서. 2015년 5월 20일에 확인함.
- Mukherjee, Namita; Nebel, Almut; Oppenheim, Ariella; Majumder, Partha P. (2001). 《High-resolution analysis of Y-chromosomal polymorphisms reveals signatures of population movements from central Asia and West Asia into India》. 《Journal of Genetics》 80. 125–135쪽. doi:10.1007/BF02717908. PMID 11988631. S2CID 13267463.
- Palanichamy, Malliya Gounder (2015). 《West Eurasian mtDNA lineages in India: an insight into the spread of the Dravidian language and the origins of the caste system》. 《Human Genetics》 134. 637–647쪽. doi:10.1007/s00439-015-1547-4. PMID 25832481. S2CID 14202246.
- Parpola, Asko (2005년 5월 19일). “Study of the Indus Script” (PDF). 2006년 3월 6일에 원본 문서 (PDF)에서 보존된 문서. (50th ICES Tokyo Session)
- Parpola, Asko (2015). 《The Roots of Hinduism. The Early Aryans and the Indus Civilisation》. Oxford University Press.
- Ponton, Camilo; Giosan, Liviu; Eglinton, Tim I.; Fuller, Dorian Q.;  외. (2012). 《Holocene aridification of India》 (PDF). 《Geophysical Research Letters》 39. L03704. Bibcode:2012GeoRL..39.3704P. doi:10.1029/2011GL050722. hdl:1912/5100. ISSN 0094-8276. 2020년 3월 12일에 원본 문서 (PDF)에서 보존된 문서.
- Possehl, Gregory L. (2002). 《The Indus Civilization: A Contemporary Perspective》. Rowman Altamira. ISBN 978-0-7591-1642-9. 2023년 1월 20일에 원본 문서에서 보존된 문서. 2015년 11월 15일에 확인함.
- Possehl, Gregory L. (2002a). 〈Harappans and hunters: economic interaction and specialization in prehistoric India〉.   Morrison, Kathleen D.; Junker, Laura L. 《Forager-Traders in South and Southeast Asia: Long-Term Histories》. Cambridge University Press. 62–76쪽. ISBN 978-0-521-01636-0.
- Rashid, Harunur; England, Emily; Thompson, Lonnie; Polyak, Leonid (2011). 《Late Glacial to Holocene Indian Summer Monsoon Variability Based upon Sediment Records Taken from the Bay of Bengal》 (PDF). 《Terrestrial, Atmospheric and Oceanic Sciences》 22. 215–228쪽. Bibcode:2011TAOS...22..215R. doi:10.3319/TAO.2010.09.17.02(TibXS). ISSN 1017-0839. 2016년 3월 10일에 원본 문서 (PDF)에서 보존된 문서.
- Ratnagar, Shereen (April 2004). 《Archaeology at the Heart of a Political Confrontation The Case of Ayodhya》 (PDF). 《Current Anthropology》 45. 239–259쪽. doi:10.1086/381044. JSTOR 10.1086/381044. S2CID 149773944. 2018년 4월 21일에 원본 문서 (PDF)에서 보존된 문서.
- Ratnagar, Shereen (2006a). 《Trading Encounters: From the Euphrates to the Indus in the Bronze Age》 2판. India: Oxford University Press. ISBN 978-0-19-566603-8.
- Ratnagar, Shereen (2006b). 《Understanding Harappa: Civilization in the Greater Indus Valley》. New Delhi: Tulika Books. ISBN 978-81-89487-02-7.
- Sarkar, Anindya; Mukherjee, Arati Deshpande; Bera, M. K.; Das, B.;  외. (May 2016). 《Oxygen isotope in archaeological bioapatites from India: Implications to climate change and decline of Bronze Age Harappan civilization》. 《Scientific Reports》 6. 26555. Bibcode:2016NatSR...626555S. doi:10.1038/srep26555. PMC 4879637. PMID 27222033.
- Shaffer, Jim G. (1992). 〈The Indus Valley, Baluchistan and Helmand Traditions: Neolithic Through Bronze Age〉.   R.W. Ehrich. 《Chronologies in Old World Archaeology》 Seco판. Chicago: University of Chicago Press.
- Shaffer, Jim G. (1999). 〈Migration, Philology and South Asian Archaeology〉.   Bronkhorst; Deshpande. 《Aryan and Non-Aryan in South Asia.》. Cambridge: Harvard University, Dept. of Sanskrit and Indian Studies. ISBN 978-1-888789-04-1.
- Singh, Kavita, "The Museum Is National", Chapter 4 in: Mathur, Saloni and Singh, Kavita (eds), No Touching, No Spitting, No Praying: The Museum in South Asia, 2015, Routledge, PDF on academia.edu 보관됨 14 4월 2021 - 웨이백 머신 (nb this is different to the article by the same author with the same title in India International Centre Quarterly, vol. 29, no. 3/4, 2002, pp. 176–196, JSTOR 보관됨 12 4월 2021 - 웨이백 머신, which does not mention the IVC objects)
- Singh, Sakshi;  외. (2016). 《Dissecting the influence of Neolithic demic diffusion on Indian Y-chromosome pool through J2-M172 haplogroup》. 《Scientific Reports》 6. 19157. Bibcode:2016NatSR...619157S. doi:10.1038/srep19157. PMC 4709632. PMID 26754573.
- Singh, Upinder (2008). 《A History of Ancient and Early Medieval India: From the Stone Age to the 12th Century》. Pearson Education India. ISBN 978-81-317-1120-0. 2024년 3월 28일에 원본 문서에서 보존된 문서. 2015년 11월 15일에 확인함.
- Srinivasan, Doris (1975). 《The so-called Proto-Śiva seal from Mohenjo-Daro: An iconological assessment》. 《Archives of Asian Art》 29. 47–58쪽. JSTOR 20062578.
- Srinivasan, Doris Meth (1997). 《Many Heads, Arms and Eyes: Origin, Meaning and Form in Multiplicity in Indian Art》. Brill. ISBN 978-90-04-10758-8. 2023년 1월 20일에 원본 문서에서 보존된 문서. 2015년 11월 15일에 확인함.
- Staubwasser, M.; Sirocko, F.; Grootes, P. M.; Segl, M. (2003). 《Climate change at the 4.2 ka BP termination of the Indus valley civilization and Holocene south Asian monsoon variability》. 《Geophysical Research Letters》 30. 1425쪽. Bibcode:2003GeoRL..30.1425S. doi:10.1029/2002GL016822. ISSN 0094-8276. S2CID 129178112.
- Sullivan, Herbert P. (1964). 《A Re-Examination of the Religion of the Indus Civilization》. 《History of Religions》 4. 115–125쪽. doi:10.1086/462498. JSTOR 1061875. S2CID 162278147.
- Thapar, Romila (2004). 《Early India: From the Origins to AD 1300》. University of California Press. ISBN 978-0-520-24225-8. 2023년 1월 20일에 원본 문서에서 보존된 문서. 2015년 11월 15일에 확인함.
- Thapar, Romila, 편집. (2006). 《the Making of 'the Aryan'》. New Delhi: National Book Trust.
- Wright, Rita P. (2009). 《The Ancient Indus: Urbanism, Economy, and Society》. 케임브리지 대학교 출판부. ISBN 978-0-521-57219-4. 2013년 9월 29일에 확인함.